# Gehrden

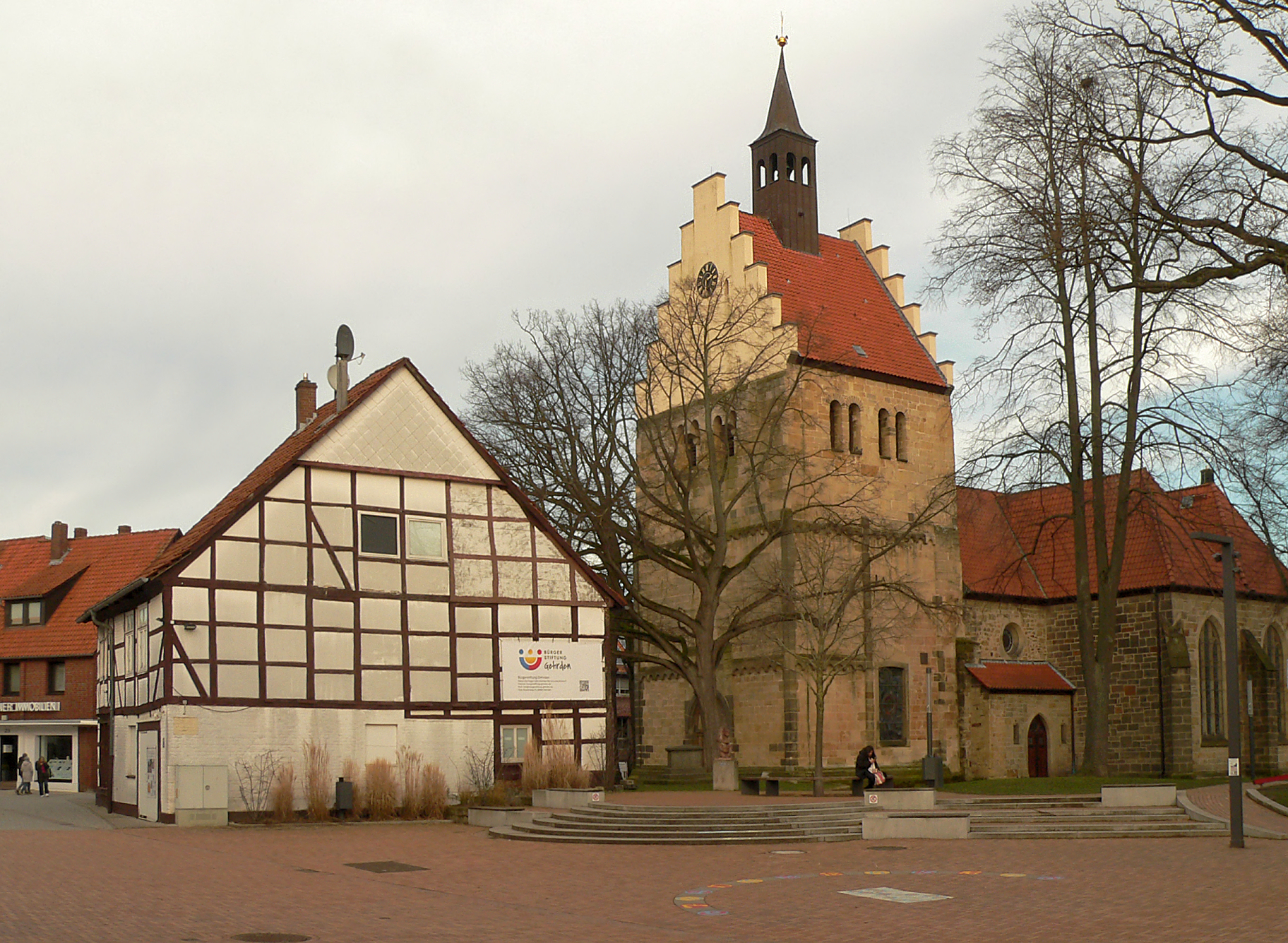
Marktplatz im Ortszentrum mit Haus Steinweg 25 und Margarethenkirche

Gehrden ist eine Kleinstadt in der niedersächsischen Region Hannover.

## Geografie

### Lage
Die Stadt Gehrden befindet sich im Calenberger Land. Westlich der Kernstadt liegt der langgestreckte Gehrdener Berg mit den Erhebungen Köthnerberg, Suerser Berg, Kniggenberg und dem Burgberg als höchste Erhebung mit einer Höhe von 158 m ü. NHN. Dementsprechend wird Gehrden auch als die „Burgberg-Stadt“ bezeichnet. Die höchste Erhebung ist der östlich der Gehrdener Ortsteile Everloh und Northen gelegene Benther Berg bei der Ortschaft Benthe (Stadt Ronnenberg) mit 179 m ü. NHN. Die Stadt Gehrden selbst liegt auf einer Höhe von 70–90 m ü. NHN. Östlich von ihr fließt das Gewässer Haferriede vorbei. In der Nähe liegt der Höhenzug Deister, der ein beliebtes Naherholungsgebiet ist. Gehrden ist ca. 13 Kilometer Luftlinie vom Stadtzentrum von Hannover entfernt.

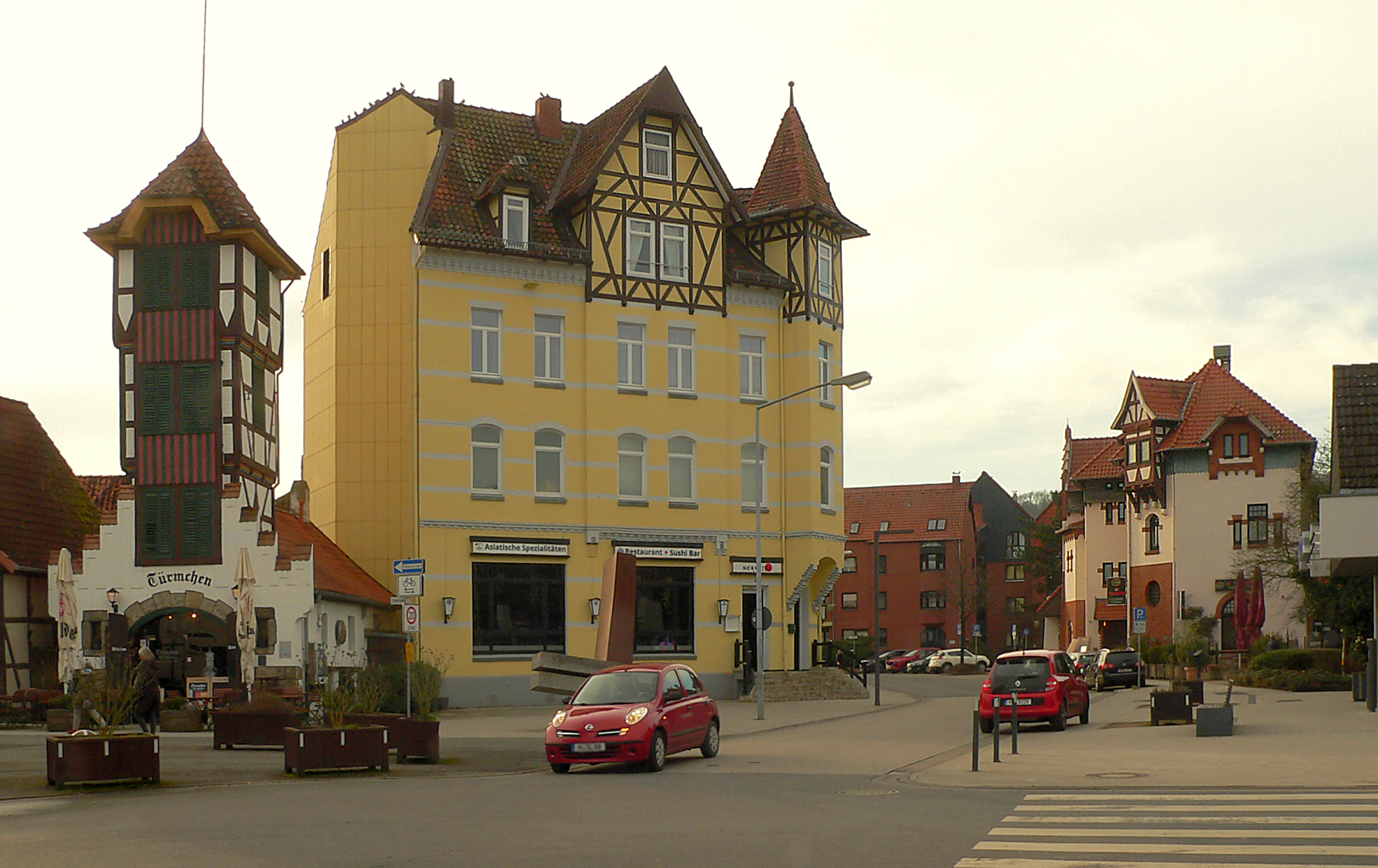
Ortsblick mit Türmchen, früherem Bahnhofsrestaurant und früherem Bahnhof
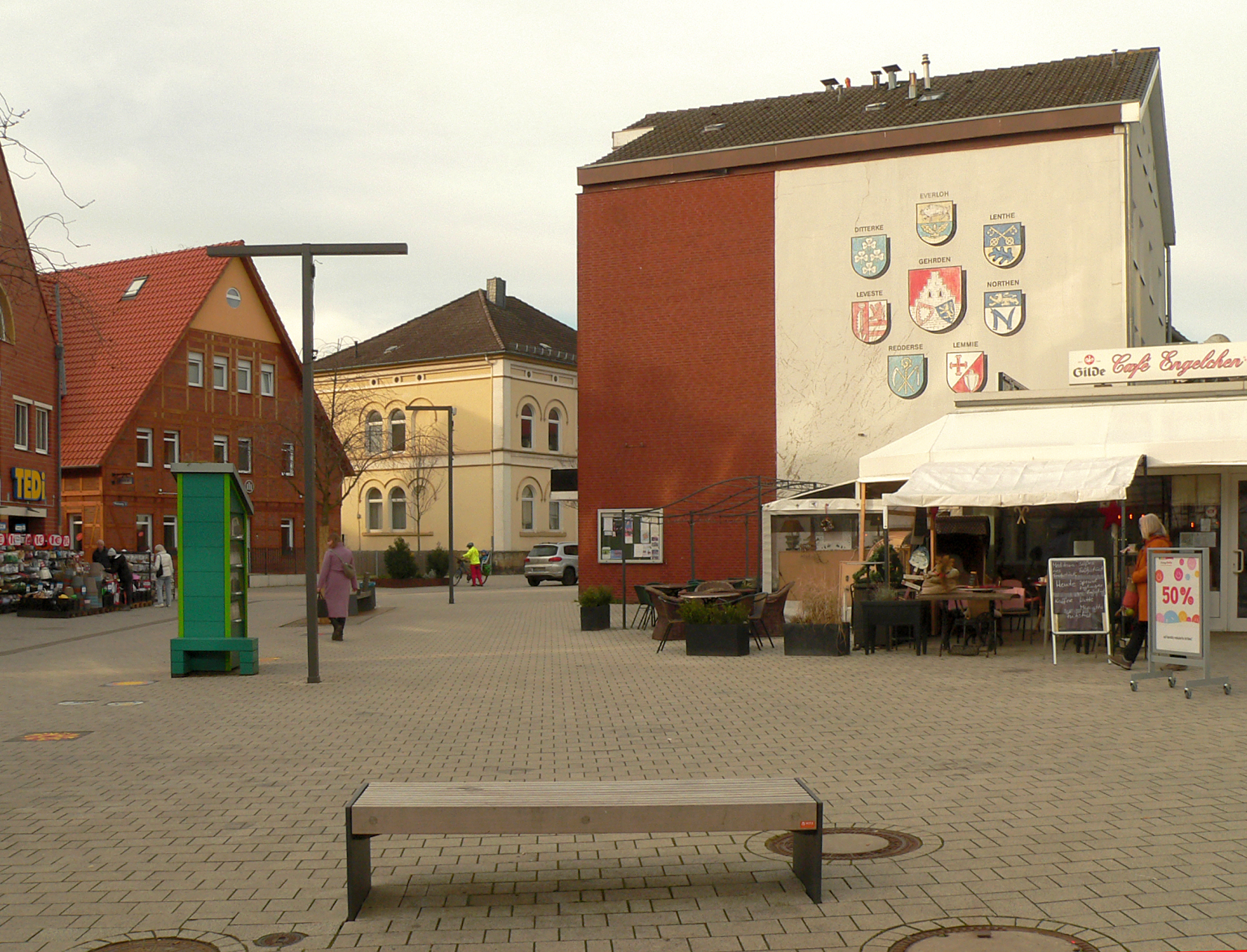
Wappen der Ortsteile an einer Hauswand in der Fußgängerzone
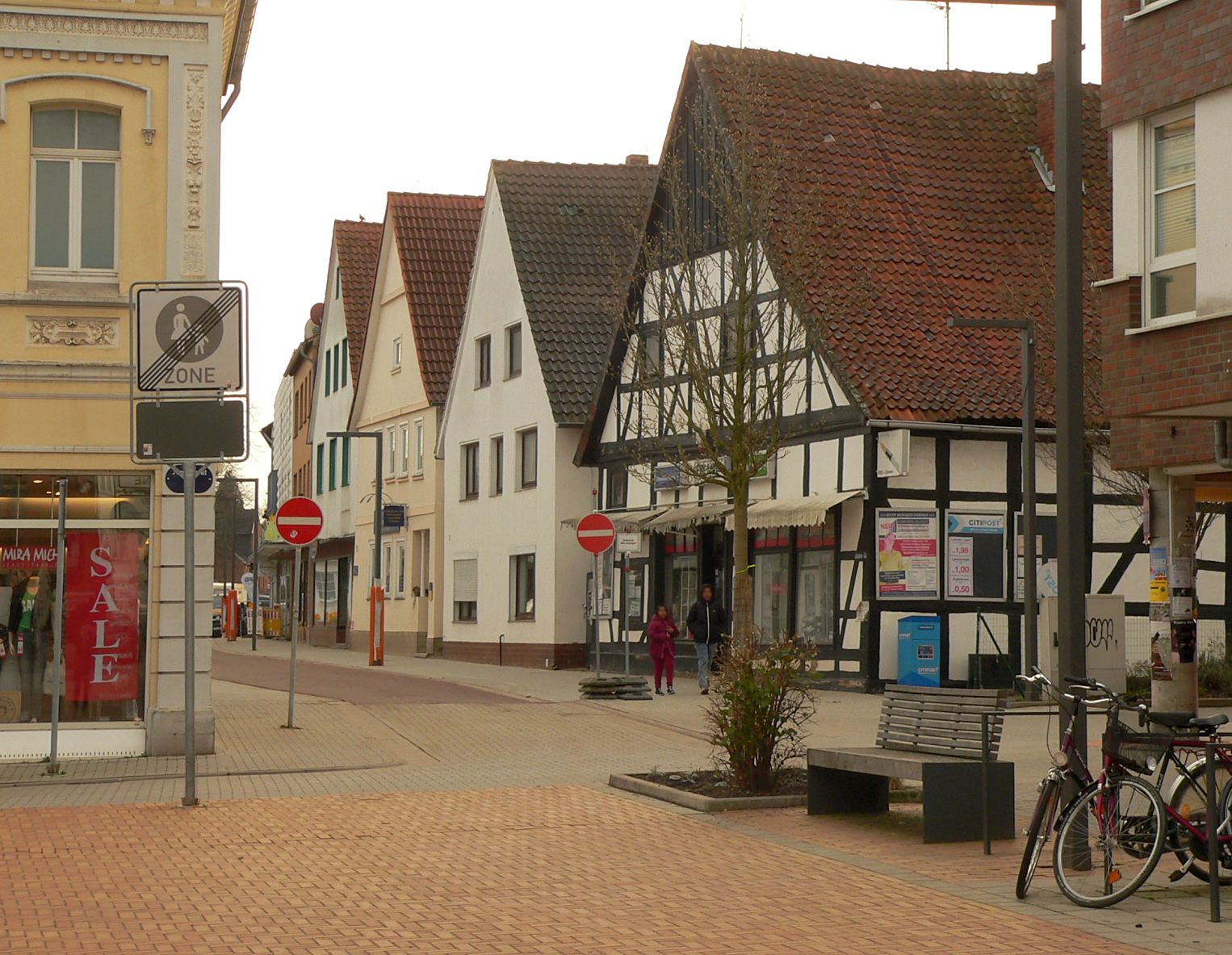
Blick in die Dammstraße im Ortszentrum
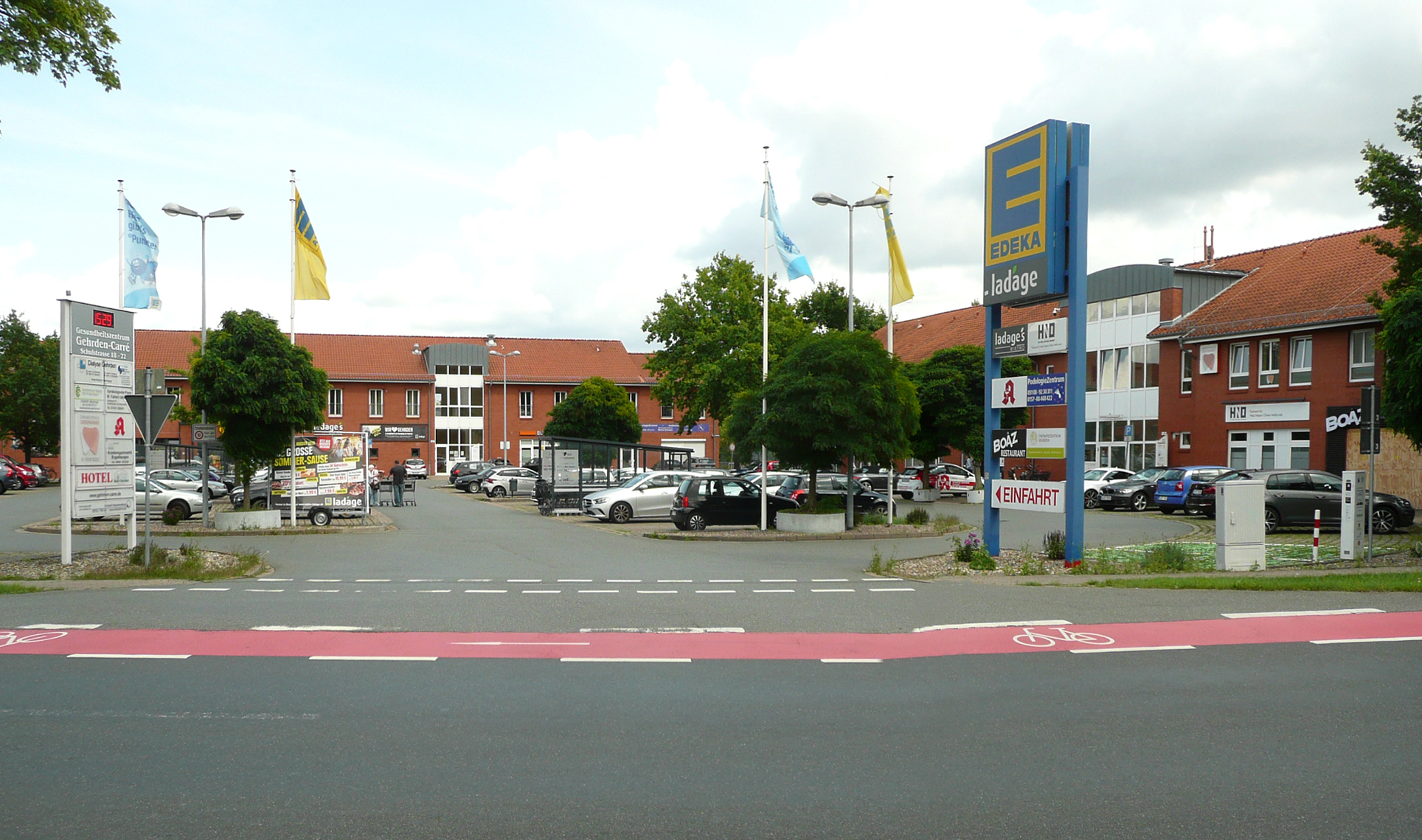
Gesundheitszentrum außerhalb des Ortszentrums

### Stadtgliederung
Die Stadt Gehrden besteht aus folgenden Ortschaften:
| - Gehrden (Kernort) - Lenthe - Northen - Everloh | - Ditterke - Redderse - Leveste - Lemmie |

Gehrden zeichnet sich durch eine überwiegend kleinteilige Wohnbebauung aus. Der Großteil der Wohngebäude besteht aus selbst genutzten Einfamilienhäusern. Die Fußgängerzone liegt im Zentrum von Gehrden. Dort finden sich unter anderem Einzelhandelsgeschäfte, Restaurants und Dienstleistungsunternehmen. Abseits der Fußgängerzone liegt das Gehrden Carré, ein Geschäfts- und Gesundheitszentrum an der Schulstraße.
Leveste ist mit 1600 Einwohnern die nach der Kernstadt zweitgrößte Ortschaft der Stadt Gehrden.

### Nachbargemeinden
|               | Seelze                                      | Hannover   |
| Barsinghausen | Kompassrose, die auf Nachbargemeinden zeigt | Ronnenberg |
|               | Wennigsen (Deister)                         |            |

## Geschichte

### Vor- und Frühgeschichte
Im Gebiet der heutigen Stadt Gehrden herrschten durch die Lage innerhalb der Calenberger Lößbörde mit fruchtbaren Böden günstige Siedlungsbedingungen. Bronzezeitliche Siedlungsspuren entdeckten Archäologen im Jahre 2014 bei der Erschließung des Neubaugebietes Großes Neddernholz rund einen Kilometer östlich des Ortszentrums. Anhand von Bodenverfärbungen waren Pfostengruben von kleinen Speicherbauten und einem annähernd 30 Meter langem Langhaus zu erkennen. Es fanden sich auch Siedlungsgruben mit Resten von Keramikgefäßen und Tierknochen sowie Feuerstellen. Obwohl die Funde zunächst keine genaue Datierung zuließen, wird angenommen, dass die Siedlung vor etwa 3000 Jahren bestand.
Auf die Anwesenheit römischen Militärs zur Zeit um Christi Geburt deutet der Schatzfund von Gehrden mit 30 römischen Silbermünzen am Hang des Suerser Berges. Auf dem Burgberg befand sich der Ringwall auf dem Gehrdener Berg, dessen Entstehungs- und Nutzungszeit im Zeitraum zwischen Christi Geburt und dem Frühmittelalter vermutet wird. Etwa vom 3. bis 7. Jahrhundert bestand die Germanische Siedlung Gehrden, die bei Ausgrabungen in einem Gewerbegebiet etwa 1,3 km nördlich vom Ortszentrum entdeckt wurde. Aufgrund der reichhaltigen Funde gehen Archäologen davon aus, dass hier Angehörige einer germanischen Elite gelebt und den in West-Ost-Richtung vorbeiführenden Hellweg kontrolliert haben. Am Hang des Burgberges fanden sich die merowingerzeitlichen Bestattungen von Gehrden aus der ersten Hälfte des 7. Jahrhunderts.

### Mittelalter bis 19. Jahrhundert
Siedlungsspuren aus dem 9. Jahrhundert im Stadtkern zeugen davon, dass die Faktoren trockener Baugrund, Ackerflächen, Wasser und Grünland die Ansiedlung am Fuß des Gehrdener Berges während der mittelalterlichen Rodungszeit begünstigten. In einer 1154 von Herzog Heinrich der Löwe in Goslar ausgestellten Urkunde wird ein Gerhardus von Gerdine (Gerhard von Gehrden) genannt. Das Jahr gilt als erste urkundliche Erwähnung Gehrdens. Später wird im 14. Jahrhundert mehrfach ein Arnold von Gehrden genannt. Historiker sehen die Familie von Gehrden als Angehörige des niederen Adels an.
Der Ortsname Gehrden lautet in alten Urkunden „Gerdinum“, später „Gerdene“, „Gherden“, „Gherdene“, „Gerde“ und „Herden“. Er wird auf das Wort „gerd“ zurückgeführt, das vom altsächsischen Wort „gard“ für Garten abgeleitet ist und ursprünglich umhegte Malstatt bedeutete. Hinzu tritt das altfränkische Wort inun bzw. ene für Wohnung. Dementsprechend wird Gehrden als „Siedlung bei der Malstatt“ (Gerichtsstätte) gedeutet. Auf die Malstatt weisen, abgesehen von dem noch 1353 bestätigten Gericht und der „Dingbuche“ (1359), noch heute unterschiedliche Flurnamen hin, wie der „hillige Kamp“, „achter dem Recht“ und „Wulfwinkel“.
In einer Urkunde vom 28. Januar 1298 verlieh Graf Adolf VI. von Schauenburg und Holstein als Oberherr seinem Flecken Gehrden (oppidum nostrum) ein Immunitäts-Privilegium. Darin erklärte er den Ort für frei und erteilte insbesondere Sicherheit und Freiheit allen, die darin wohnten und wohnen wollten. Adolf VI. gab zugleich seinen hier wohnenden Leibeigenen die Freiheit, indem er ihnen die Schatzungen erließ und sich selbst nur seine vogteilichen Rechte vorbehielt. Der Ort erhielt einen Markt, das Braurecht, eigene Gerichtsbarkeit und das Befestigungsrecht. Zuvor war schon um 1250 die Margarethenkirche entstanden. In einer späteren Urkunde vom 29. September 1332 bezeichnet Adolf VII. Gehrden als Weichbild und beschreibt dessen Vogtei-, Feld- und Weiderechte. Gehrden war im Mittelalter durch einen umlaufenden Zaun befestigt, der zu einer Wallhecke mit Graben und Wall ausgebaut wurde. Zur Befestigung gehörten das Spehrtor, das Suerser Tor und das Nedderntor als Stadttore, die bis ins 19. Jahrhundert bestanden. Außerdem gab es im Vorfeld drei Landwehren.
Dass im Ortskern bereits im 12. Jahrhundert kontinuierlich gesiedelt wurde, ergaben stadtarchäologischen Untersuchungen im Jahr 2016. Bei den Ausgrabungen auf einem zur Neubebauung vorgesehenen Grundstück wurden mittelalterliche Siedlungsspuren festgestellt. Dazu zählten Reste eines Befestigungswalls, ein unterkellertes Haus und fünf Brunnen. Eine dendrochronologische Datierung der hölzernen Brunnenreste ergab, dass die verwendete Bäume in den Jahren 1136, 1137 und 1143 gefällt wurden. Eine gefundene Ritterfigur aus Ton wird in das 14. Jahrhundert datiert und als Kinderspielzeug angesehen.

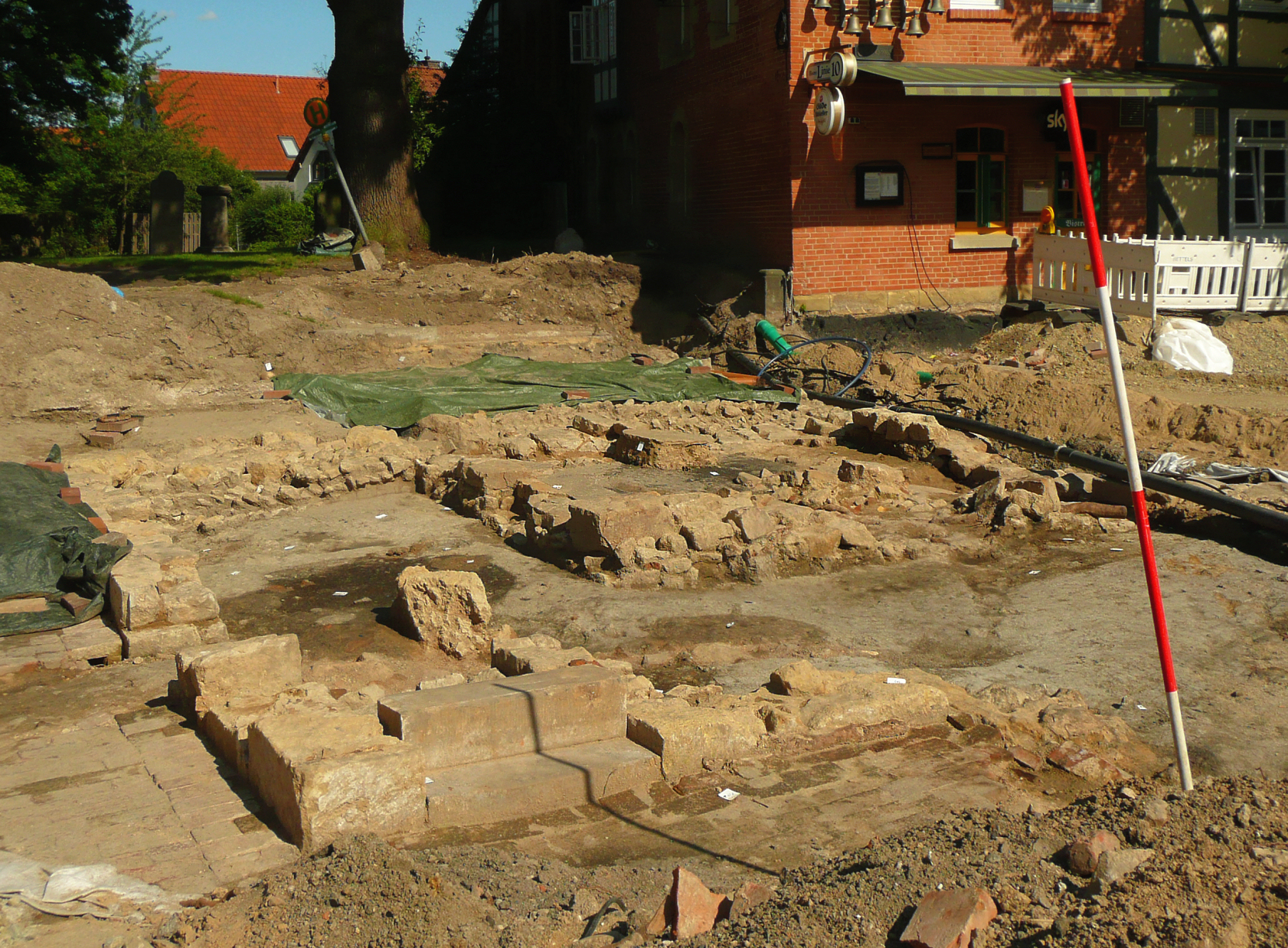
Bei Ausgrabungen auf dem Marktplatz freigelegte Fundamentreste eines frühneuzeitlichen Gebäudes, 2020

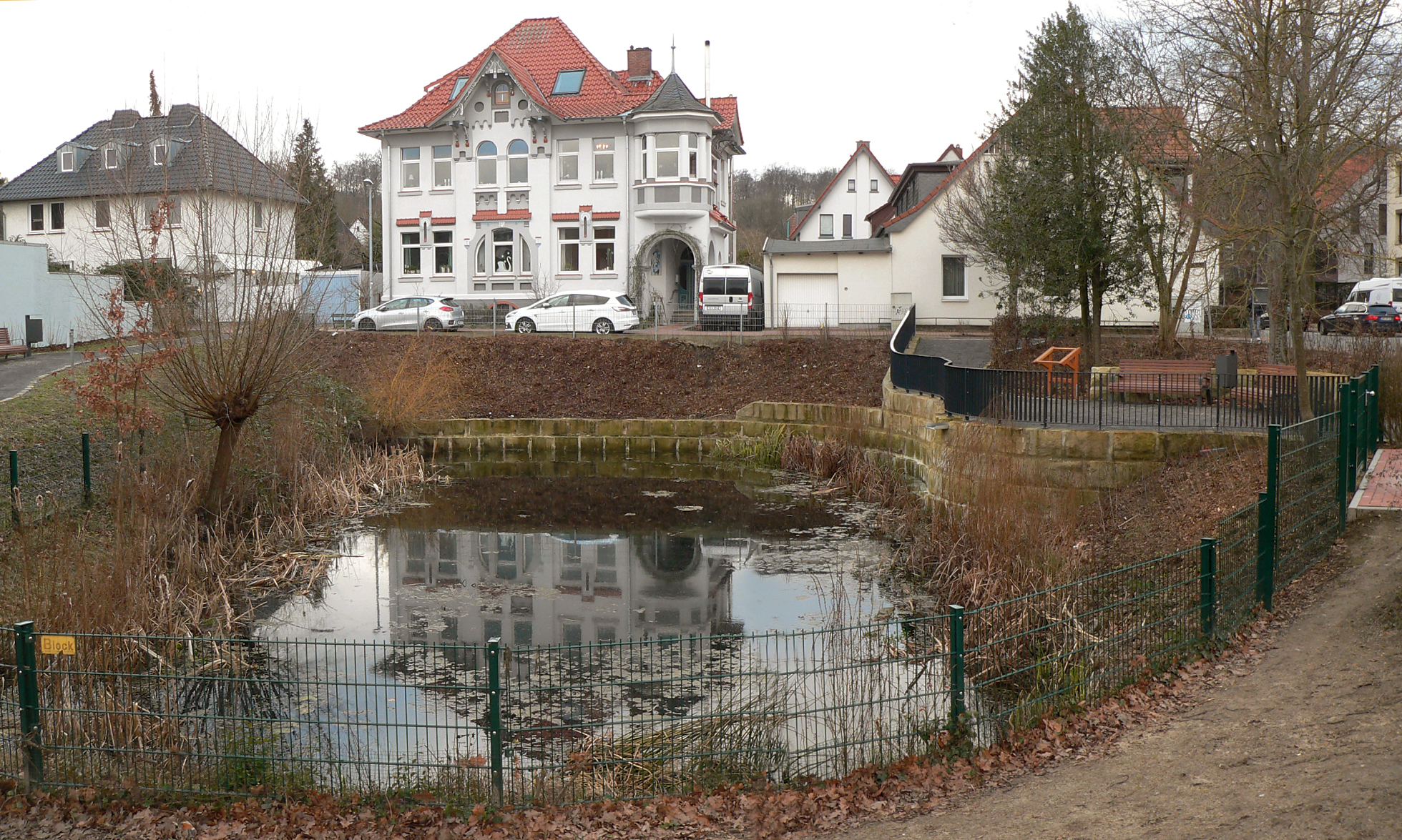
Brauereiteich nach der Umgestaltung, 2024

Im Jahr 2020 fanden sich bei Sanierungsarbeiten auf dem Marktplatz neben der Margarethenkirche und dem Haus Steinweg 25 weitere archäologische Reste. Dabei handelte es sich um einen in Sandstein gefassten Brunnen aus der Zeit des 17. bis 19. Jahrhunderts, Knochenreste von 31 bestatteten Menschen auf dem Kirchhof der Margarethenkirche und Fundamentreste eines frühneuzeitlichen Gebäudes. Es könnte sich um das in den 1970er Jahren abgerissene Haus Schaumann oder dessen Vorgängerbau handeln. Laut der die Ausgrabungen leitenden Archäologin Ute Bartelt war der Marktplatz früher bedeutend kleiner als heute.
In den Jahren 1467, 1562, 1568, 1628 und 1669 wurde die Gemeinde infolge mehrerer Fehden und Feuersbrünste verwüstet. Um auf Brände vorbereitet zu sein, wurde schon im Jahr 1754 eine Bestimmung für die Feuerlöschung erlassen. Im Jahr 1689 hatte Gehrden 591 Einwohner, von denen 93 als Gesinde arbeiteten und 41 als Häuslinge zur Miete wohnten. Es gab 101 Höfe, darunter sieben Vollmeier, 16 Halbmeier und 47 Kötner. Die meisten Kötner als Kleinbauern betrieben zusätzlich ein Handwerk.
Gehrden besaß seit 1298 das Braurecht, gegen das die hannoversche Brauergilde aus Monopolgründen einen Prozess anstrengte und 1694 verlor. Die Brauberechtigten erbauten ein Brauhaus, in dem sie abwechselnd brauten. 1665 wurde es wegen eines Brandes neu erbaut. Heute befindet sich darin das Stadtmuseum Gehrden. Seit 1666 belieferte das kleine Gewässer des Brauereiteichs das Brauhaus mit Wasser, was zunächst in einem offenen Graben und später durch Holzrohre erfolgte.
1776 gab es 102 Brauberechtigte im Ort.
Während des Siebenjährigen Krieges besetzten 1757 französische Truppen nach der Schlacht bei Hastenbeck das nahe liegende Hannover. In der Folge bekam Gehrden eine Einquartierung von 2200 französischen Soldaten. Während der Franzosenzeit belasteten in den Jahren 1803–1807 französische und russische Einquartierungen den Ort.
Im 19. Jahrhundert gehörte Gehrden zum 1817 entstandenen Amt Wennigsen. Nachdem dies 1885 im neu gebildeten Landkreis Linden aufging, gehörte auch Gehrden zu diesem Landkreis. Nach dessen Auflösung 1932 kam der Ort zum Landkreis Hannover.
Das Gehrdener Villenviertel entstand im Zuge der verkehrstechnischen Anbindung Gehrdens über die Straßenbahn an Hannover ab 1898. Diese Verbindung förderte den Zuzug wohlhabender Bürger, die am südlichen Rand des Gehrdener Berges repräsentative Häuser errichteten. Die Häuser, die im Stil des Historismus erbaut wurden, gruppieren sich entlang der Großen Bergstraße.

### 20. Jahrhundert
Im Jahr 1929 erhielt Gehrden aus unbekannten Gründen die Stadtrechte verliehen, nachdem es seit 1298 Flecken war. 1929 lebten ca. 2500 Einwohner in Gehrden.
Während des Zweiten Weltkriegs nahm der Ort ausgebombte Bewohner aus den Städten auf. Am 9. März 1944 stürzte nach einem Tiefflug über den Stadtrand von Gehrden ein amerikanischer Bomber vom Typ B-24 „Liberator“ auf einem Feld in Richtung Ditterke ab, der in das Flakfeuer der Batterie Mühlenberg geraten war. Die Besatzung rettete sich mit dem Fallschirm. Einen Tag vor der Befreiung Gehrdens durch Truppen der US-Armee erschoss am 8. April 1945 der NSDAP-Kreisleiter Heinz Deinert gemeinsam mit einem Offizier der Waffen-SS den französisch-jüdischen Zwangsarbeiter Felix Pichet. In der Nacht zum 9. April 1945 durchquerten US-amerikanische Truppen Gehrden, die zur Einnahme von Hannover vorstießen. Obwohl zwei Panzersperren in Gehrden errichtet wurden, kam es nicht zur Verteidigung des Ortes. Laut der örtlichen Überlieferung sei dies dem damaligen Bürgermeister Ottomar von Reden zu verdanken. Er soll die kampflose Übergabe in einer geheimen nächtlichen Besprechung im Rittergut Franzburg mit dem deutschen Militärbefehlshaber erreicht haben. Später fanden Heimatforscher dafür keine Belege und bewerteten die Überlieferung als Legende. Die Stadt Gehrden blieb im Zweiten Weltkrieg weitestgehend von Bombenabwürfen verschont.
Von Mai 1945 bis November 1946 war Gehrden Garnison einer britischen Einheit mit 1000 Soldaten, wozu die Bewohner aus über 50 Wohnhäusern umquartiert wurden. Am 1. April 1946 wurde in Benthe die Stadtrandschule gegründet aus der später das Matthias-Claudius-Gymnasium Gehrden hervorging. 1949 waren rund 1000 Kriegsflüchtlinge in Gehrden untergebracht.
Ab 1967 gehörte Gehrden zum Großraum Hannover. Mit Wirkung zum 1. August 1971 schloss sich die Stadt Gehrden mit den umliegenden Gemeinden Ditterke, Everloh, Lemmie, Lenthe, Leveste, Northen und Redderse durch das am 20. April 1971 vom Niedersächsischen Landtag verabschiedete und am 14. Mai 1971 im Niedersächsischen Gesetz- und Verordnungsblatt verkündete „Gehrden-Gesetz“ zu einer Einheitsgemeinde zusammen.
Im Jahr 1975 wurde im Ortszentrum eine Fußgängerzone eingerichtet, um den Durchgangsverkehr aus den engen Hauptstraßen herauszuhalten und um eine ruhige Zone zum Verweilen und Einkaufen zu schaffen. Dabei wurde auch der Marktplatz neu gestaltet. Am 2. Oktober 1990 erfolgte die Grundsteinlegung für einen Neubau des Rathauses Gehrden in der Innenstadt. Der Backsteinbau wurde knapp zwei Jahre später fertiggestellt und dient mit seinem Bürgersaal auch als Veranstaltungsort für Konzerte, Lesungen, Kunstausstellungen und Vorträge. Im Jahr 2025 wurde entschieden, dass das Rathaus einen dreigeschossigen Anbau in der Hüttenstraße erhält.
Zur Steigerung der Aufenthaltsqualität erfolgte von 2013 bis 2024 in Gehrden eine Innenstadtsanierung, bei der die Fußgängerzone, der Marktplatz und das Areal um die Margarethenkirche umgestaltet wurden.
Bis zum 31. Dezember 2004 gehörte Gehrden zum Regierungsbezirk Hannover, der wie die übrigen niedersächsischen Regierungsbezirke aufgelöst wurde.

### Jüdische Geschichte

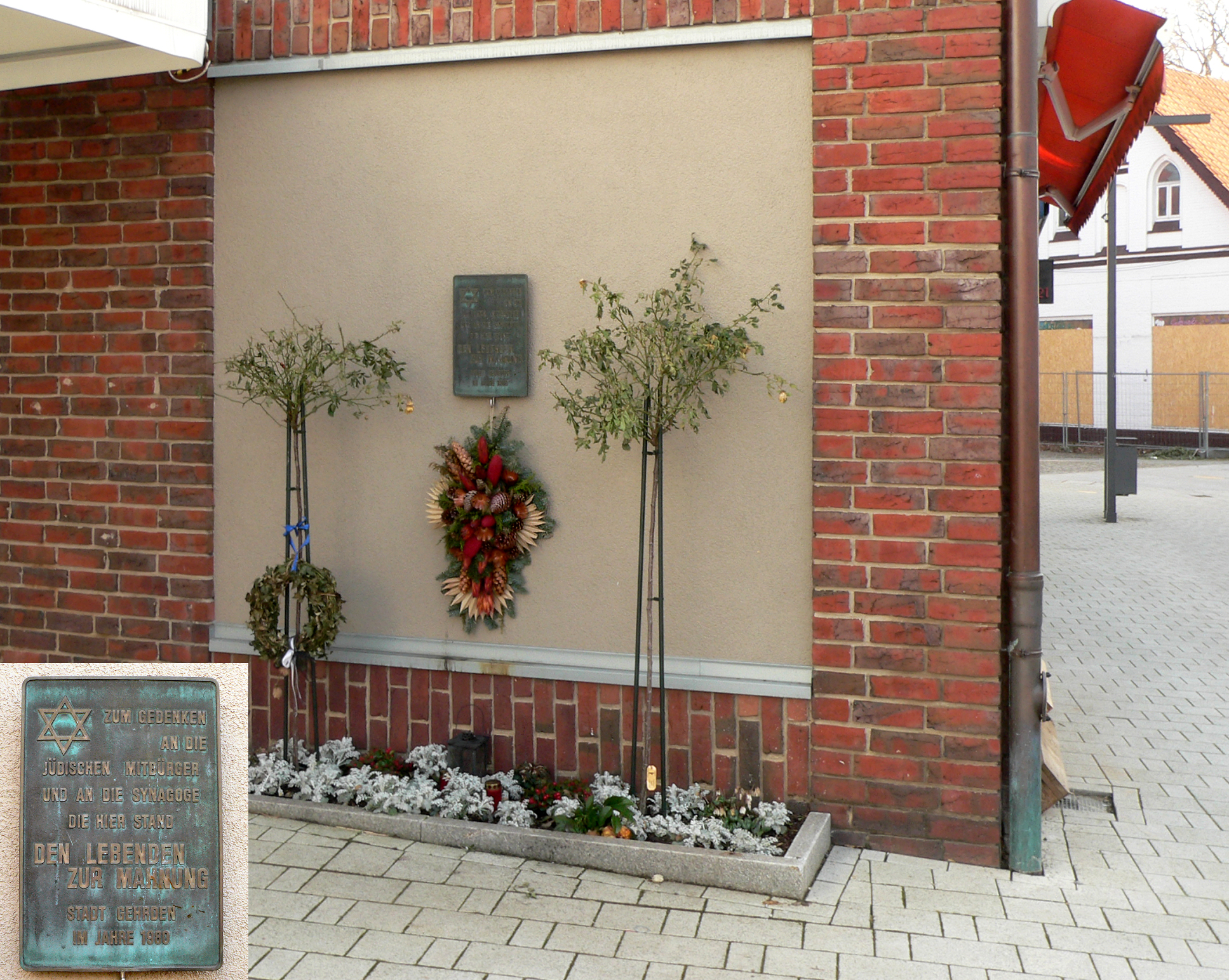
Gedenktafel für jüdische Mitbürger an der Stelle der früheren Synagoge

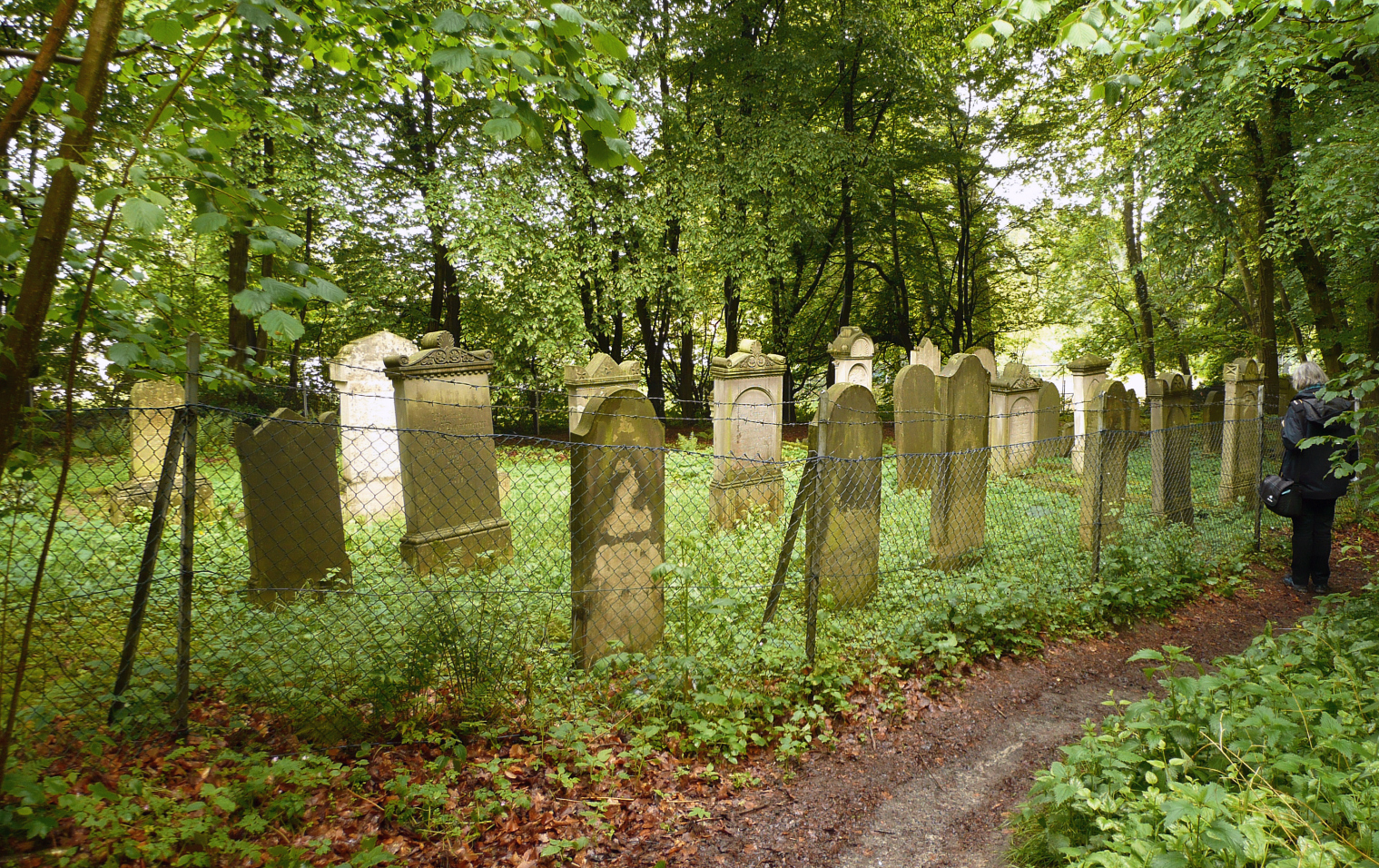
Jüdischer Friedhof Gehrden

Erste Juden wurden in Gehrden zu Beginn des 18. Jahrhunderts ansässig. Es entstand die Synagogengemeinde Gehrden, zu der auch die Ortschaften Groß Goltern, Hohenbostel, Landringhausen, Ronnenberg, Winninghausen sowie seit 1871 Empelde und Holtensen gehörten. Von den früheren jüdischen Bewohnern zeugt der Jüdische Friedhof Gehrden am Gehrdener Berg mit 73 Grabsteinen, der von 1752 bis 1935 belegt wurde. In der Zeit des Nationalsozialismus wurden 17 Personen, die in Gehrden geboren wurden oder in Gehrden gelebt haben, Opfer des Holocaust. 2008 wurden vor dem ehemaligen Wohnsitz von zwei jüdischen Bürgern in Gehrden Stolpersteine durch den Künstler Gunter Demnig verlegt. An der Stelle der früheren Synagoge im Ort, die 1979 zugunsten eines Neubaus abgebrochen wurde, befindet sich heute eine Gedenktafel.

### Eingemeindungen
Am 1. August 1971 erfolgte der freiwillige Gemeindezusammenschluss mit den umliegenden Landgemeinden Ditterke, Everloh, Lemmie, Lenthe, Leveste, Northen und Redderse zur Großgemeinde Gehrden.

### Einwohnerentwicklung
Seit einigen Jahren hat Gehrden einen kontinuierlichen Anstieg der Einwohnerzahl verzeichnet. Das Wachstum wird unter anderem auf die zunehmende Attraktivität der Stadt als Wohnort im Umland von Hannover zurückgeführt. Als Ursache hierfür hat die Hannoversche Allgemeine Zeitung unterschiedliche Gründe identifiziert. Dazu zählen die gute verkehrliche Anbindung an die Landeshauptstadt, eine hohe Lebensqualität mit naturnaher Lage und kurzen Wegen, eine familienfreundliche Infrastruktur sowie gezielte Wohnraumentwicklung durch neue Baugebiete. Bevölkerungsprognosen für die Region gehen davon aus, dass sich dieser positive Bevölkerungstrend in den kommenden Jahren fortsetzen wird.
| Jahr | Einwohner | Quelle        |
| ---- | --------- | ------------- |
| 1781 | 000–001   | [ 40 ]        |
| 1812 | 00905 2   | [ 41 ]        |
| 1823 | 0952      |               |
| 1824 | 000–003   | [ 42 ]        |
| 1848 | 01.185 4  | [ 43 ]        |
| 1853 | 1.219     |               |
| 1883 | 1.506     |               |
| 1885 | 1.611     | [ 44 ]        |
| 1905 | 2.079     | [ 44 ]        |
| 1910 | 2.227     | [ 44 ] [ 45 ] |

| Jahr | Einwohner | Quelle |
| ---- | --------- | ------ |
| 1925 | 2.561     | [ 44 ] |
| 1933 | 2.663     | [ 44 ] |
| 1939 | 3.035     | [ 44 ] |
| 1950 | 4.898     | [ 46 ] |
| 1956 | 5.274     | [ 46 ] |
| 1961 | 06.053 5  | [ 36 ] |
| 1970 | 08.367 6  | [ 36 ] |
| 1973 | 12.7070   | [ 47 ] |
| 1975 | 12.634 7  | [ 48 ] |
| 1980 | 11.974 7  | [ 48 ] |

| Jahr | Einwohner | Quelle |
| ---- | --------- | ------ |
| 1985 | 12.444 7  | [ 48 ] |
| 1990 | 12.705 7  | [ 48 ] |
| 1995 | 14.395 7  | [ 48 ] |
| 2000 | 14.730 7  | [ 48 ] |
| 2005 | 14.850 7  | [ 48 ] |
| 2010 | 14.502 7  | [ 48 ] |
| 2015 | 14.624 7  | [ 48 ] |
| 2019 | 14.962 7  | [ 48 ] |
| 2023 | 15.329 7  |        |

1 108 Feuerstellen

2 in 127 Häusern

3 131 Feuerstellen

4 in 137 Häusern

5 Volkszählungsergebnis (mit den 1971 eingemeindeten Orten = 9.983 Einw.)

6 Volkszählungsergebnis (mit den 1971 eingemeindeten Orten = 12.324 Einw.)

7 jeweils zum 31. Dezember
|  |

### Konfessionsstatistik
Im Jahr 2017 waren 39,4 % (2014: 41,1 %) der Einwohner evangelisch-lutherisch und 12,1 % (2014: 11,11 %) römisch-katholisch. 48,2 % (2014: 46,5 %) gehörten anderen Konfessionen oder Religionsgemeinschaften an oder waren konfessionslos. Im Jahr 2019 waren 37,6 % (Juni 2018: 39,3 %) der Einwohner evangelisch, 11,9 % (2018: 12,0 %) katholisch und 50,5 % (2018: 48,7 %) gehörten keiner dieser beiden christlichen Konfessionen an. Die Zahl der Protestanten und Katholiken ist seitdem weiter gesunken und die Personen, die keiner öffentlich-rechtlichen Religionsgemeinschaft angehören, machen mit 55,0 % (Stand 31. Dezember 2022) eine absolute Mehrheit der Bevölkerung aus.

## Politik
In Gehrden gibt es ein Jugendparlament.

### Rat der Stadt
Der Rat der Stadt Gehrden setzt sich aus 9 Ratsfrauen und 19 Ratsherren zusammen.
Stimm- und sitzberechtigt im Rat ist außerdem der hauptamtliche Bürgermeister. Ratsvorsitzender ist Heinrich Möller (CDU).
Die letzte Kommunalwahl am 12. September 2021 ergab das folgende Ergebnis:
| Partei            | Stimmenanteil | Anzahl Sitze |
| ----------------- | ------------- | ------------ |
| SPD               | 29,92 %       | 8            |
| CDU               | 33,21 %       | 9            |
| Grüne             | 19,58 %       | 6            |
| FDP               | 07,82 %       | 2            |
| Die Linke         | 02,35 %       | 1            |
| AfD Niedersachsen | 04,34 %       | 1            |
| Die PARTEI        | 02,79 %       | 1            |

### Bürgermeister

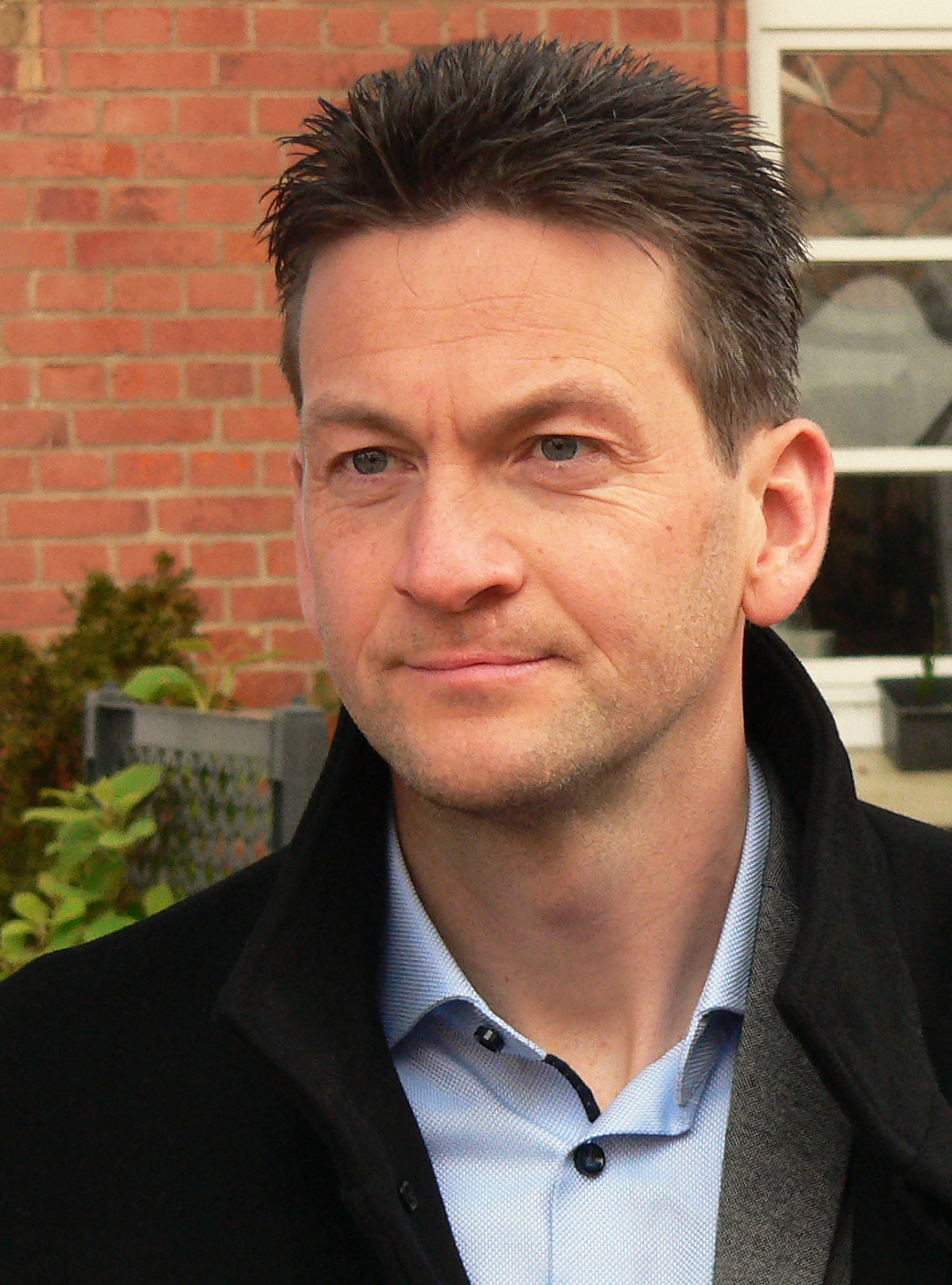
Bürgermeister Malte Losert, 2023

Der hauptamtliche Bürgermeister der Stadt Gehrden ist Malte Losert (Parteilos). Er setzte sich in einer Stichwahl am 9. Oktober 2022 gegen den bisherigen Amtsinhaber Cord Mittendorf (SPD) durch. Stellvertretende Bürgermeister sind in folgender Reihenfolge Heinrich Meinecke (CDU), Henning Harter (SPD) und Gisela Wicke (Grüne).

### Frühere Bürgermeister
Die Bürgermeister sind seit 1573 überliefert.

### Ortsräte

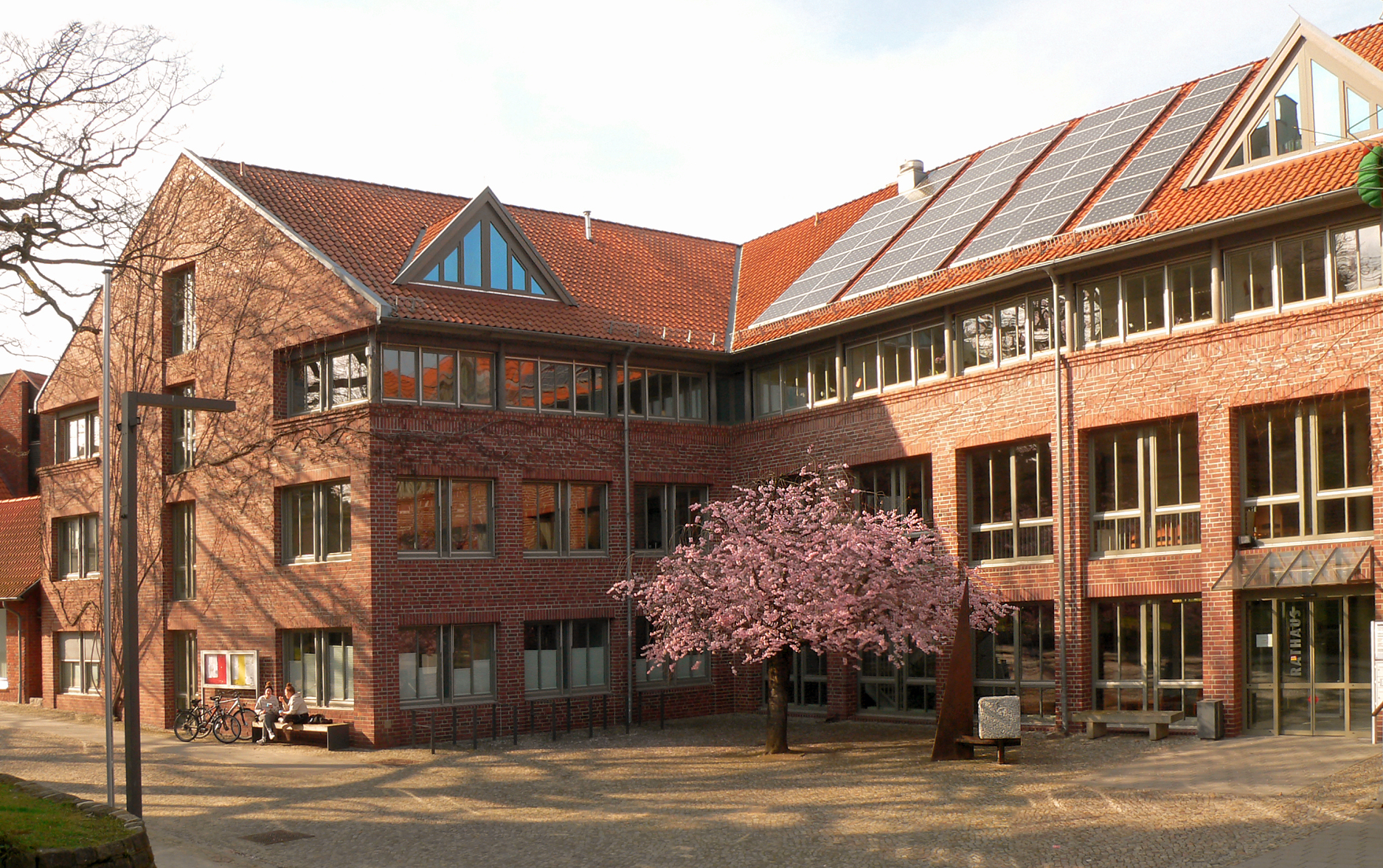
Rathaus Gehrden mit Japanischer Blütenkirsche

Die Stadtteile der Stadt Gehrden werden durch insgesamt 47 Ratsmitglieder in sieben Ortsräten vertreten. Seit 2021 verteilen diese sich wie folgt:
| Stadtteil | 0SPD0 | 0CDU0 | Grüne | 0WG0 | 0∑0 |
| --------- | ----- | ----- | ----- | ---- | --- |
| Ditterke  | –     | –     | 1     | 4a   | 5   |
| Everloh   | –     | 1     | 3     | 3b   | 7   |
| Lemmie    | 1     | 2     | 1     | 3c   | 7   |
| Lenthe    | 3     | 1     | 1     | 2b   | 7   |
| Leveste   | 4     | 3     | –     | –    | 7   |
| Northen   | 5     | 2     | –     | –    | 7   |
| Redderse  | –     | 3     | 1     | 3d   | 7   |
| Summe ∑   | 13    | 12    | 7     | 15   | 47  |

a Bürgerliste Ditterke,   b Freie Wähler,   c Wählergemeinschaft für Lemmie,   d Redderser Wählergemeinschaft

### Wappen
Der Entwurf des Kommunalwappens von Gehrden stammt von dem Heraldiker und Grafiker Alfred Brecht, der zahlreiche Wappen in der Region Hannover entworfen hat.
- Die Genehmigung des Wappens wurde am 26. April 1961 durch den Regierungspräsidenten in Hannover erteilt.[10]
- Die am 1. August 1971 durch Gesetz neu gebildete Stadt Gehrden hat das Wappen der bisherigen Stadt Gehrden übernommen, das vom Landkreis Hannover am 22. Februar 1984 genehmigt wurde.[10]

| Wappen von Gehrden | Blasonierung: „In Rot der silberne Treppengiebel der Stadtkirche, belegt vom Schildfuß her mit dem Wappen der Grafen von Schaumburg (in Rot ein silbernes Nesselblatt) und dem der Welfenherzöge (in Blau ein rotbewehrter, goldener Löwe).“ |
| Wappen von Gehrden | Wappenbegründung: Die alten Stadtsiegel von 1551 und 1600 haben sich des Kirchturmes der Margarethenkirche als Symbol bedient, wenn auch in der im Mittelalter üblichen bereicherten Form mit zusätzlichen Fahnen, die aber wohl nur das Schildbild auszufüllen hatten. In den offenen Giebel war ein abgerissenes Leopardenhaupt gesetzt, als Zeichen der anerkannten welfischen Herrschaft. Auf dem Siegel und den geschichtlichen Tatsachen fußend, hat der Heraldiker dem Rat der Stadt drei Entwürfe vorgelegt, von denen der Rat in seiner Sitzung am 9. März 1961 das vorstehend beschriebene Wappen einstimmig beschlossen hat. |

### Partnerschaft
Es besteht eine Städtepartnerschaft mit der Stadt Elbingerode (Harz) (heute Stadtteil der Stadt Oberharz am Brocken).

## Kultur und Sehenswürdigkeiten

### Kultur
Gehrden verfügt über eine kleine Kunstszene mit einigen Ateliers, in denen lokale Künstler tätig sind. Es finden in Gehrden regelmäßig Veranstaltungen im Rahmen des Kultursommers der Region Hannover statt. Das 2025 gegründete Kulturforum Gehrden dient zudem als Plattform, um Vereine, Kunst- und Kulturschaffende sowie Musiker zu vernetzen. Lesungen werden regelmäßig in unterschiedlichen Formaten angeboten.

### Sehenswürdigkeiten

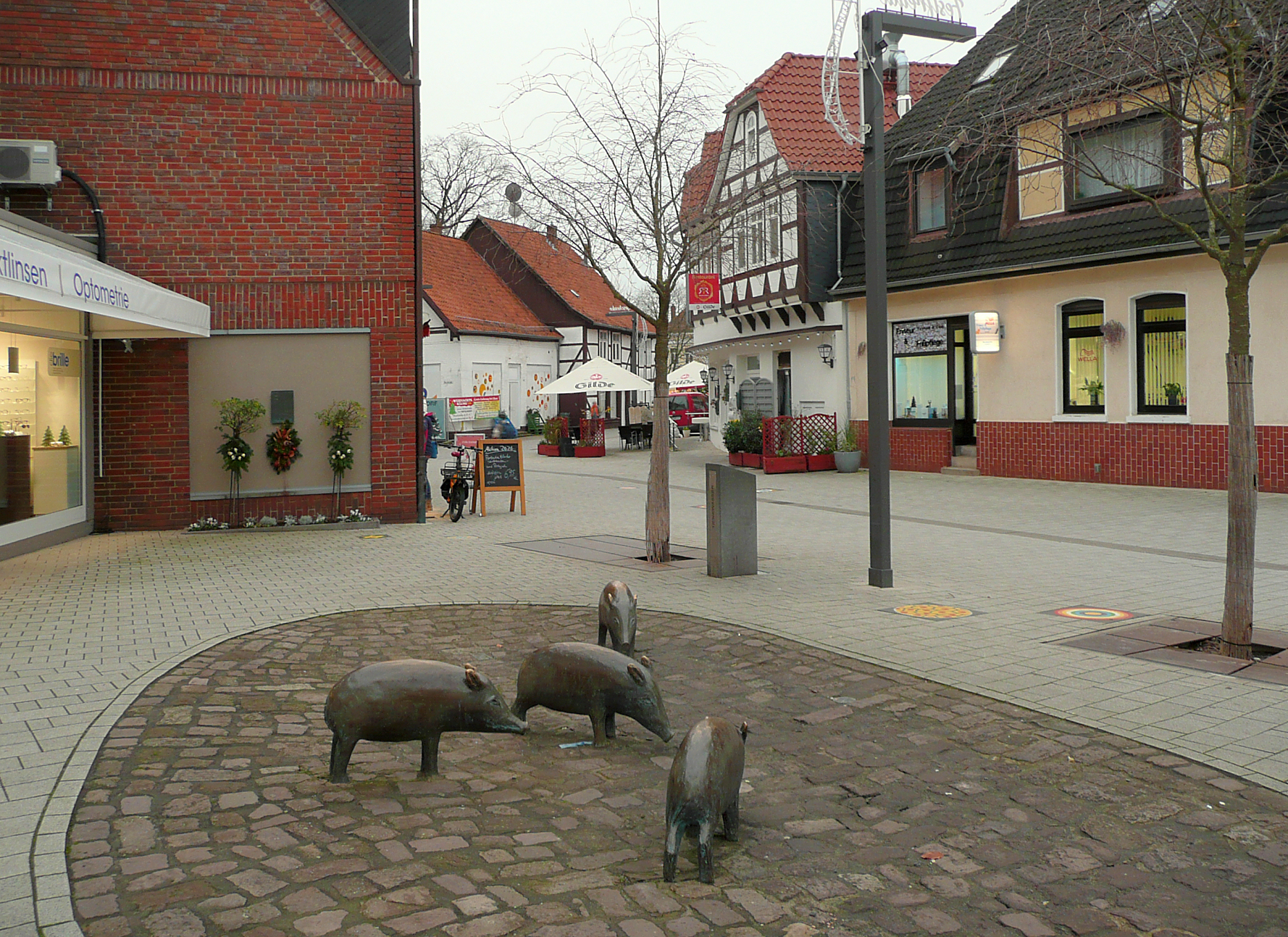
Fußgängerzone mit den bronzenen Schweinen, 2024

- Durch die Innenstadt von Gehrden führt seit 2018 auf dem Steinweg bis zum Marktplatz ein sogenannter Sonnenweg als Kunst im öffentlichen Raum.[61] Er besteht aus rund 45 Wegplatten mit Motiven der Sonne, die in das Gehwegpflaster eingelassen sind, sowie einer analemmatische Sonnenuhr auf dem Marktplatz.[62]
- Am Marktplatz steht eine Skulptur mit einem Knaben auf einer Weltkugel mit einem Fisch, die Ludwig Vierthaler in den 1930er Jahren schuf.[63]
- Ein weiteres Beispiel für Kunst im öffentlichen Raum sind die bronzenen Schweine, die von einer Heidelberger Künstlerin angefertigt wurden und seit den 1990er Jahren in der Gehrdener Innenstadt stehen.[64] In sie ist ein Wasserspiel integriert.[65]
- Auf dem Marktplatz ist an der Fassade des Ratskellers Gehrden ein Glockenspiel angebracht, das um 11:15 Uhr und 15:15 Uhr Musikstücke spielt.
- Auf dem Köthnerberg befindet sich neben der Struckmeyerschen Mühle ein etwa ein Hektar großes Gehege für Damwild mit einer Aussichtsplattform und Informationstafeln.[66]
- Auf dem Obergut in Lenthe steht das Geburtshaus von Werner von Siemens, das seit 2016 als Museum genutzt wird. Die Dauerausstellung zeigt seinen Werdegang und originalgetreue Nachbauten seiner wichtigsten Erfindungen.[67]
- Mit dem Jüdischen Friedhof Gehrden befindet sich ein von 1752 bis 1935 belegter jüdischer Friedhof im Stadtgebiet.
- Am Westhang des Gehrdener Berges befindet sich mit der ehemaligen Mergelkuhle am Köthnerberg ein geschütztes Biotop.[68]

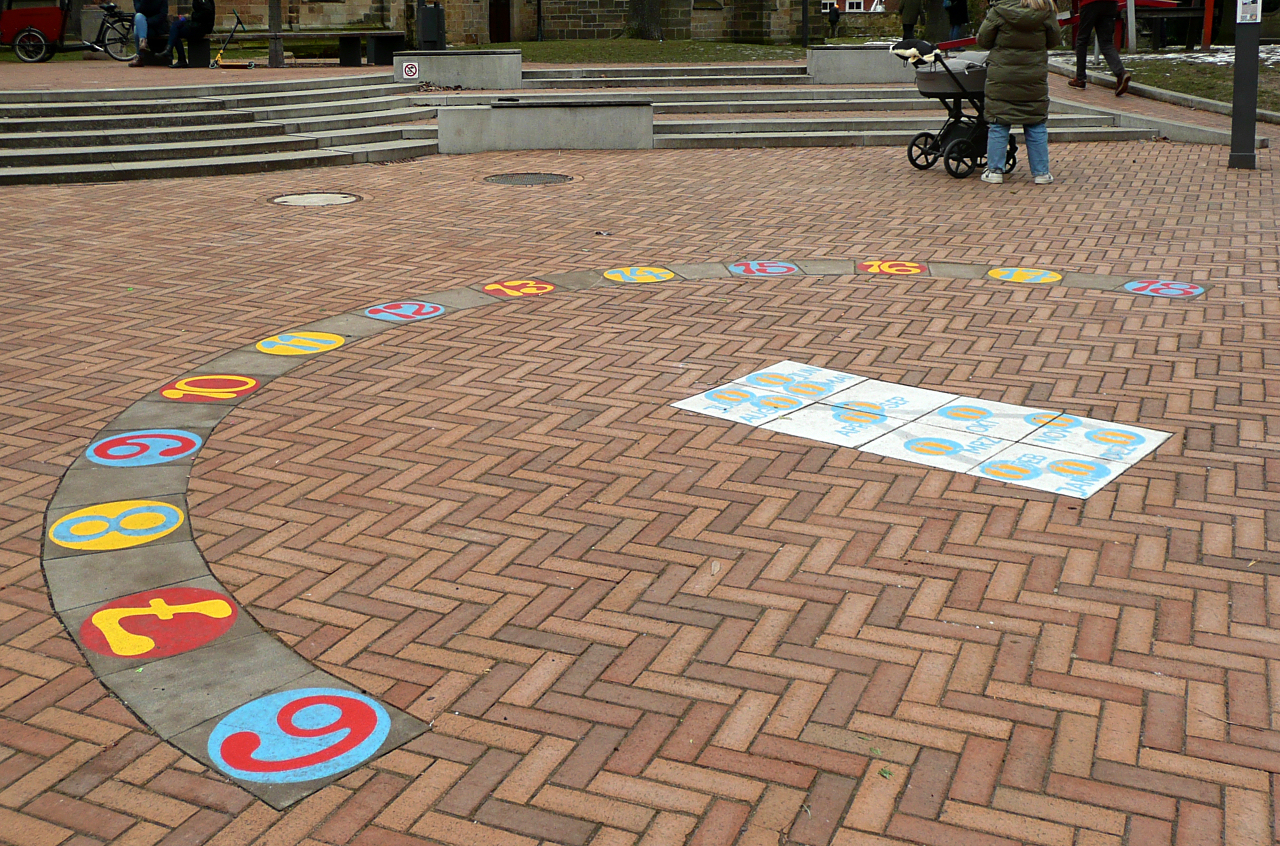
Sonnenuhr auf dem Marktplatz
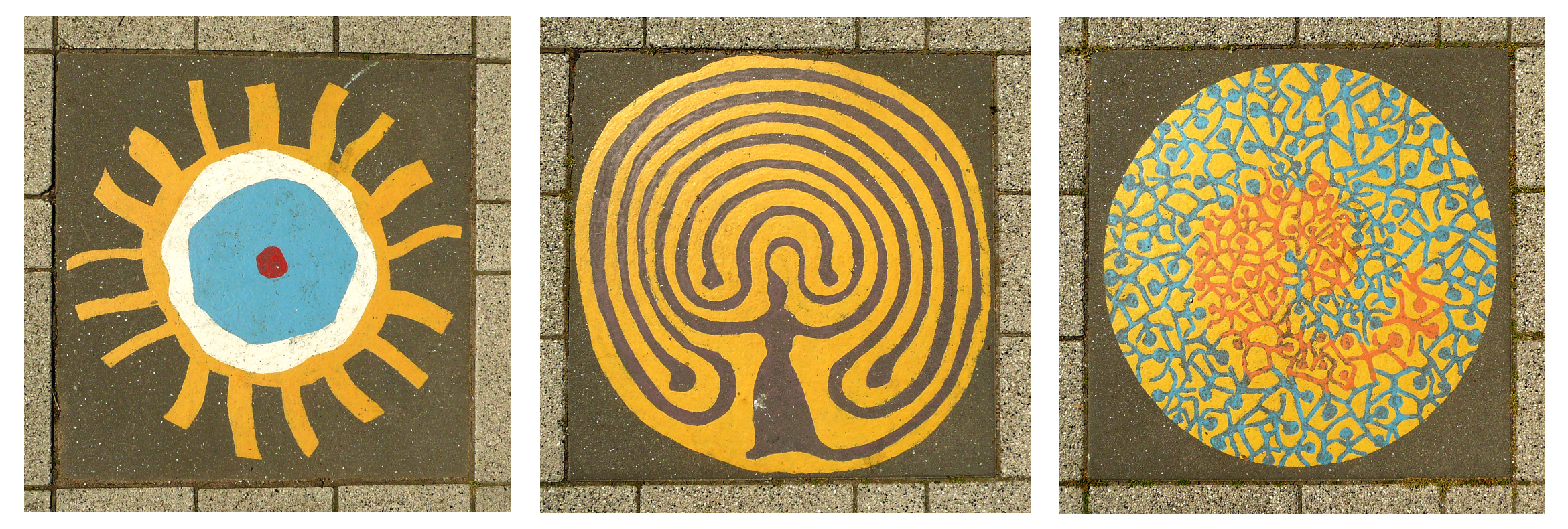
Einzelne Wegplatten des Sonnenwegs im Gehwegpflaster
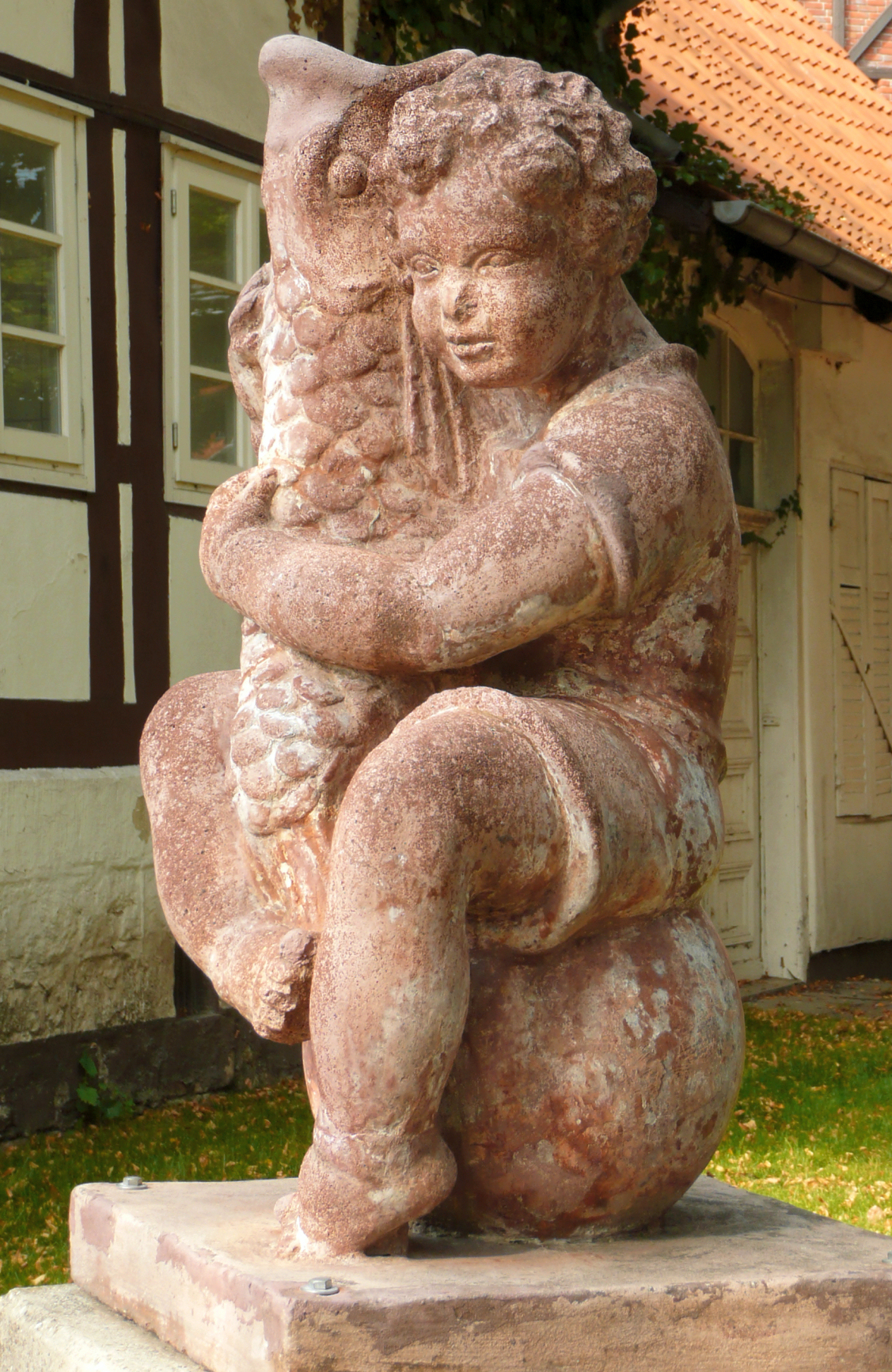
Knabenfigur auf Weltkugel mit Fisch von Ludwig Vierthaler
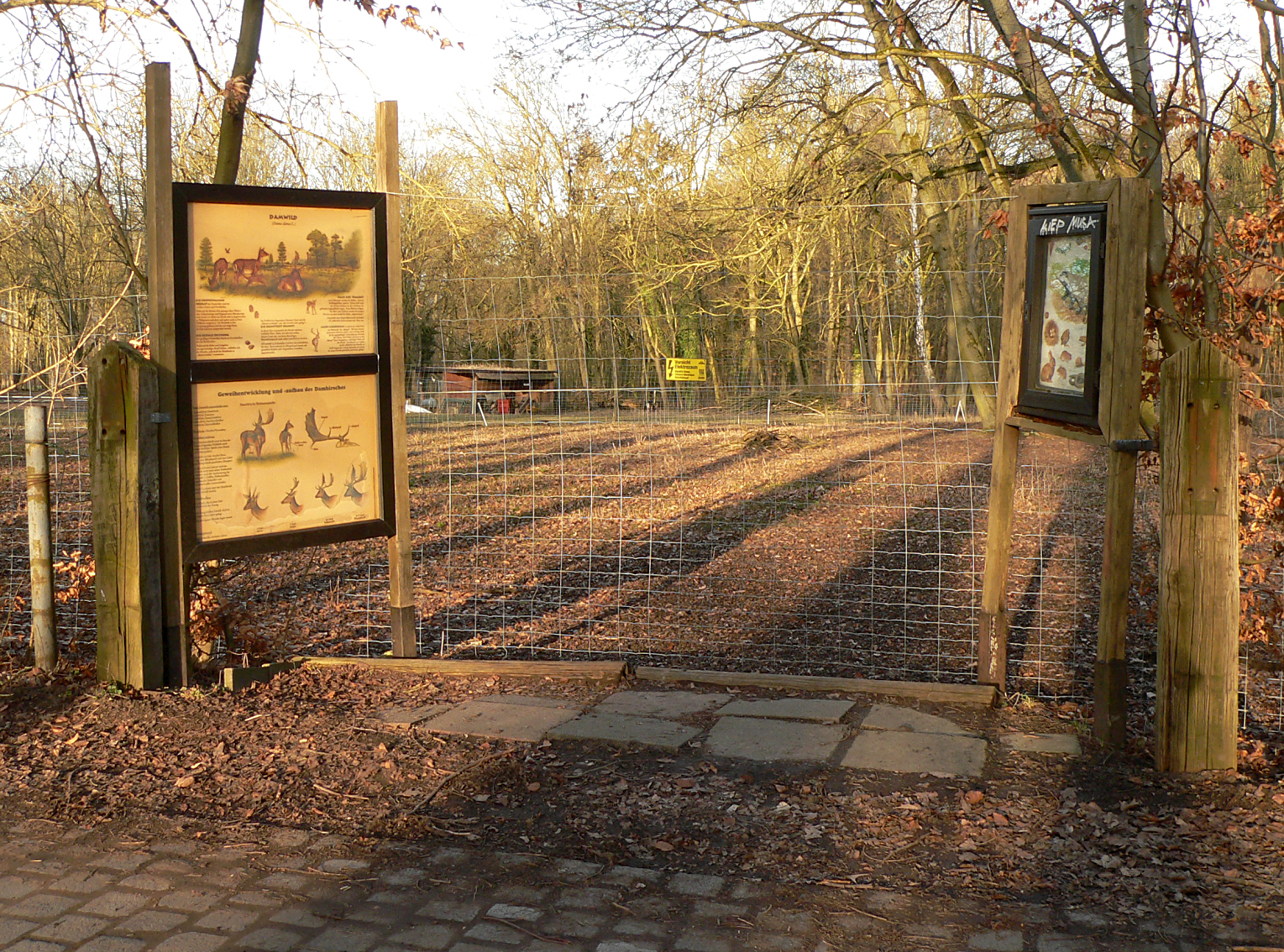
Blick in das Damwildgehege
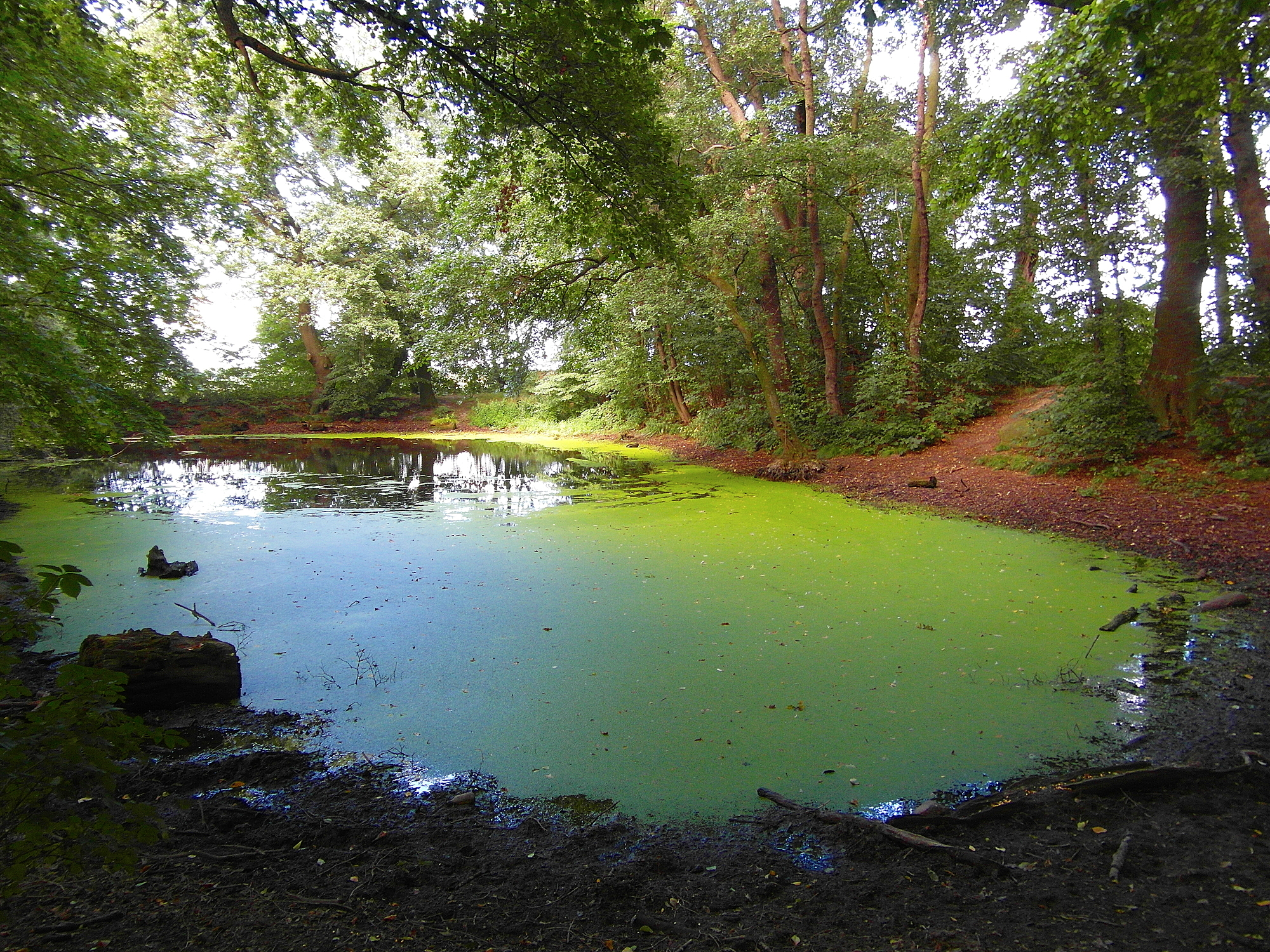
Naturdenkmal Osterteich in Lenthe

### Bau- und Bodendenkmale
In Gehrden gibt es eine Reihe von gut erhaltenen Baudenkmälern und Fachwerkhäusern sowie mehrere Bodendenkmale.

#### Sakralbauten
- Die seit der Reformation evangelisch-lutherische Margarethenkirche an der Kirchstraße ist die historische Dorfkirche von Gehrden. Ihr Turm mit dem charakteristischen Treppengiebel stammt aus dem frühen 13. Jahrhundert und findet sich seit über 500 Jahren im Stadtsiegel, sowie heute im Wappen der Stadt. Es handelt sich um das älteste Gebäude in Gehrden. Das Kirchenschiff wurde Ende des 15. Jahrhunderts erbaut.
- Weitere evangelisch-lutherische Kirchen und Kapellen im Stadtgebiet sind die Lemmier Kapelle, die Kirche zu den 10.000 Rittern in Lenthe sowie die Kirche St. Agatha Leveste. Zudem bestehen die St.-Michaelis-Kapelle Northen und die Kapelle Everloh.
- Die 1911 im neubarocken Stil erbaute katholische St.-Bonifatius-Kirche befindet sich an der Gartenstraße. Sie wurde 1981 erweitert und enthält eine 1992 erbaute Orgel.
- Die neuapostolische Gemeinde Gehrden wurde 2011 aufgegeben. Sie verfügte in der Großen Bergstraße 40 über ein 1969 errichtetes Kirchengebäude. Nach dem Abriss 2012 wurde auf dem Grundstück ein Mehrfamilienhaus errichtet. Die nächstgelegene neuapostolische Kirche befindet sich heute im acht Kilometer entfernten Hannover-Badenstedt.

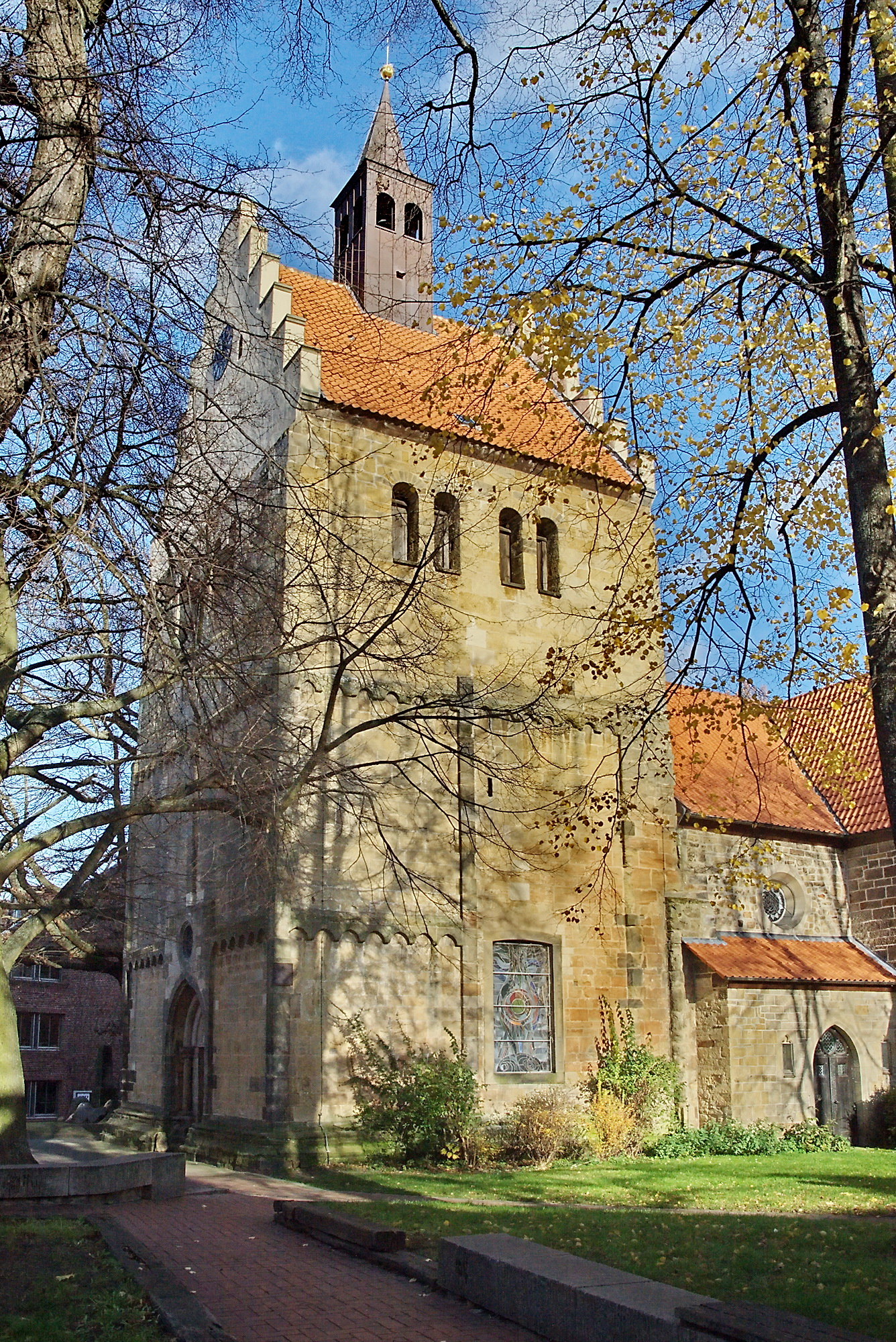
Margarethenkirche
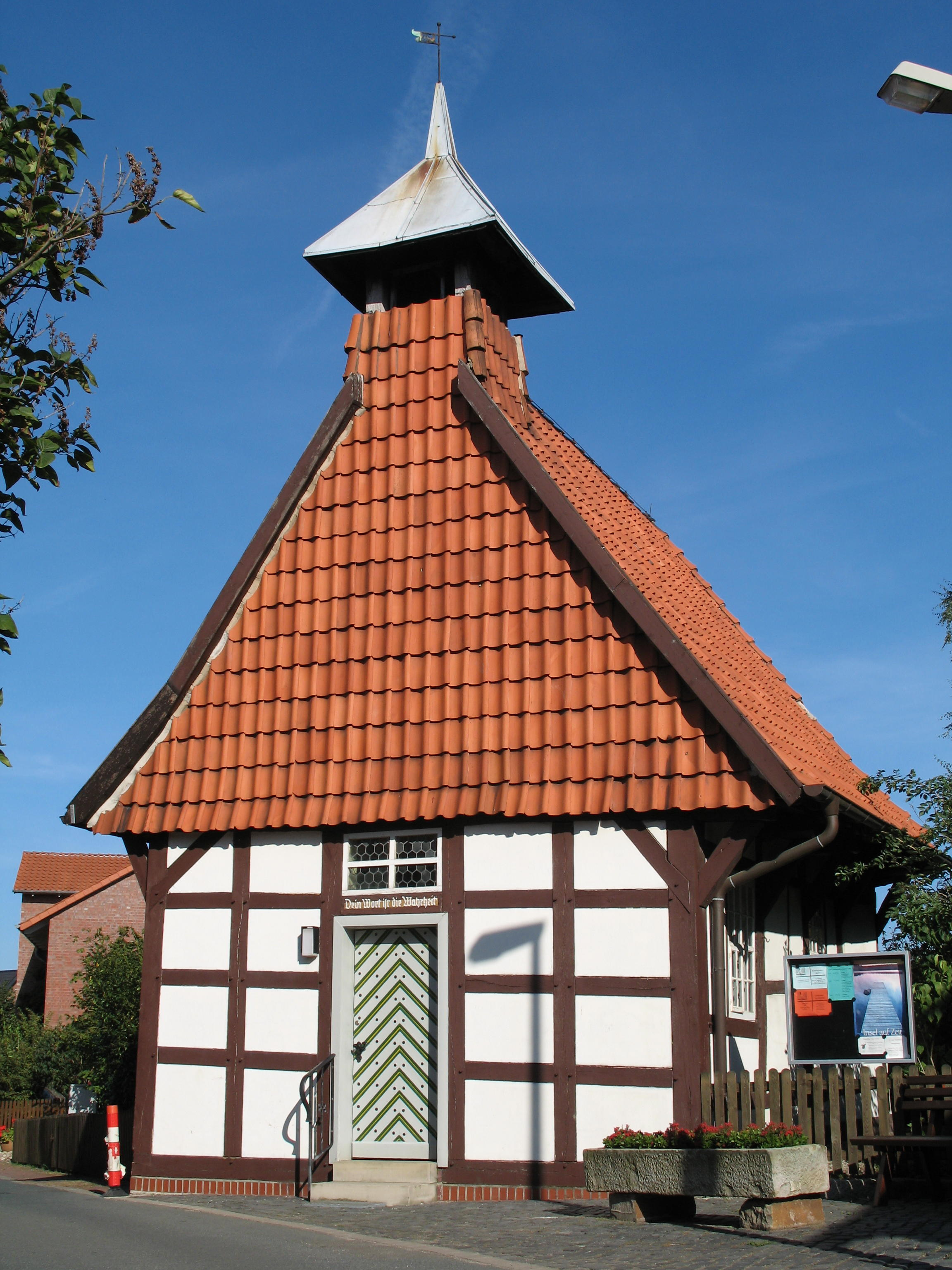
St.-Michaelis-Kapelle Northen
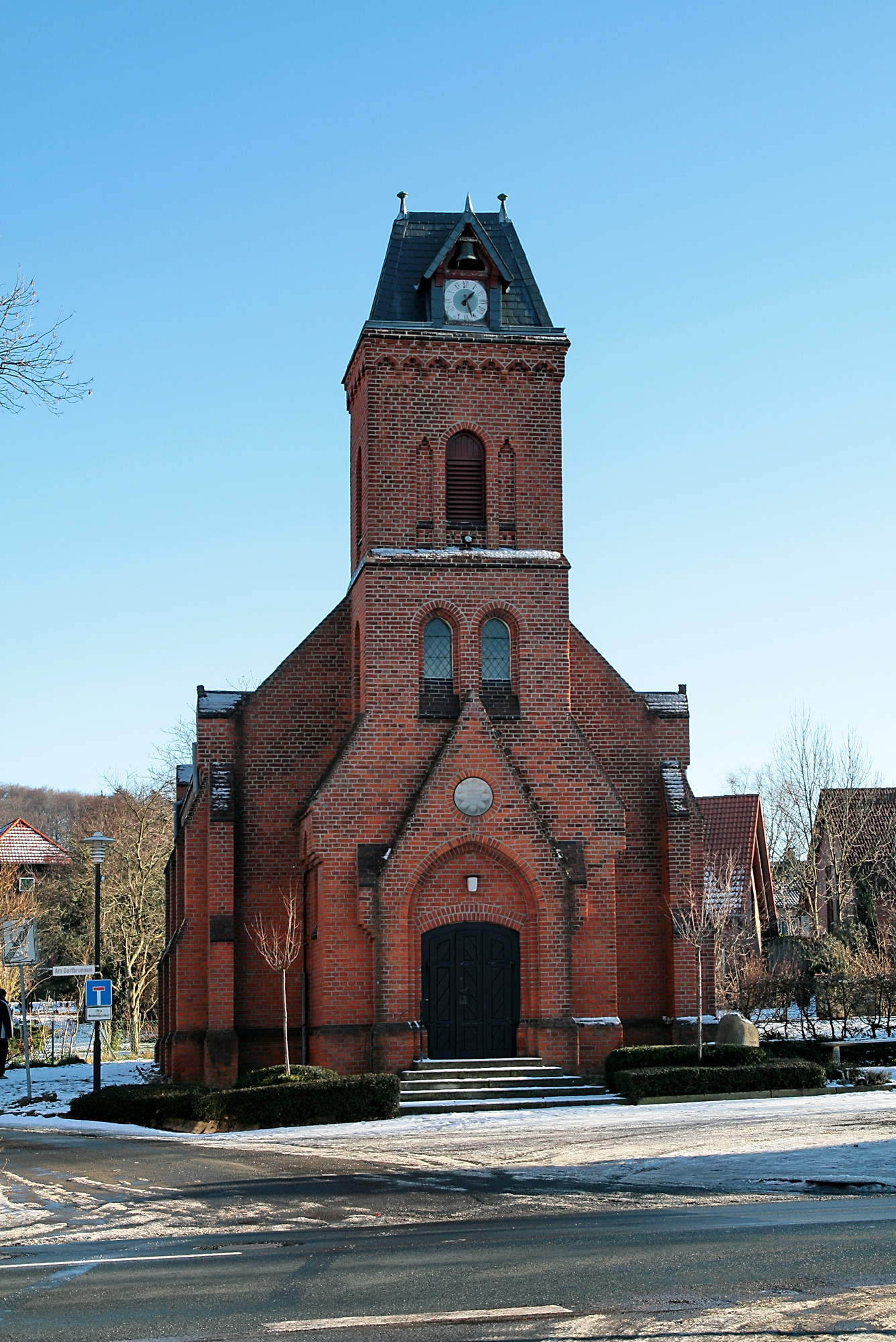
Kapelle Everloh
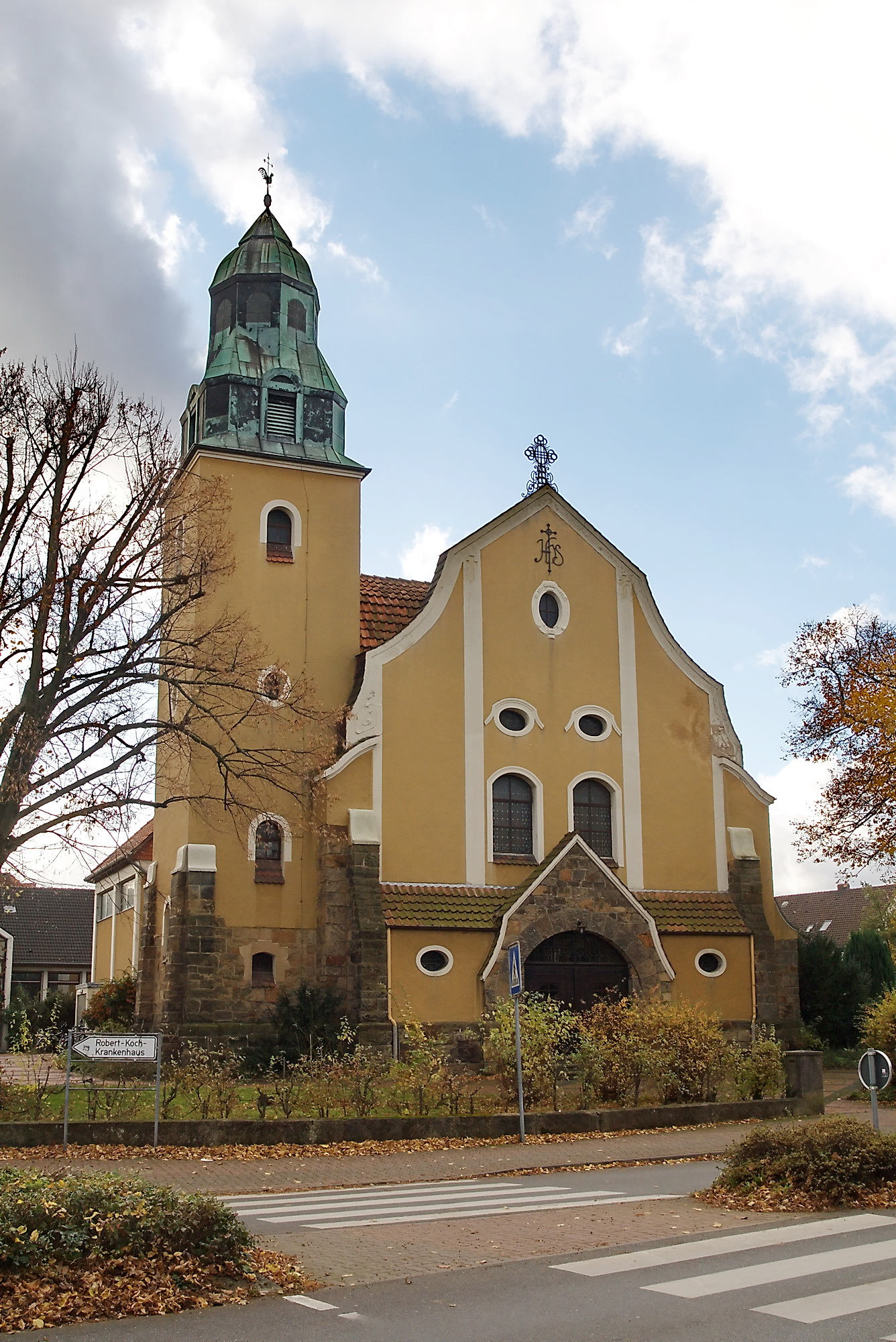
St.-Bonifatius-Kirche
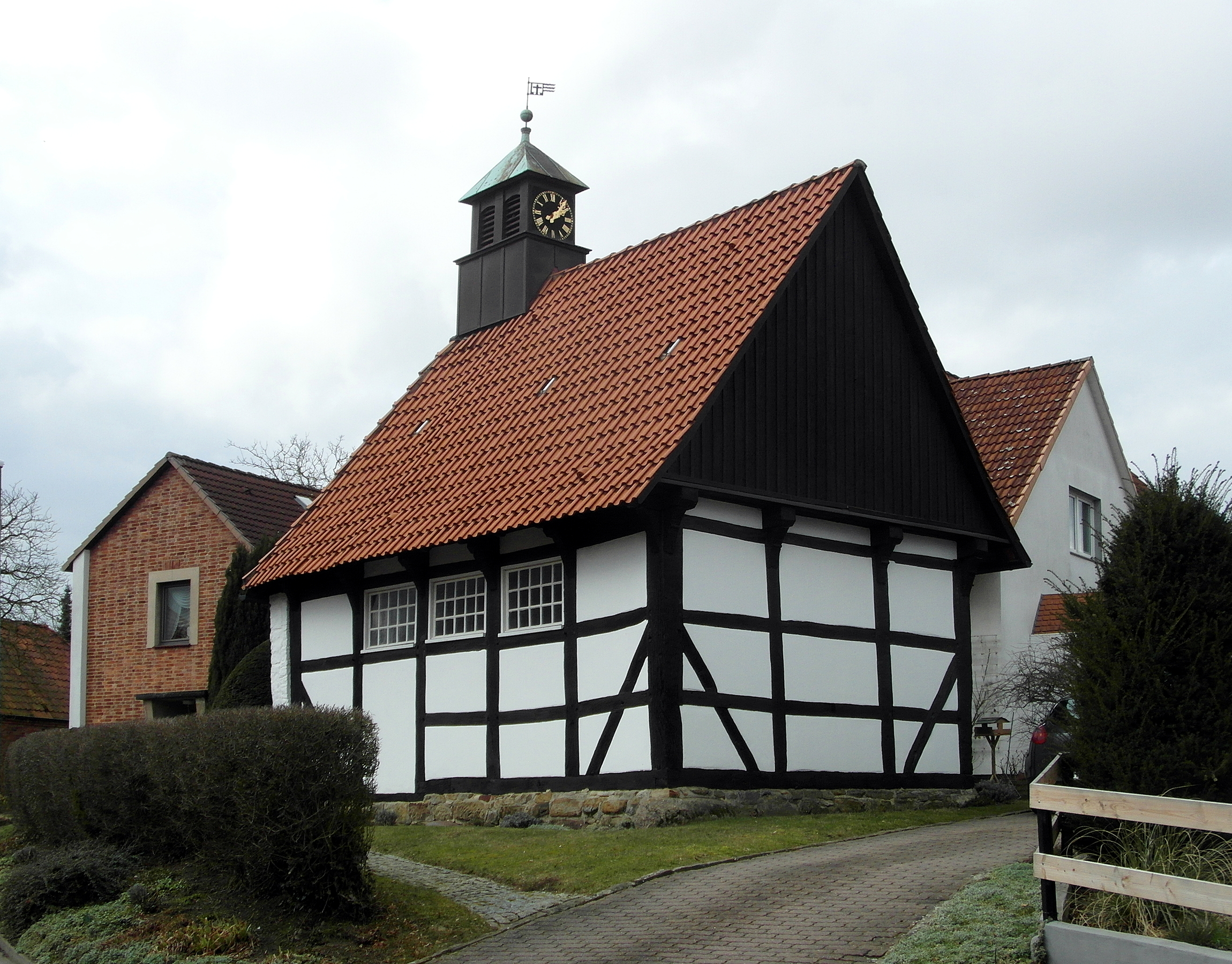
Lemmier Kapelle
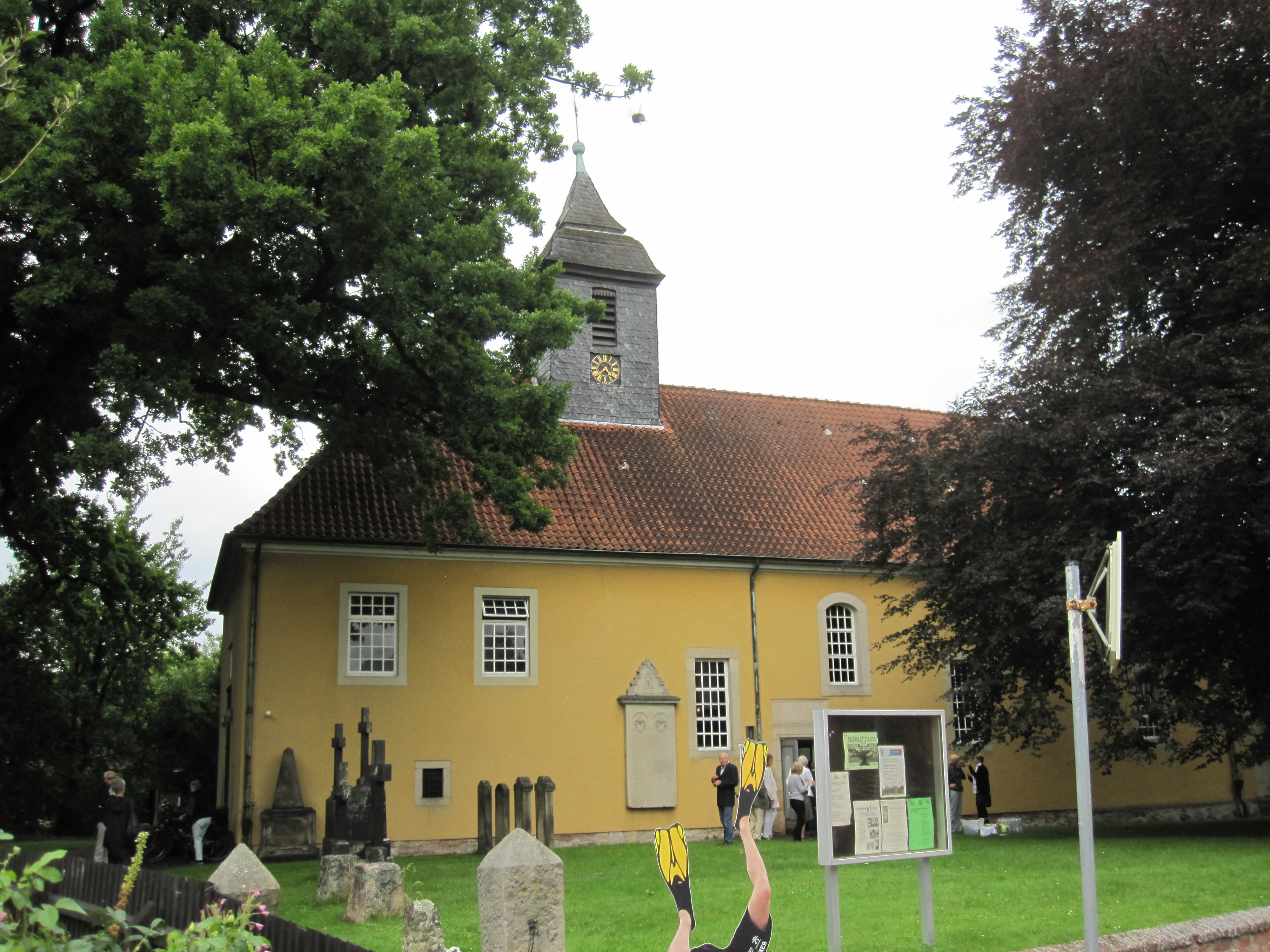
Kirche zu den 10.000 Rittern in Lenthe
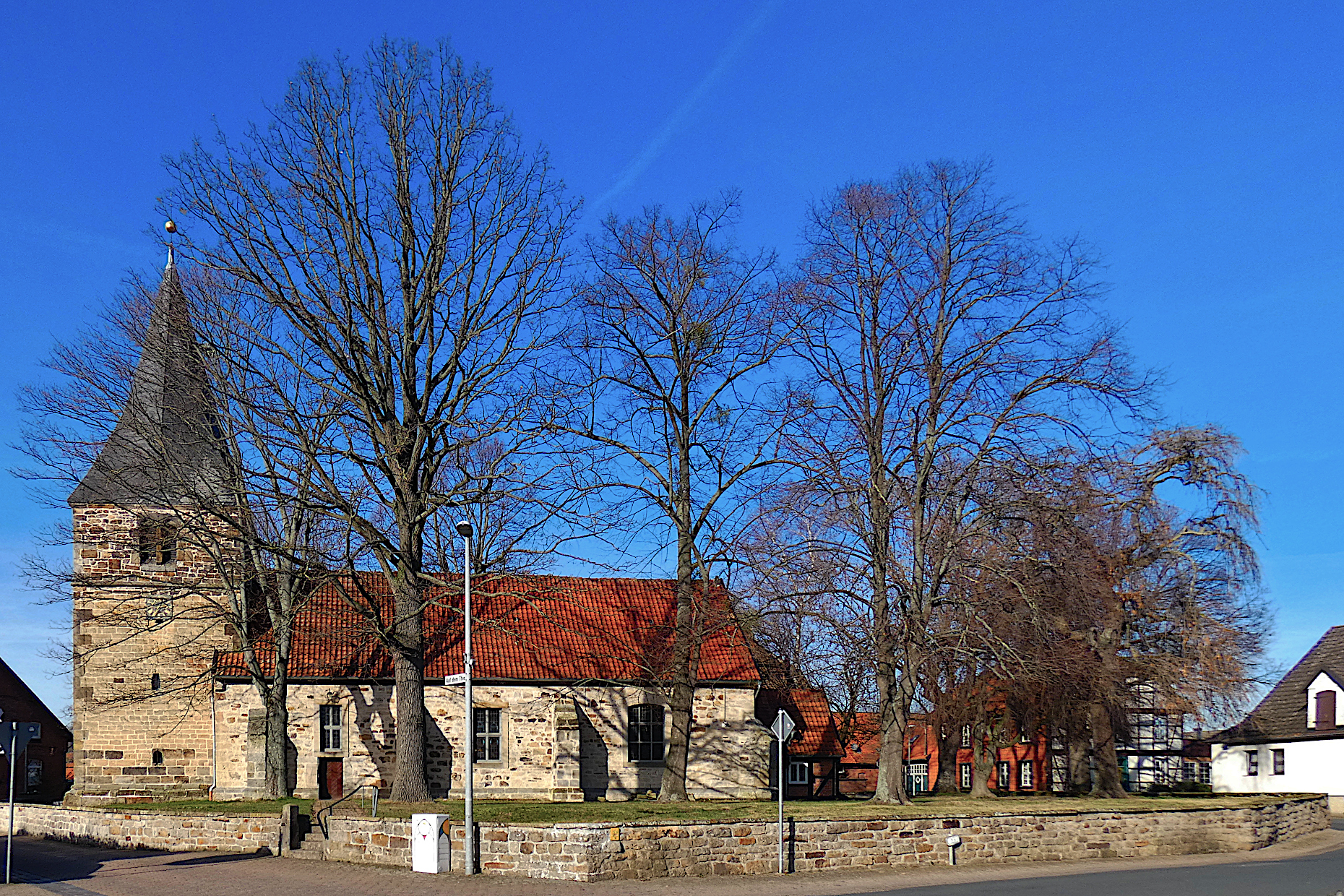
St. Agatha Leveste

#### Profanbauten

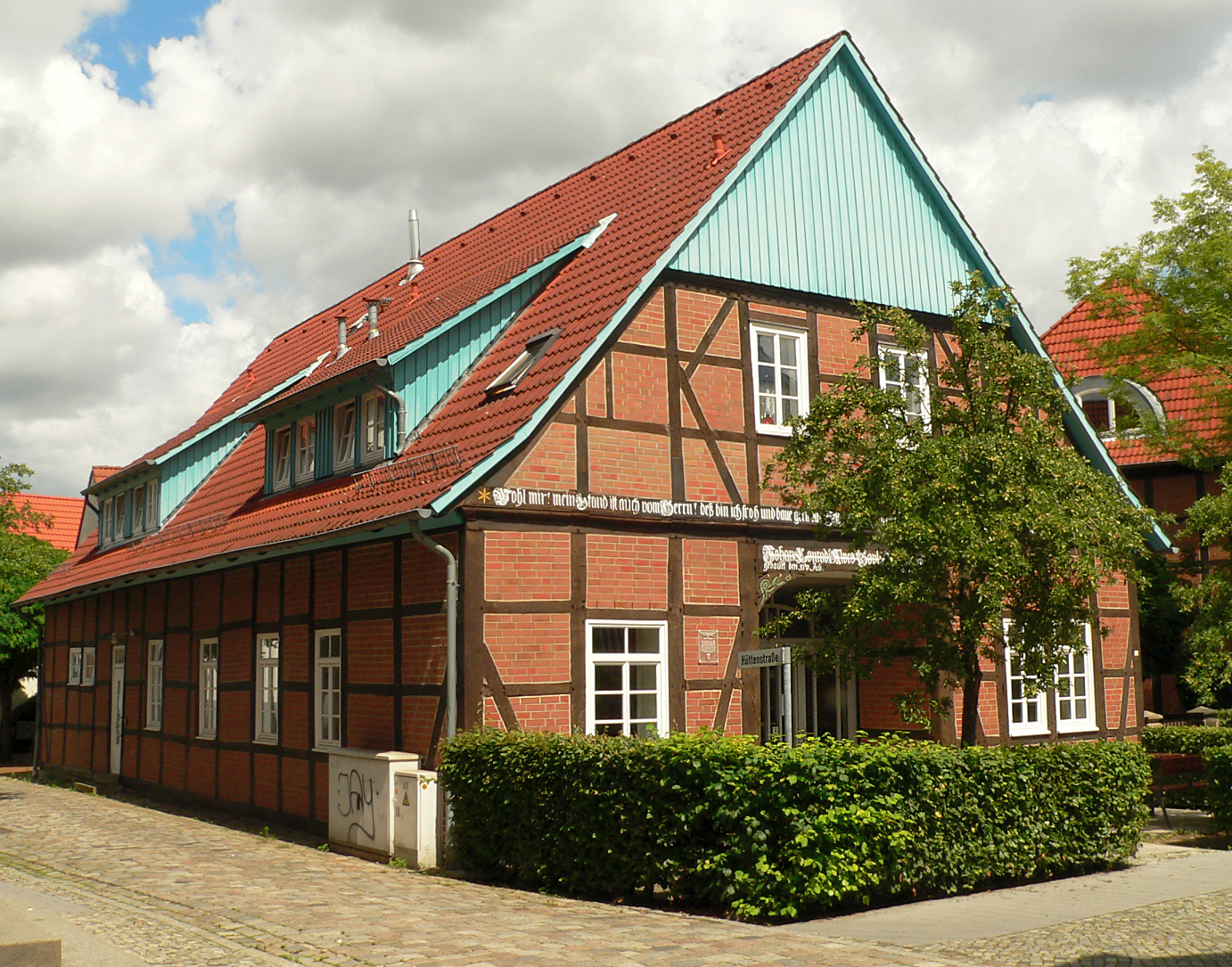
Vierständerhaus in der Kirchstraße, heute Begegnungsstätte

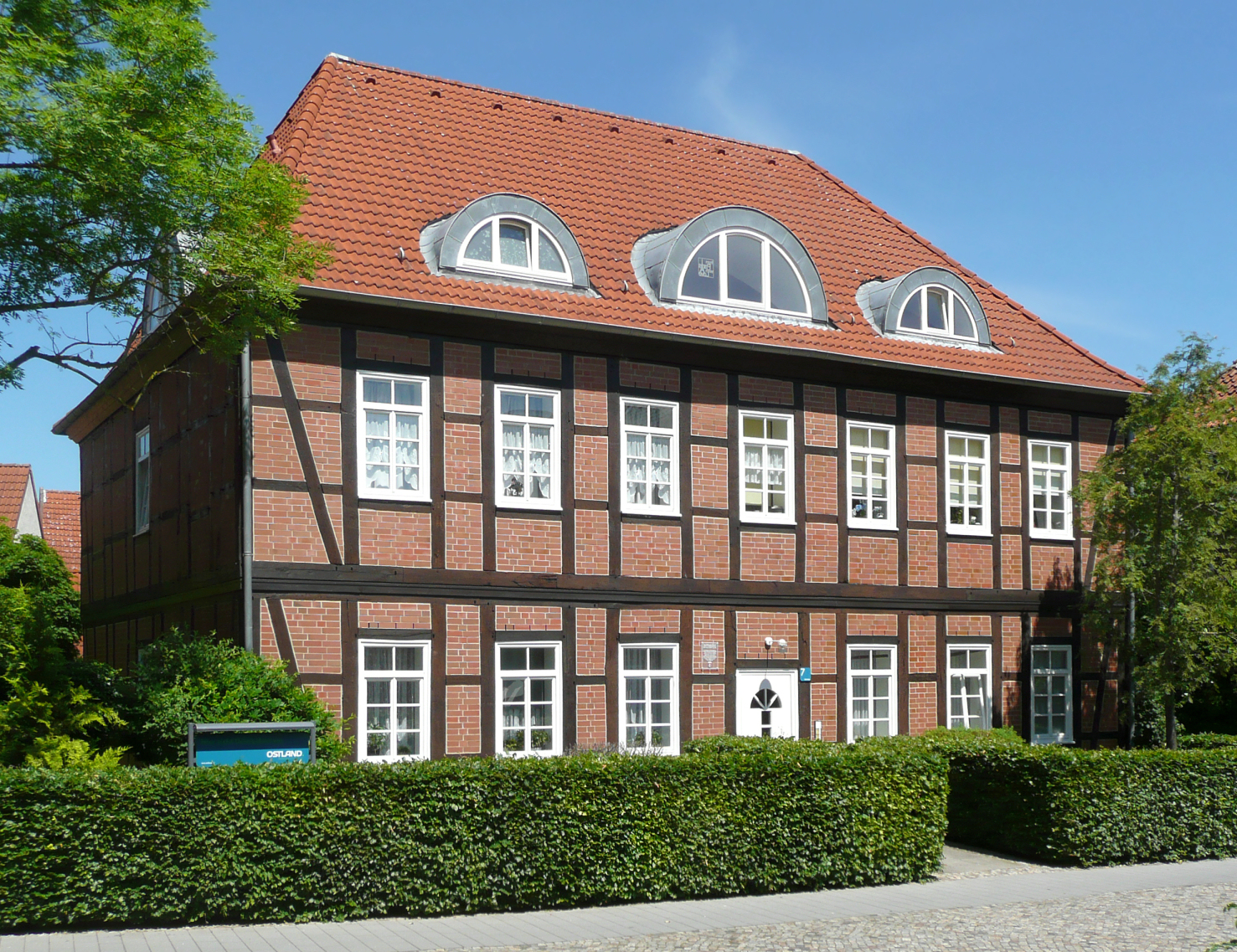
Fachwerkhaus in der Kirchstraße 7, ursprünglich eine Schule und später Rathaus

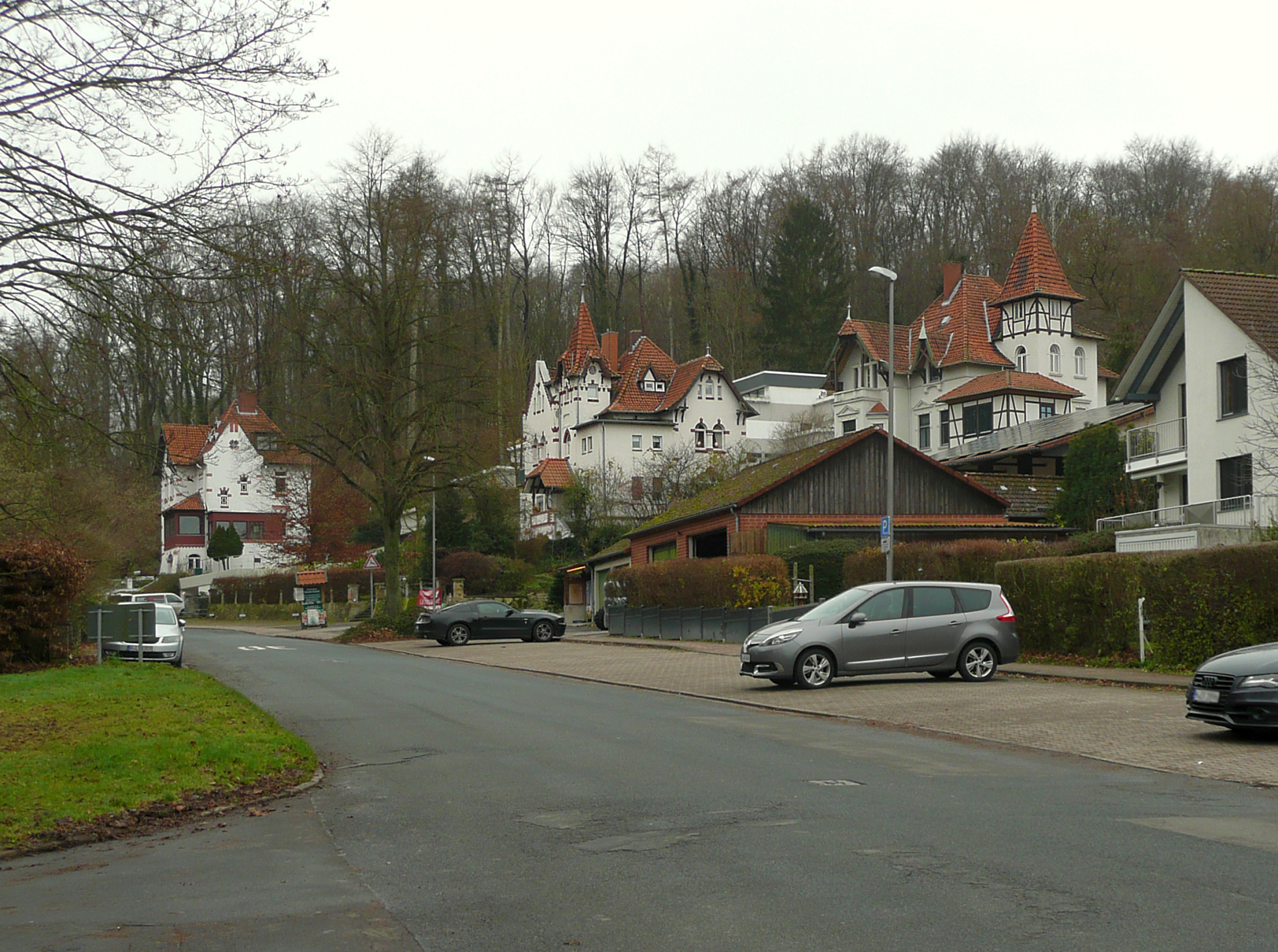
Denkmalgeschützte Villen am Hang des Burgberges

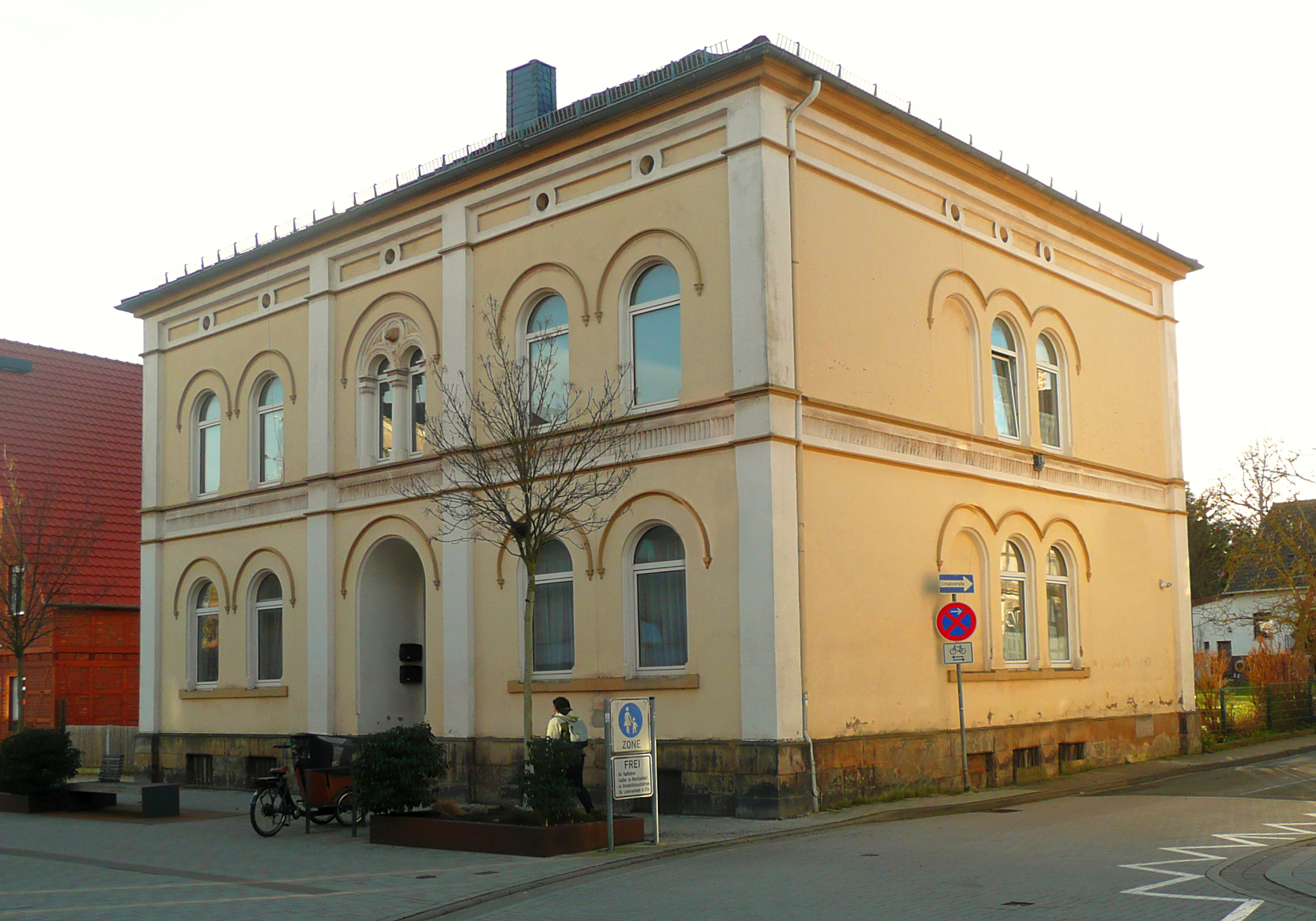
Altes Postgebäude Gehrden

- Das Rittergut Franzburg war ein um 1650 entstandenes Rittergut, dessen Herrenhaus 1967 abgerissen wurde. An Baulichkeiten sind nur noch Teile der Gutshofmauer und der Torbauten vorhanden. Der frühere Gutspark ist heute als Ottomar-von-Reden-Park öffentlich zugänglich und stellt ein Kulturdenkmal dar.
- Darüber hinaus existieren in den einzelnen Stadtteilen noch unterschiedliche Rittergüter, wie das Rittergut Lemmie, das Rittergut Erichshof sowie das Unter- und das Obergut in Lenthe als Stammsitz des Adelsgeschlechts von Lenthe.
- Im Stadtteil Leveste findet sich der Gutshof der Freiherren Knigge mit dem Herrenhaus von 1728
- Das historische Brauhaus wurde nach einem Brand 1665 wieder errichtet und beherbergt seit 1975 das Stadtmuseum Gehrden.
- Das um 1705 errichtete Gebäude Steinweg 25 ist ein freistehender Solitärbau, der mit seiner Lage an der Margarethenkirche und dem Marktplatz stadtbildprägend ist.
- Das Vierständerhaus von 1795 steht neben dem Rathaus und wird heute vom Gehrdener Ortsverein des Deutschen Roten Kreuzes als Begegnungsstätte genutzt.
- Das 1820 errichtete zweigeschossige Fachwerkhaus in der Kirchstraße 7 wurde ursprünglich als Schule genutzt. Später erfolgte eine Nutzung als Rathaus und Standesamt. Der Bau wird dem Landesbaumeister Wedekind zugeschrieben. Es stand bis zum Bau des heutigen Rathauses an dessen Stelle (Kirchstraße 3) und wurde durch die Ostland Wohnungsgenossenschaft eG an seinen jetzigen Standort transloziert.
- Das Hischen Hus ist ein 1825 errichtetes Hallenhaus, das nach dem langjährigen Gehrdener Bürgermeister Heinrich Hische (1883–1965) benannt ist und heute gastronomisch genutzt wird.
- Das ehemalige Alte Postgebäude Gehrden von 1858 liegt am Steinweg als der Hauptgeschäftsstraße und ist durch seine klassizistische Gestaltung stadtbildprägend.
- Die Struckmeyersche Mühle wurde 1878 als Holländerwindmühle auf dem Köthnerberg errichtet, ihr Vorgänger war eine 1729 errichtete Bockwindmühle. Seit 2023 will der Verein Burgbergfreunde e. V. die Mühle in einen kulturellen Veranstaltungsort umwandeln.
- Das zweigeschossige Haus Am Markt 5 wurde 1888 gebaut und wird heute von einem Bekleidungsgeschäft genutzt.
- Der Burgbergturm wurde 1897/1898 auf dem Gehrdener Berg inmitten des Ringwalls auf dem Gehrdener Berg errichtet. Er ist rund 21 m hoch, seine Aussichtsplattform liegt 176,69 m ü. NHN. Der Turm wurde 1985 von der Stadt Gehrden restauriert und als Aussichtsturm freigegeben.
- Die historische Trip’sche Parkanlage mit Ausblick über das Calenberger Land in Richtung Deister ließ der hannoversche Gartenbaudirektor Julius Trip 1898 fertigstellen. Die Parkanlage im Stile eines englischen Landschaftsgartens wurde 1991 wieder instand gesetzt. In den Park war das 1898 fertiggestellte und 1959 abgerissene Berggasthaus Niedersachsen eingebettet. Ein gleichnamiger Gastronomiebetrieb befindet sich heute in der erhalten gebliebenen Stuhlremise.
- Das Waldschlösschen war eine um 1898 errichtete Ausflugsgaststätte am Köthnerberg, die Ende der 1970er Jahre abgerissen wurde.
- Der Bahnhof Gehrden wurde um 1898 als Zentrale für Straßenbahnverkehr errichtet, da sich Gehrden Ende des 19. Jahrhunderts zum beliebten Ausflugsziel für die hannoversche Stadtbevölkerung entwickelt hatte.[69] Heute befindet sich in dem denkmalgeschützten Bahnhofsgebäude ein Gastronomiebetrieb.
- Das Haus in der Neuen Straße 6 ist ein zweigeschossiger Ziegelbau, der um 1898 als Gaststätte errichtet wurde und heute als Wohngebäude genutzt wird.
- Das denkmalgeschützte Bahnhofsrestaurant Gehrden ist ein dreigeschossiger Putzbau aus dem Jahr 1900 mit mittigem Turm. Heute wird es ebenfalls als Gastronomiebetrieb genutzt.
- Die um 1900 erbaute Rote Schule steht unter Denkmalschutz und beherbergt heute eine Kindertagesstätte.
- Das Türmchen ist ein 1910 erweitertes Spritzenhaus der Feuerwehr, dass seit 1976 als Gaststätte dient.
- In der Großen Bergstraße befinden sich mehrere um 1910 gebaute, zweigeschossige Villen am Hang des Burgberges. Es sind reich gegliederte Gebäude mit Erker, Giebel und Türmchen.
- Das Wohnhaus Hindenburgallee 41 mit Gliederung im Bauhausstil wurde 1935/36 als Wochenendhaus des Architekten Kohlmann am Gehrdener Berg errichtet.
- Das sanierte Wohnhaus Steinweg 9 zählt zu den ältesten Haus- und Hofstellen der Stadt.

#### Veranstaltungsorte
- Auf dem Gehrdener Berg befindet sich die Waldbühne, die als Veranstaltungsort für Kulturveranstaltungen und Konzerte genutzt wird.
- Die Zentralmensa Gehrden bietet neben dem Mensabetrieb einen Veranstaltungsort für Vereine und Verbände[70][71]
- In den einzelnen Stadtteilen gibt es unterschiedliche Gemeinschaftsräume, die für kulturelle Veranstaltungen genutzt werden z. B. das Dorfgemeinschaftshaus in Lemmie
- Am Gehrdener Berg steht im Wald ein Wandervogelheim mit einem achteckigen Raum, einer Feuerstelle und Platz für bis zu 50 Personen.[72]
- In Gehrden betreibt der NABU einen Erlebnisgarten mit Ziegen, Gänsen und Hühnern.[73]

#### Denkmale
- Das Kriegerdenkmal von 1871 neben dem Turm der Margarethenkirche erinnert an die Gefallenen des Deutsch-Französischen Krieges von 1870/1871.
- Das Gefallenendenkmal Gehrden in der Kirchstraße an der Margarethenkirche erinnert an die Gefallenen des Ersten und Zweiten Weltkriegs. Aus dem gleichen Anlass wurde in Ditterke, Everloh, Lemmie, Lenthe, Leveste, Northen und Redderse ebenfalls jeweils ein Denkmal errichtet.
- Auf dem Obergut Lenthe steht ein Gedenkstein in Erinnerung an Werner von Siemens, der auf dem Obergut geboren wurde und seine Kindheit dort verbrachte.[74]
- Zum Gedenken an den Tod von Herzog Magnus II. in der Schlacht bei Leveste 1373 ließ der hannoversche König Georg V. 1864 das Magnus-Denkmal aufstellen.[75]
- Das Holle-Denkmal auf dem Gehrdener Berg erinnert an den 1815 in der Schlacht von Waterloo gestorbenen Offizier Carl Ludewig Holle.
- Ein Gedenkstein am Gehrdener Berg erinnert an den damals 13-jährigen Heinrich Haller, der 1867 vom Blitz erschlagen wurde.
- In Gedenken an die Opfer des Nationalsozialismus wurden im Jahr 2008 vom Künstler Gunter Demnig zwei Stolpersteine in der Dammstraße verlegt.

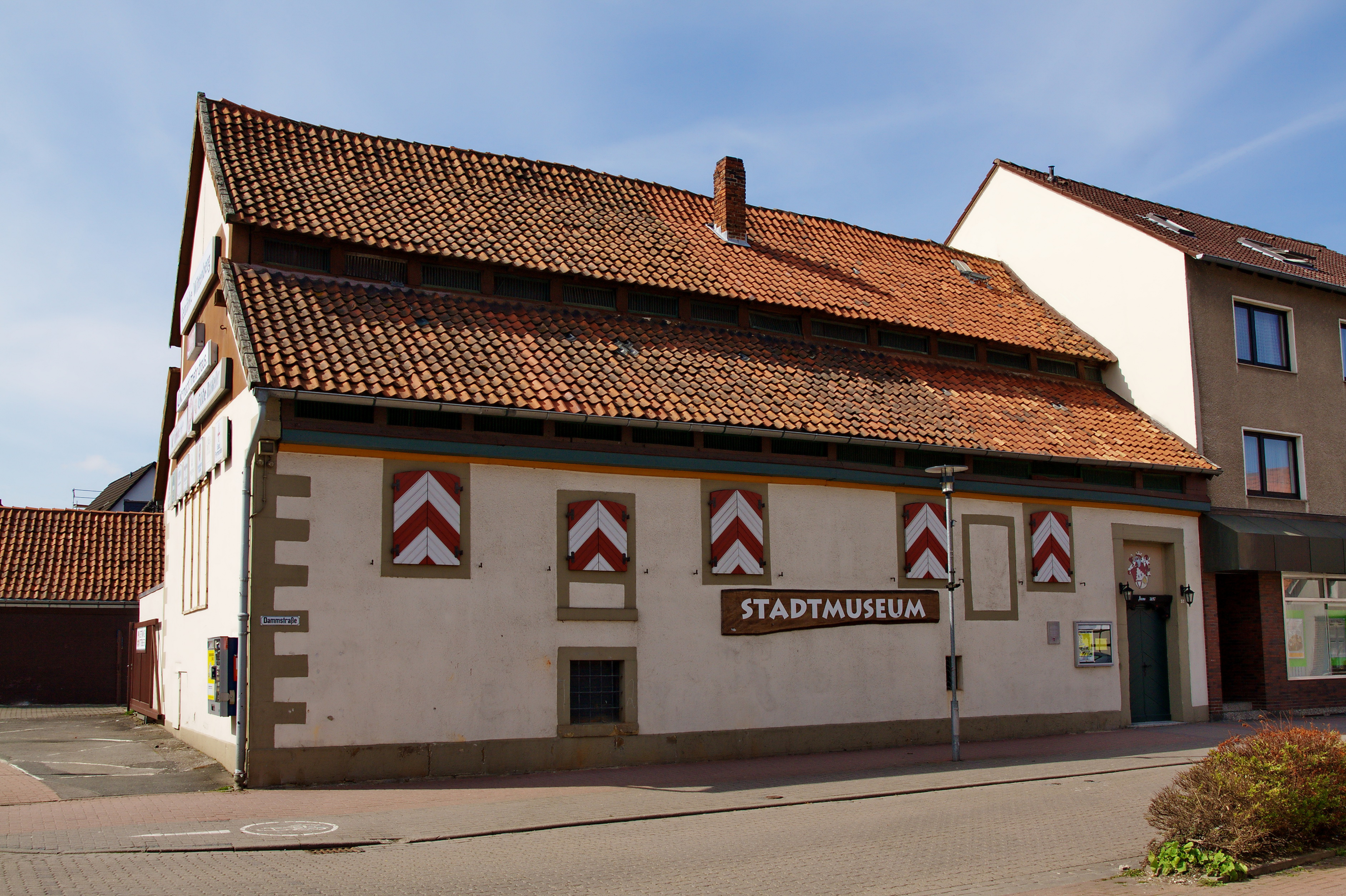
Stadtmuseum Gehrden
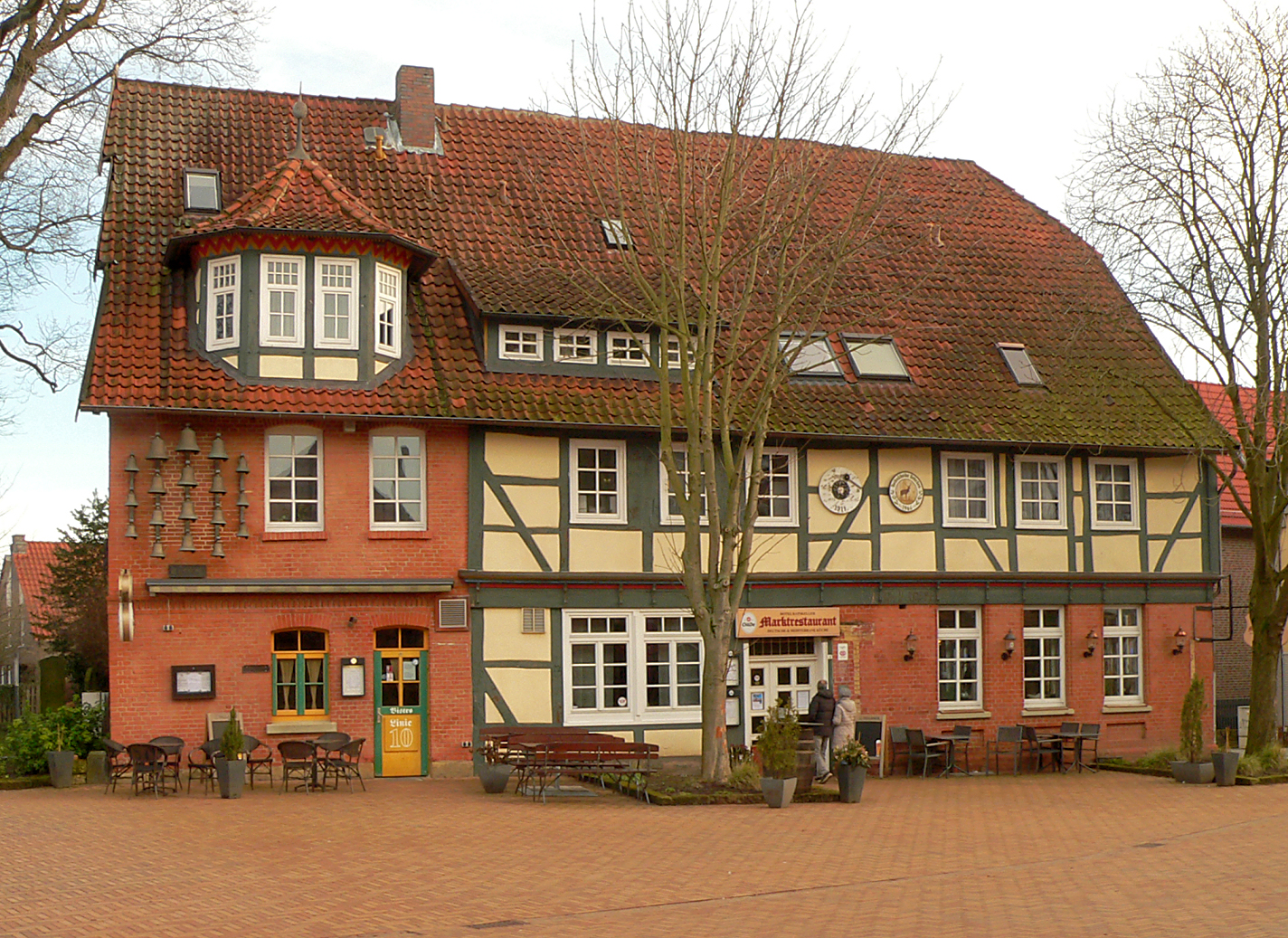
Ratskeller Gehrden
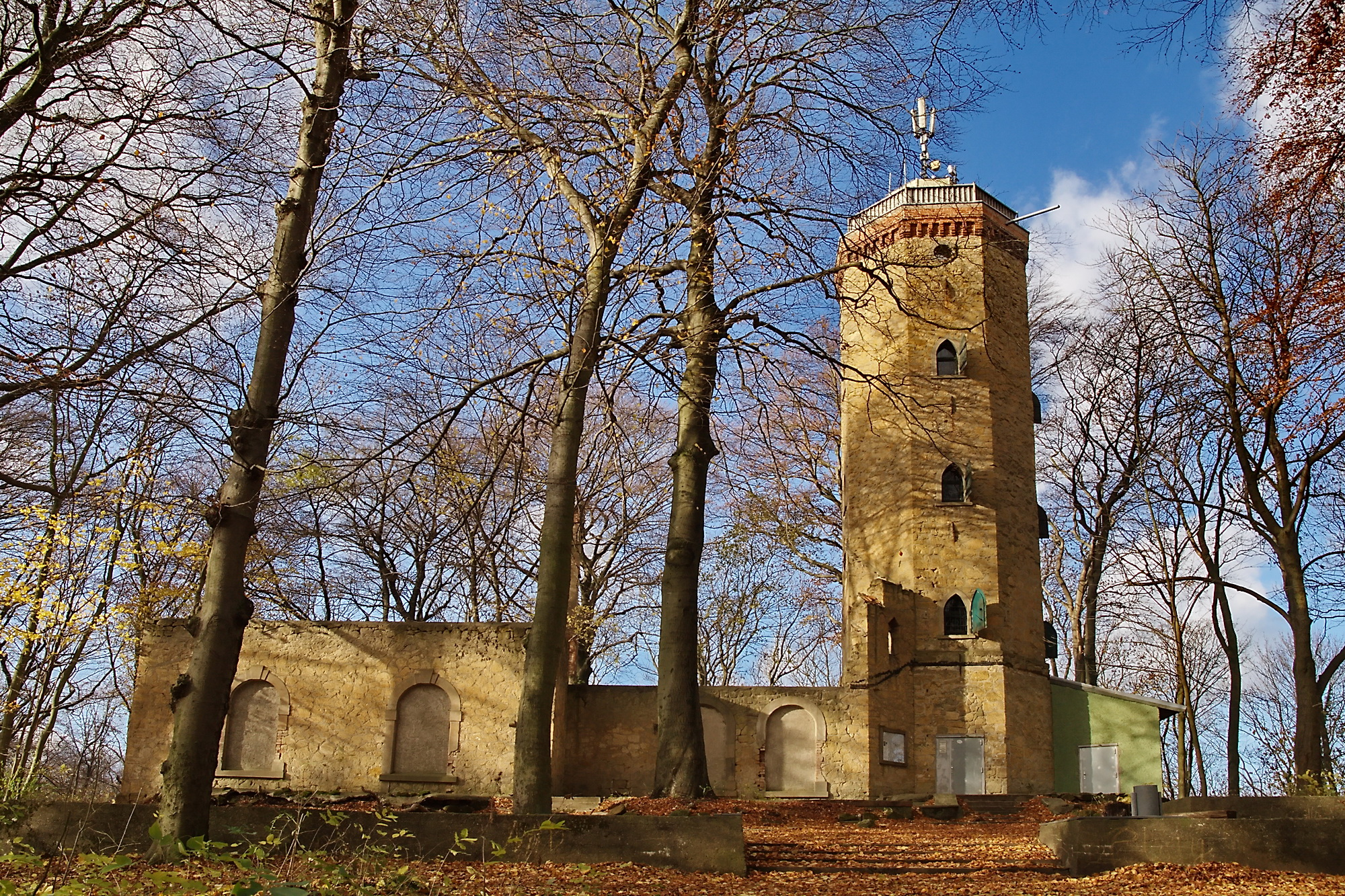
Burgbergturm
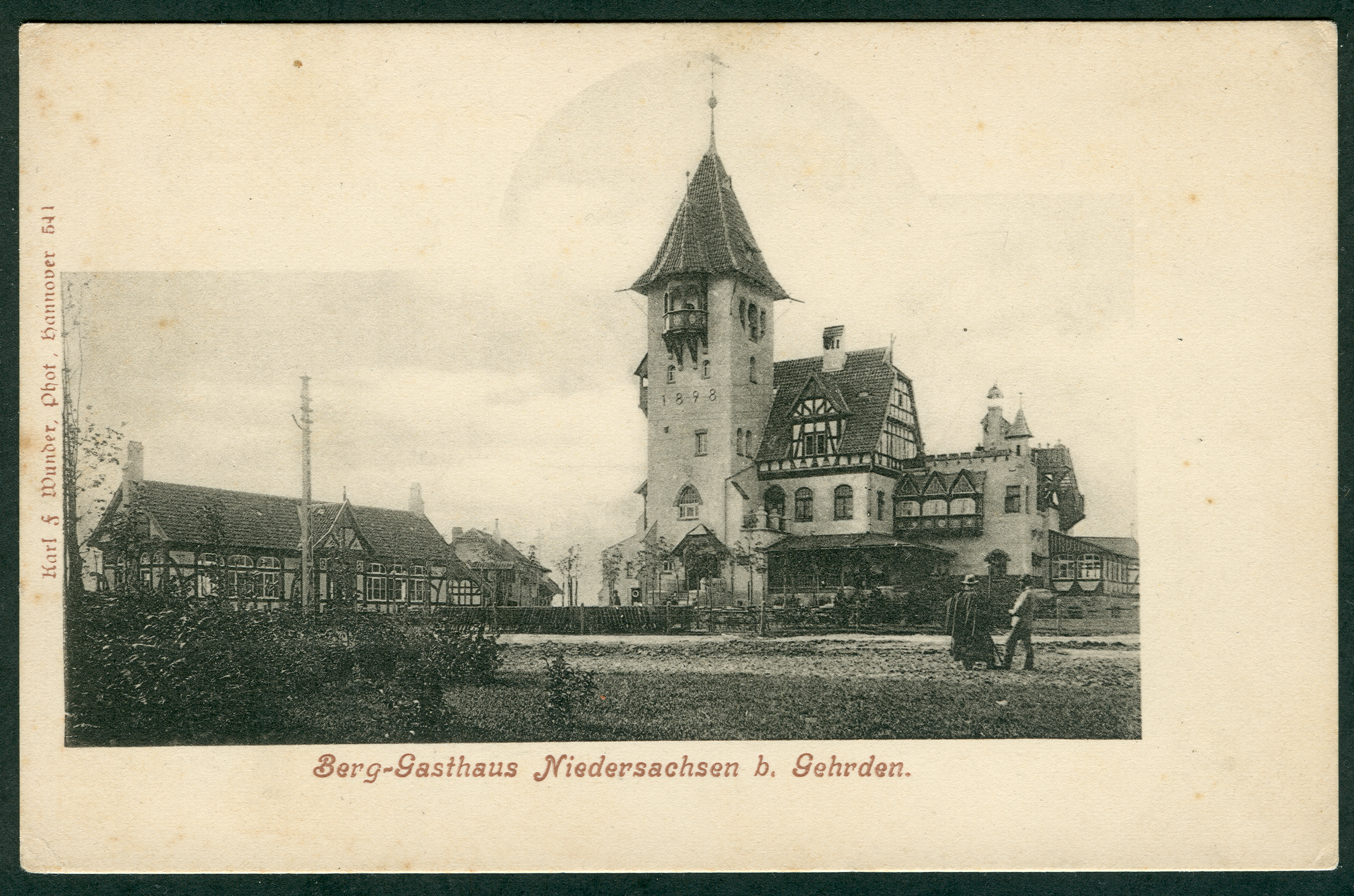
Einstiges Berggasthaus Niedersachsen um 1898
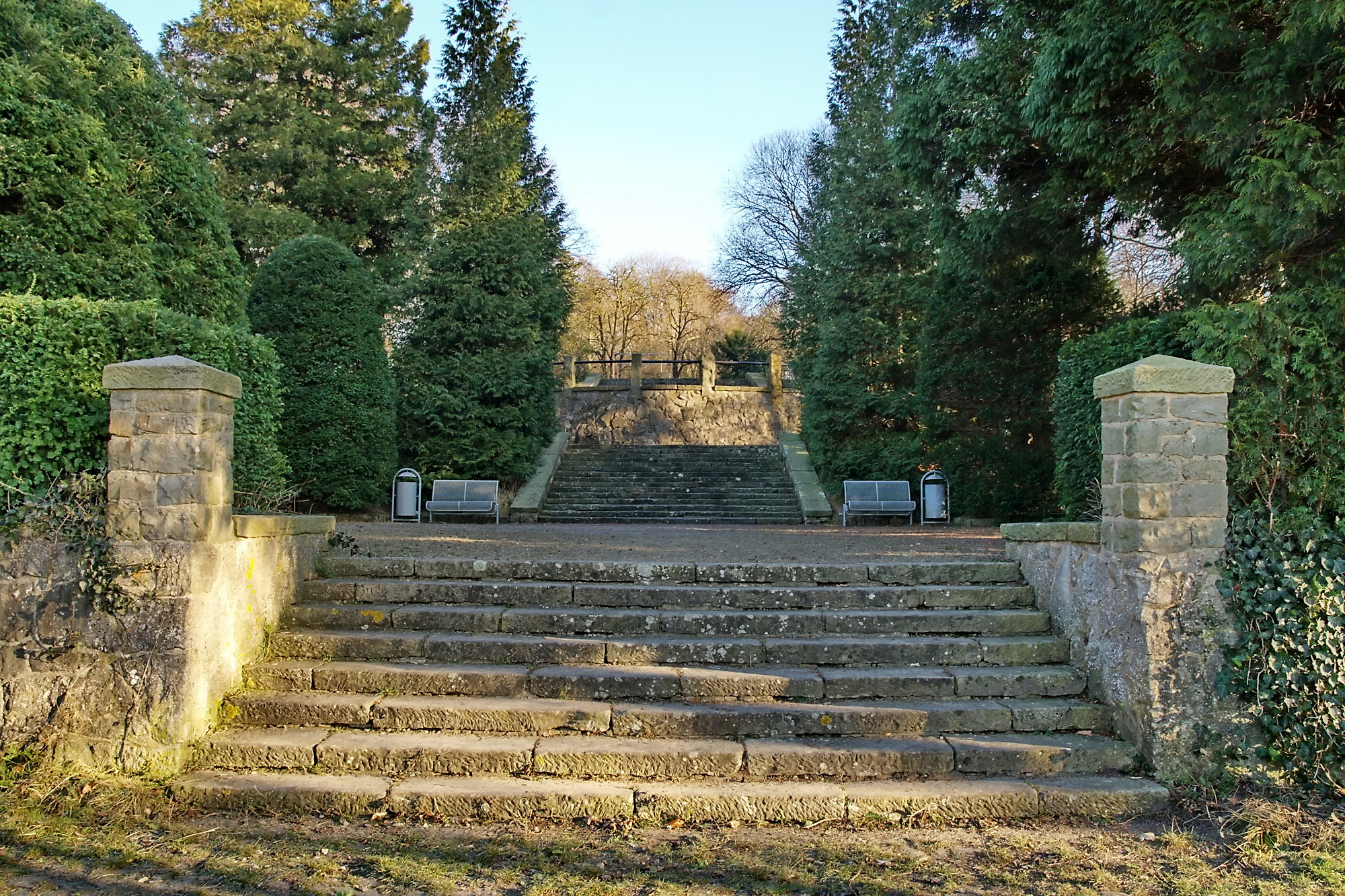
Freitreppe der Trip’schen Parkanlage
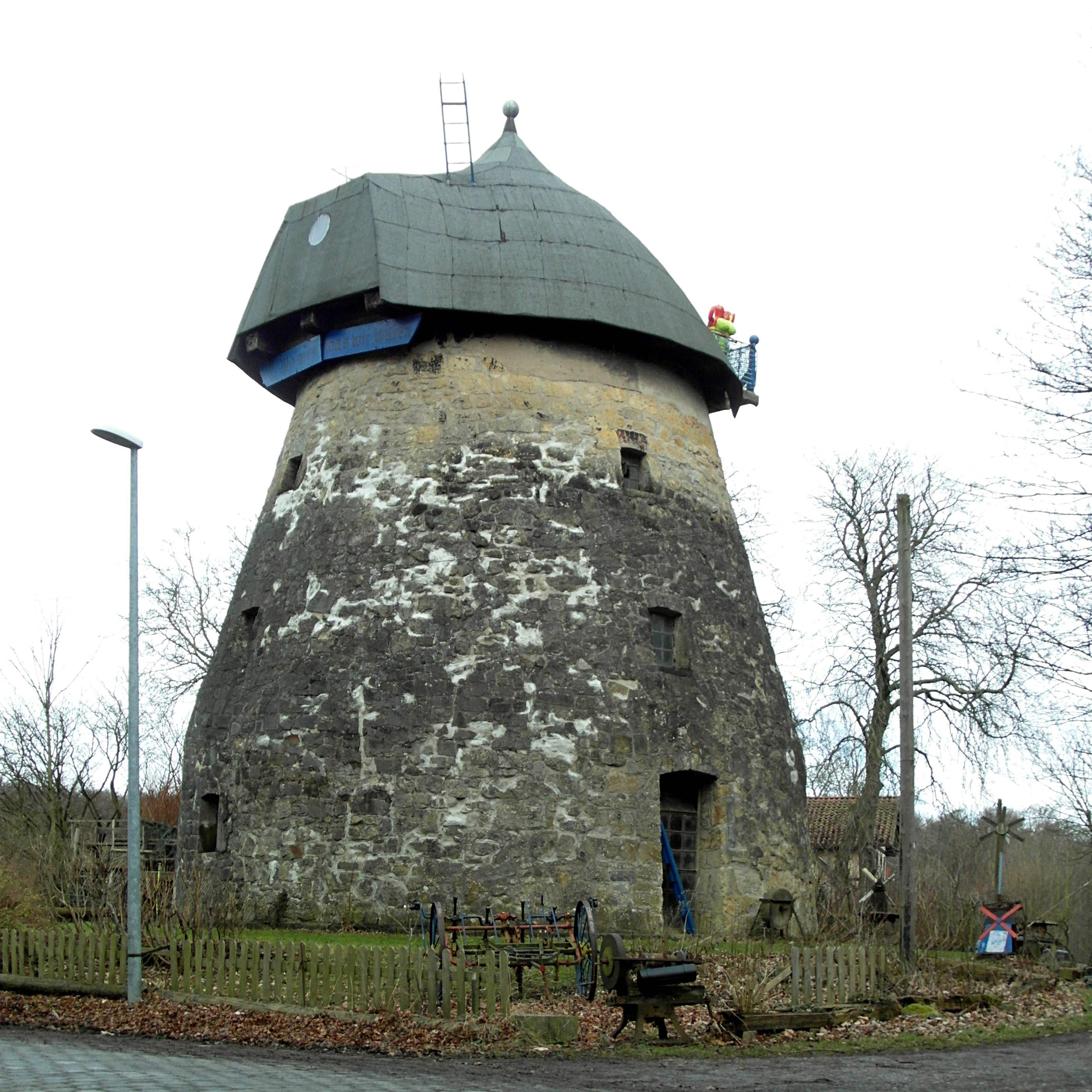
Struckmeyersche Mühle
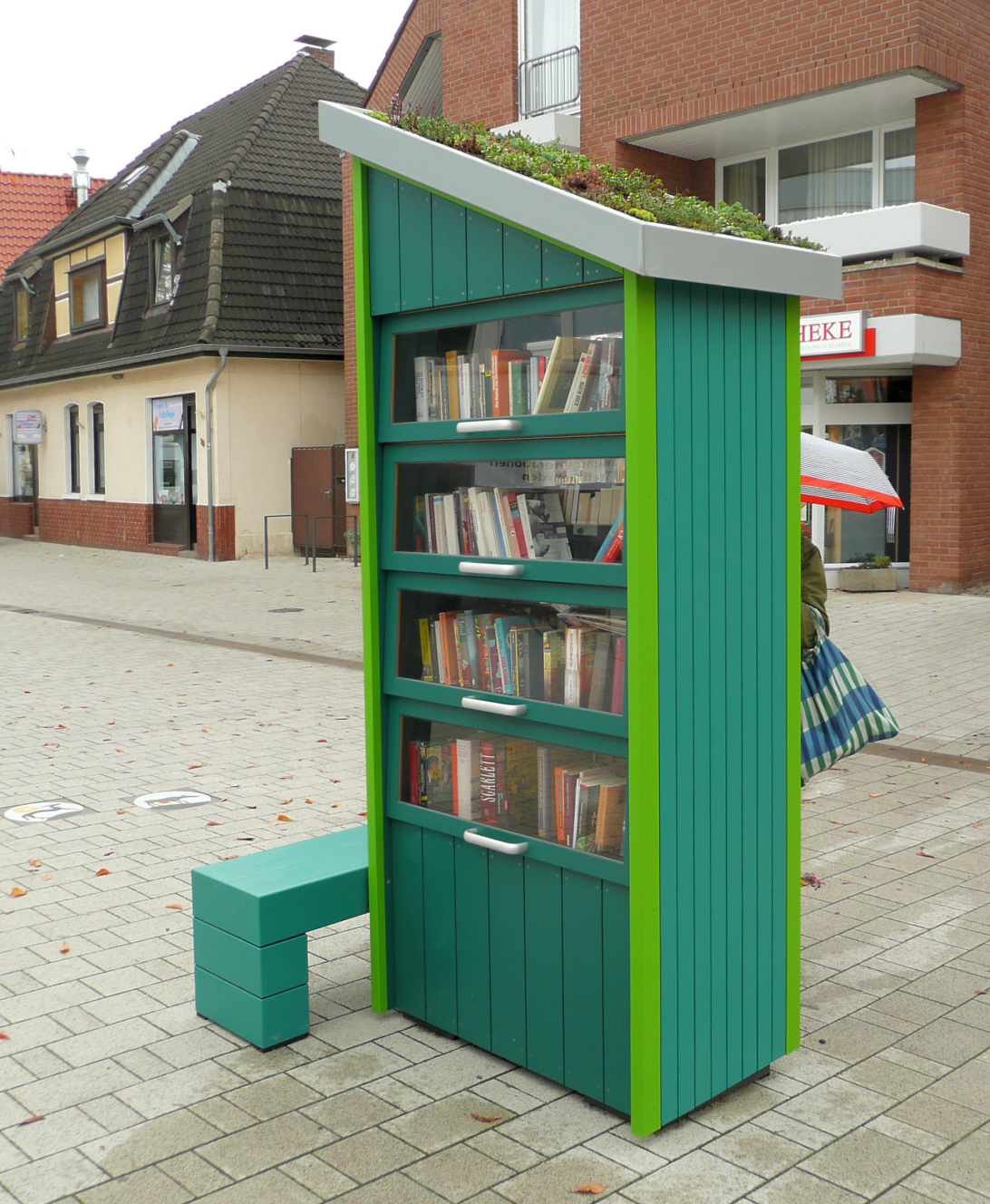
Öffentlicher Bücherschrank
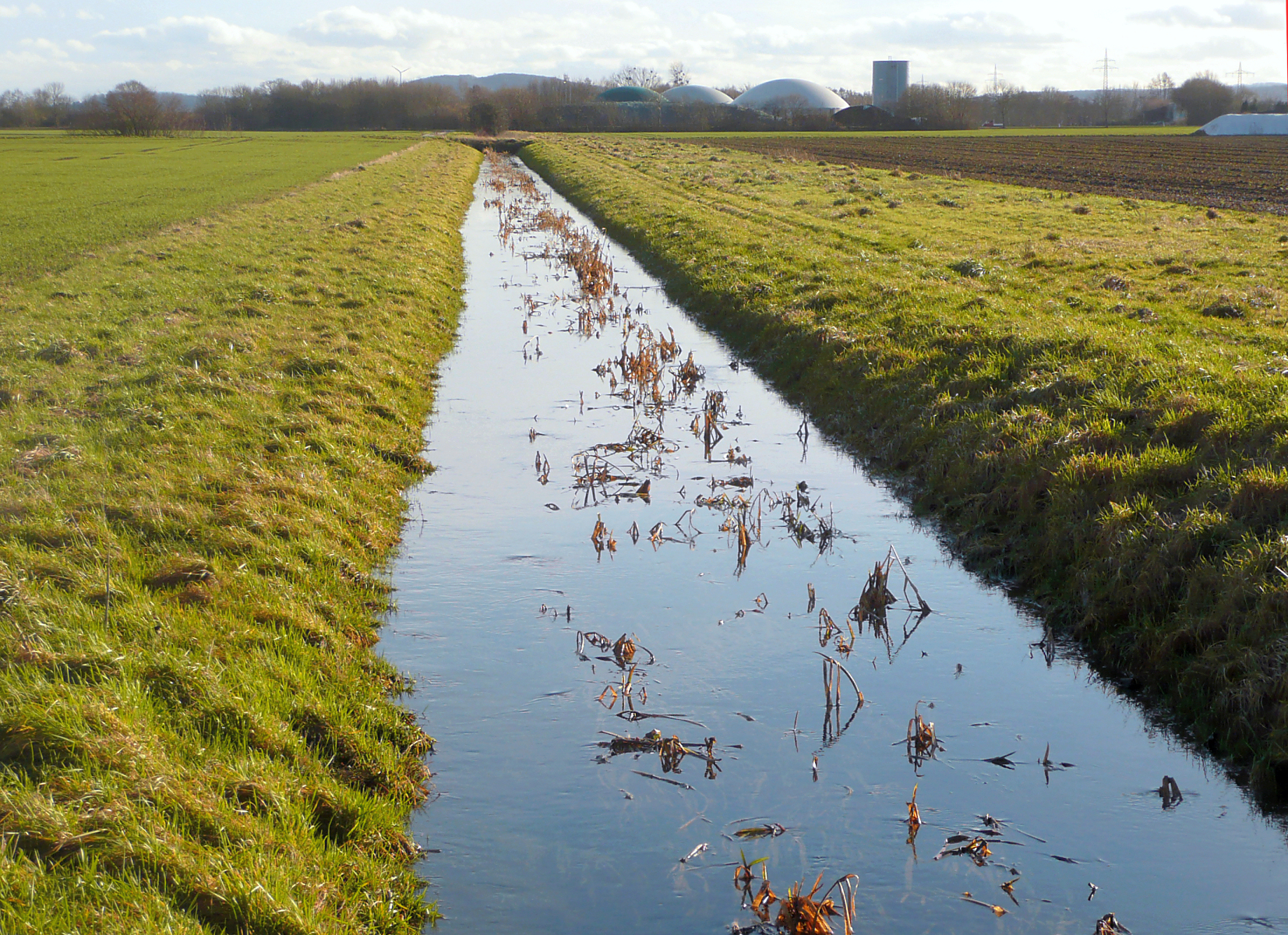
Haferriede bei Gehrden
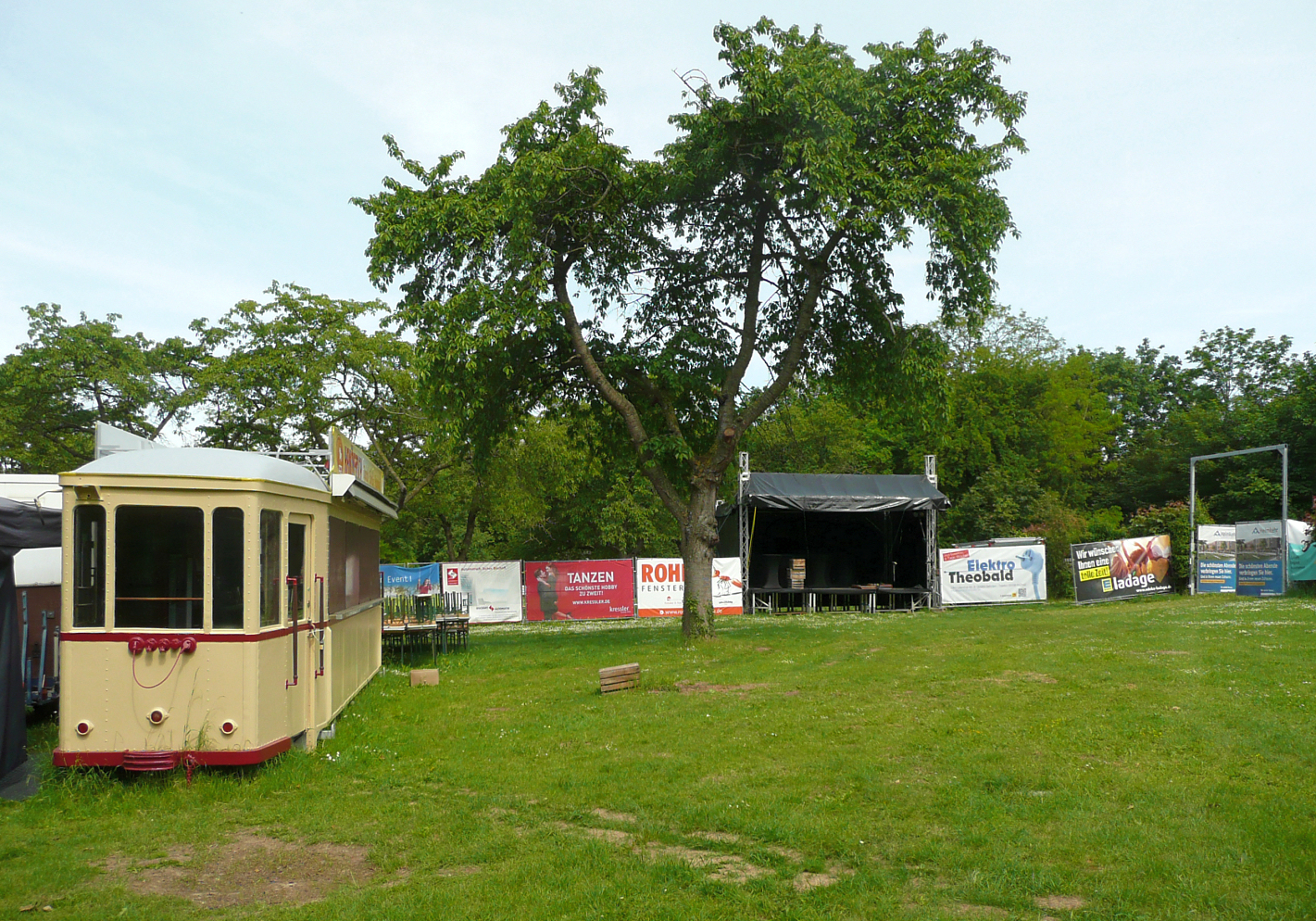
Waldbühne auf dem Gehrdener Berg
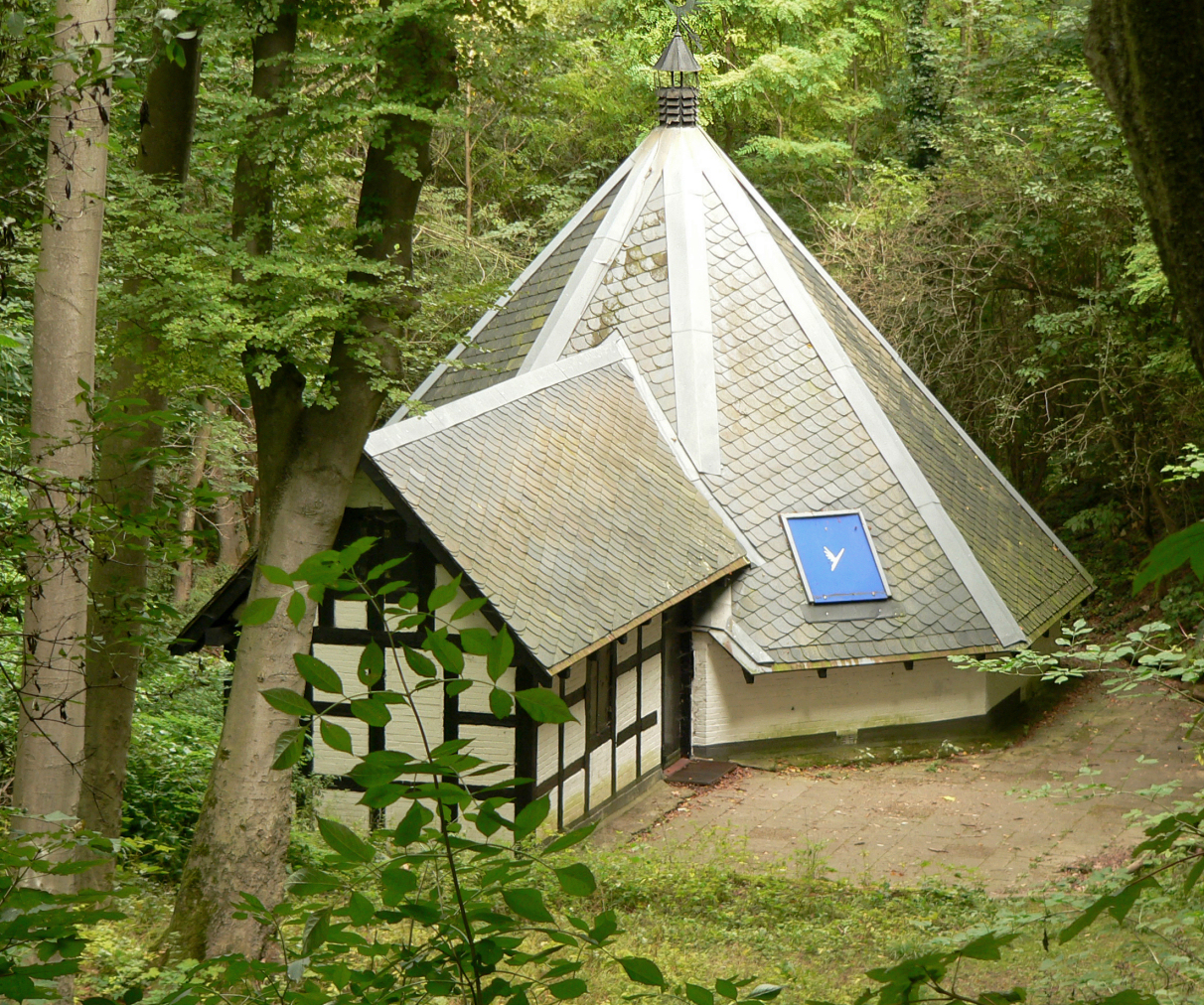
Wandervogelheim am Gehrdener Berg

### Regelmäßige Veranstaltungen
In Gehrden werden jährlich ein Weihnachtsmarkt und das Stadtfest vom Verein Gehrden feiert Feste e. V. veranstaltet. Zu Ostern wird das traditionelle Osterfeuer auf dem Gelände der Feuerwehr begangen. Am Vorabend des 1. Mai findet traditionell eine öffentliche Feier in Andenken an den in Gehrden verstorbenen Komponisten Justus Wilhelm Lyra statt, der 1842 das Gedicht Der Mai ist gekommen vertont hatte. Am Deutschen Mühlentag gibt es regelmäßig eine Veranstaltung an der Struckmeyerschen Mühle. Seit 2009 findet monatlich die Konzertreihe Weltklassik am Klavier statt, bei der bekannte Pianisten auftreten. Einmal im Jahr richtet der Mehrgenerationen-Treff Gehrden (MGT) das Fest der Kulturen auf dem Marktplatz aus, um den kulturellen Austausch zu fördern. Mit dem jährlich stattfindenden Burgberglauf gibt es einen Volkslauf in Gehrden. Einmal im Jahr findet auf einem 1,3 km langen Rundkurs ein Straßenradrennen in Gehrden statt. Auf der Gehrdener Tennisanlage wird mit dem Gehrdener Sommercup jährlich ein bundesweites Ranglistenturnier ausgetragen. Der wöchentliche Bauernmarkt mit regionalen, landwirtschaftlichen Produkten wurde 1995 durch einen Förderverein initiiert. Darüber hinaus findet ein Wochenmarkt in der Gehrdener Innenstadt statt. 2025 führte der Gehrdener Kunstverein erstmalig ein Kulturfest unter dem Titel „Waldgeflüster“ auf dem Köthnerberg durch.

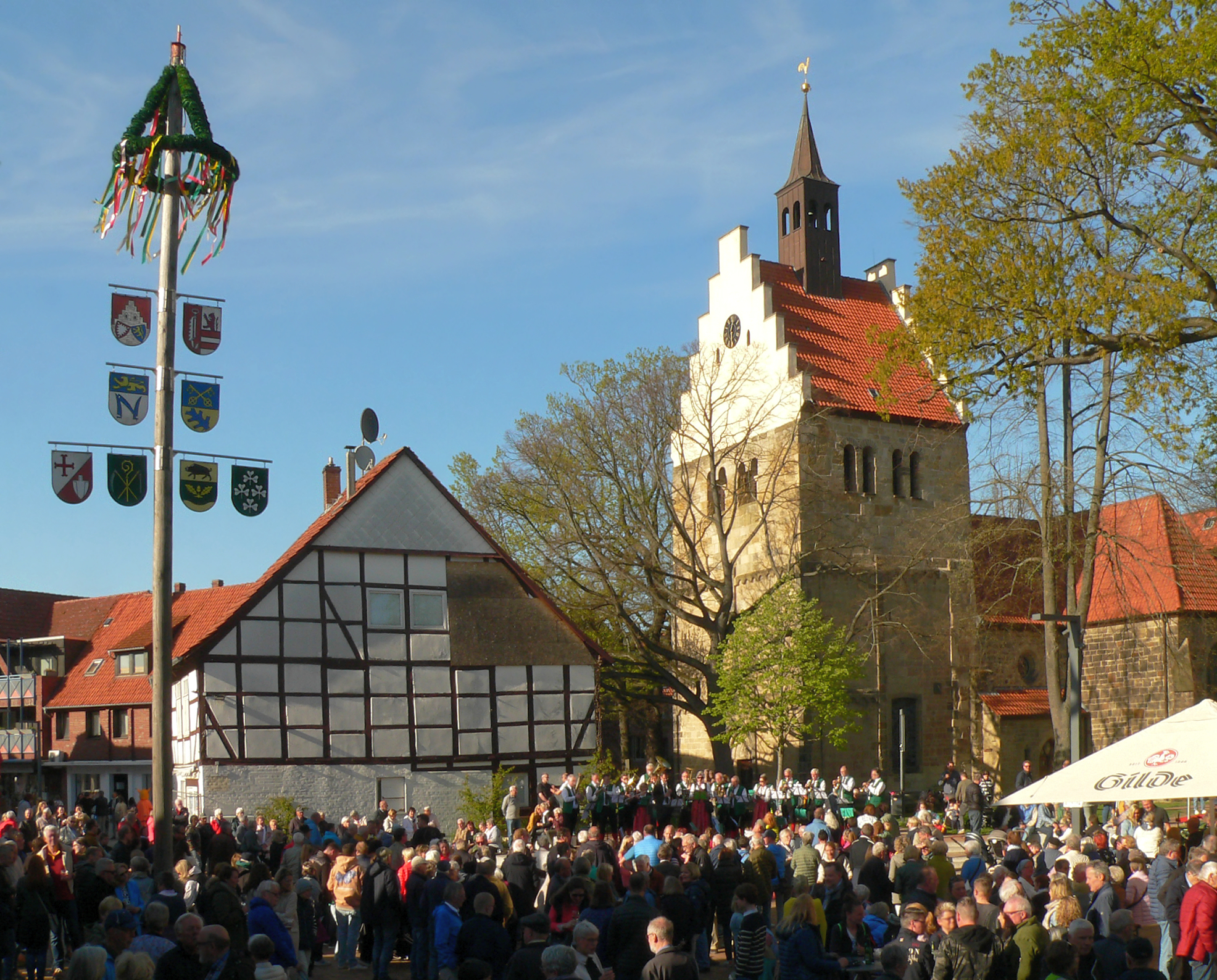
Lyra-Feier auf dem Marktplatz zum 1. Mai, links der Maibaum, 2023
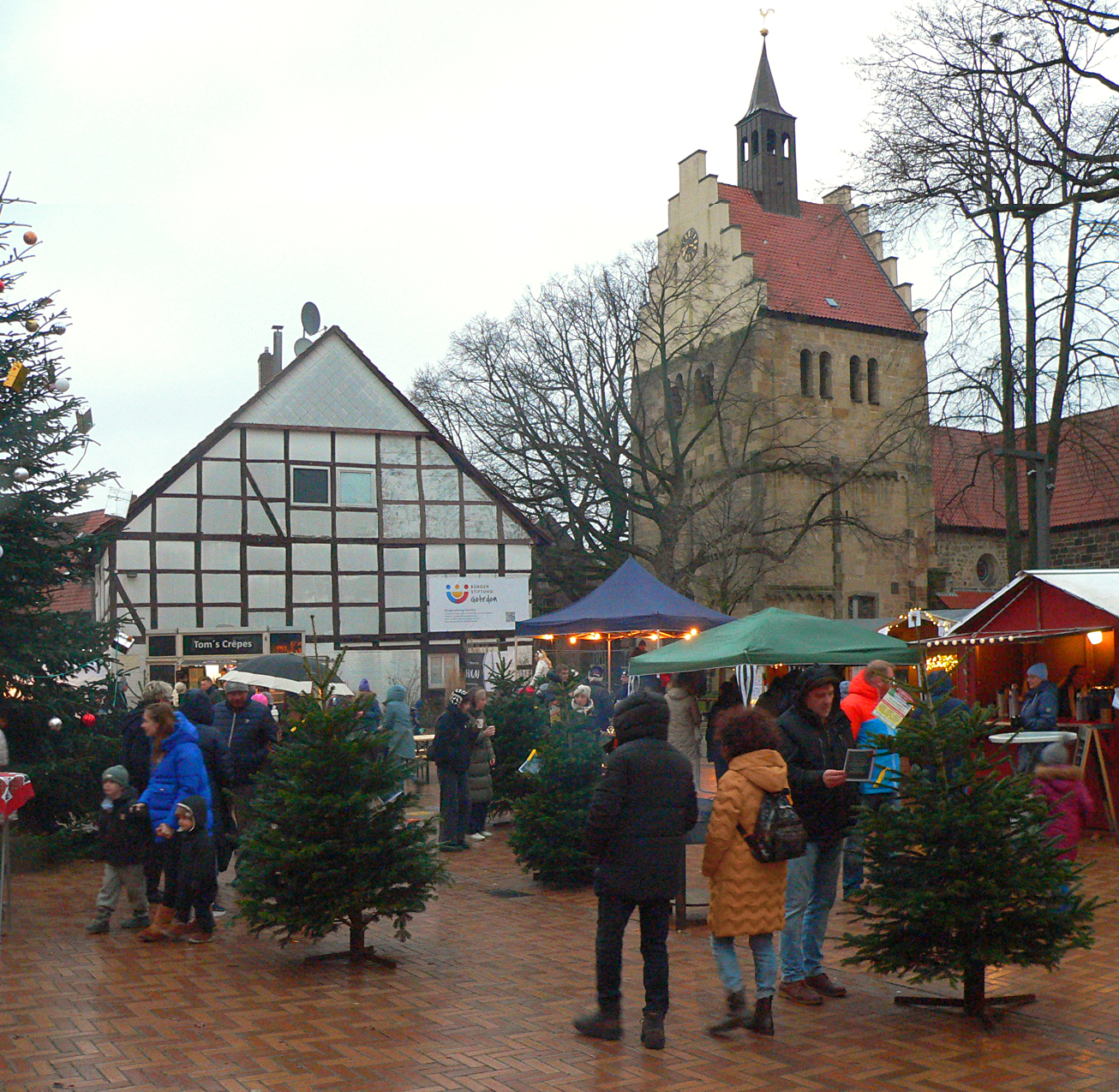
Weihnachtsmarkt auf dem Marktplatz
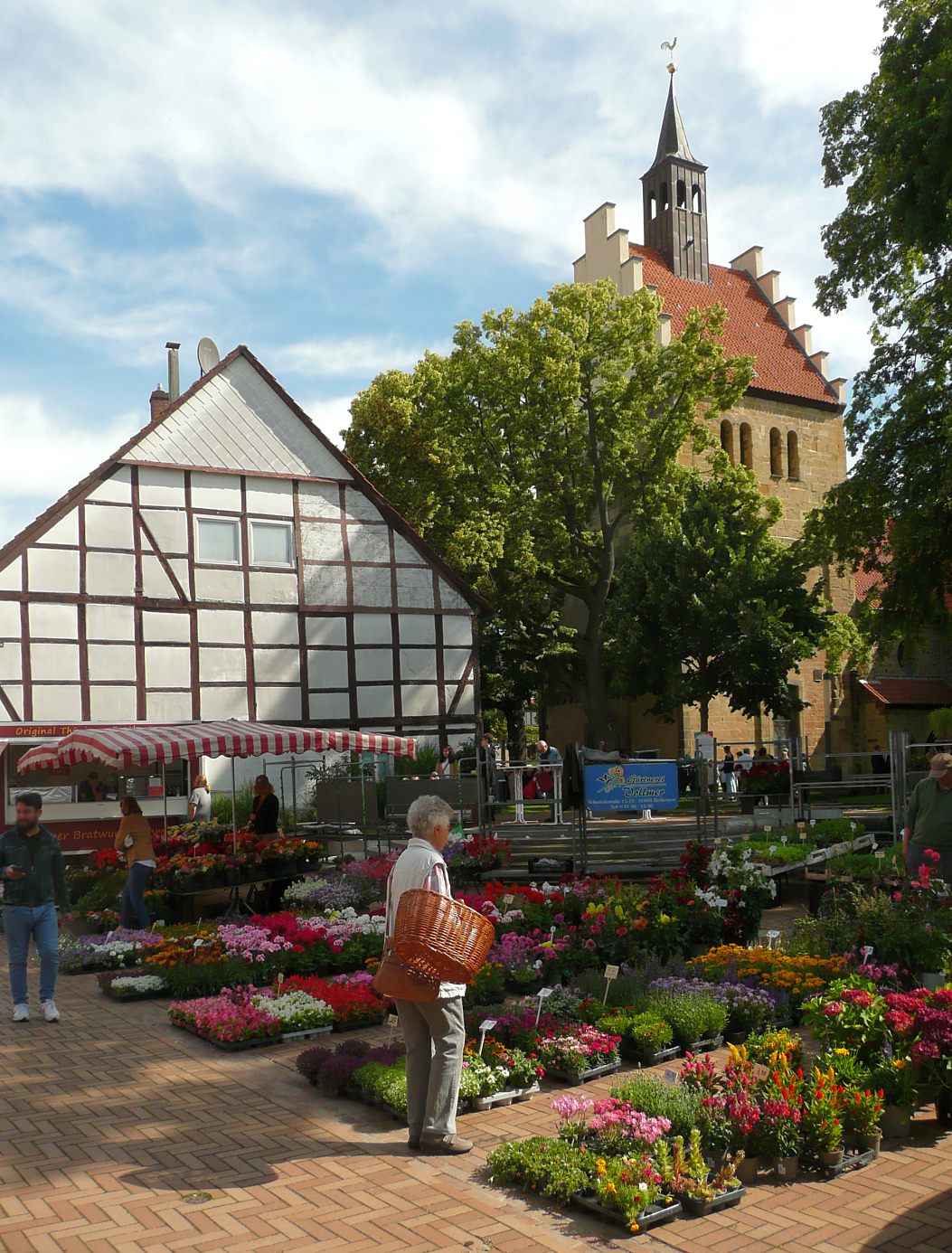
Wochenmarkt in Gehrden
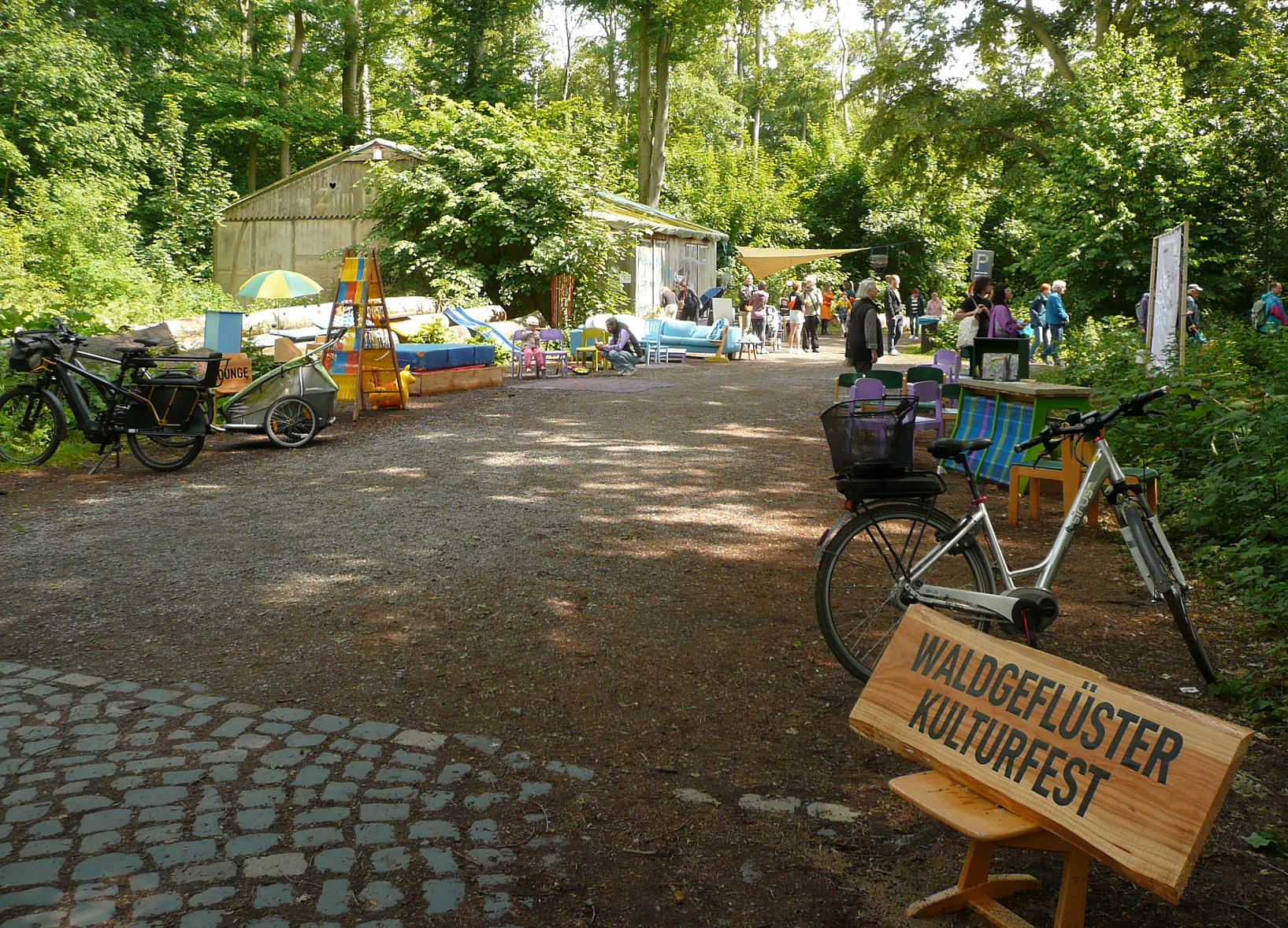
Kulturfest „Waldgeflüster“

### Stadtmaskottchen

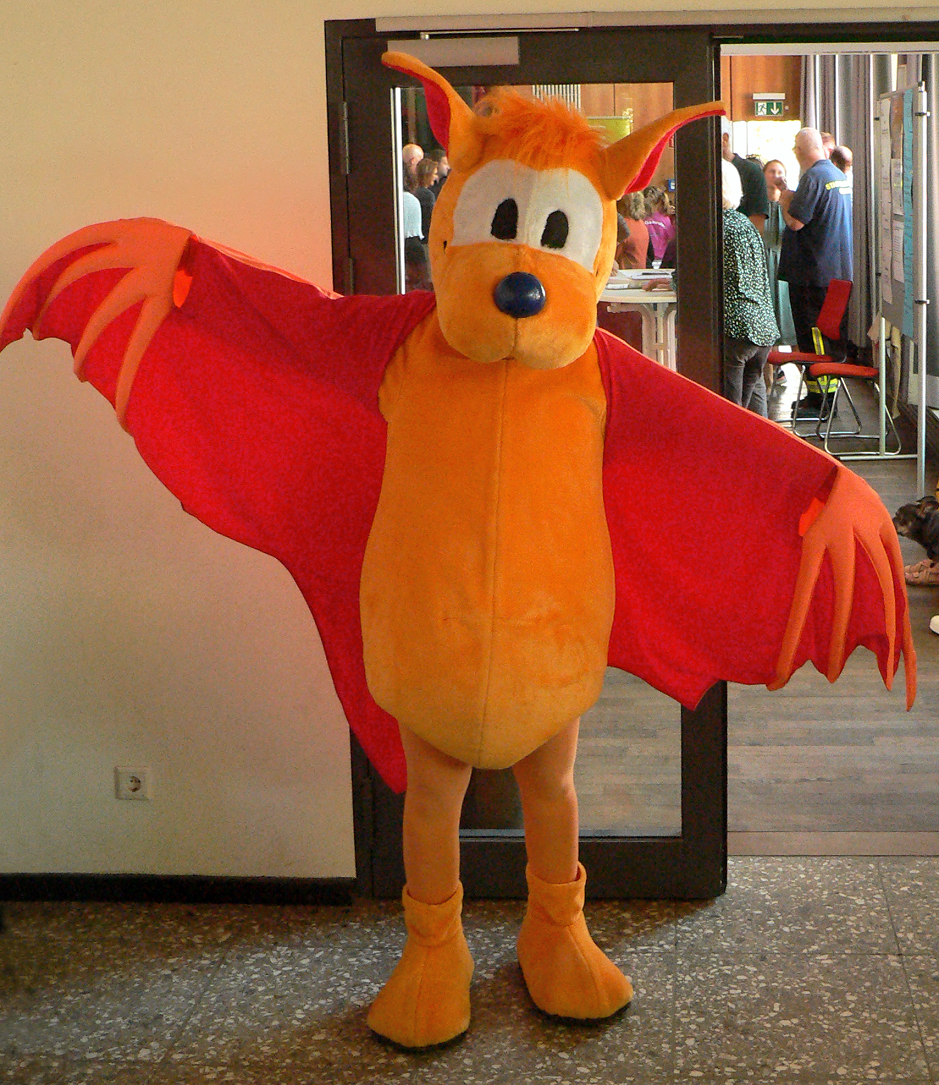
Stadtmaskottchen Gehrda

Seit dem Jahr 2000 besitzt Gehrden mit Gehrda ein Stadtmaskottchen, das Werbeträger und Markenzeichen ist. Als zwei Meter hohe Plüschfigur in leuchtend oranger Farbe stellt Gehrda eine Turmfledermaus dar. Symbolisch ist sie im Kirchturm der Margarethenkirche beheimatet, in dem Fledermäuse leben. Im Kostüm von Gehrda steckt eine Person, die stets stumm bleibt. Sie kann nur durch freundliche und ausladende Gestik auf sich aufmerksam machen. Bei öffentlichen Veranstaltungen in der Stadt erscheint Gehrda und ist vor allem bei Kindern beliebt. Das Maskottchen findet sich auch auf Souvenirs, die die Stadt anbietet.

### Vereine
- Die Schützengesellschaft „Ottomar von Reden“ Gehrden wurde 1894 gegründet.
- Die Ortsgruppe der Sozialdemokratischen Partei Deutschlands (SPD) wurde 1906 als erste politische Partei in Gehrden gegründet.
- Im Ort besteht die 1946 vom Heimatforscher August Kageler gegründete Gruppe Gehrden im Heimatbund Niedersachsen, die sich mit Denkmalpflege, Archäologie sowie Natur- und Landschaftsschutz und Archivwesen befasst. Der Verein publiziert die sogenannten „Gelben Hefte Gehrden“ zur Ortsgeschichte, von denen bis 2024 fast 70 Ausgaben erschienen sind.
- Im Jahre 1992 wurde der Kunstverein Gehrden auf Initiative von kunstinteressierten Gehrdener Bürgern mit dem Ziel gegründet, zeitgenössische Kunst und Künstler zu fördern. Es finden jährliche Kunstausstellungen statt. Der Kunstverein hat seinen Sitz im Rathaus von Gehrden.
- Seit 2012 organisieren die Oldtimerfreunde Gehrden Treffen für Liebhaber von historischen Fahrzeugen[87]
- Der Chor Stadtkantorei Gehrden wurde 1996 gegründet und veranstaltet jährliche Konzerte und Auftritte mit Orchester.
- Der Mehrgenerationen-Treff Gehrden (MGT), getragen vom Verein Mehrgenerationen-Haus Gehrden, bietet seit 2021 einen Treffpunkt für Bürger aller Generationen und führt in seinen Räumlichkeiten im Stadtzentrum Veranstaltungen, Vorträge, Konzerte und Ausstellungen durch.[88]
- Ener:go (Energiegenossenschaft Calenberger Land) ist eine Energiegenossenschaft in Gehrden, die Solaranlagen fördert.
- Die Freiwillige Feuerwehr in Gehrden wurde 1909 gegründet. In den Stadtteilen und Ortschaften bestehen ebenfalls Ortsfeuerwehren.

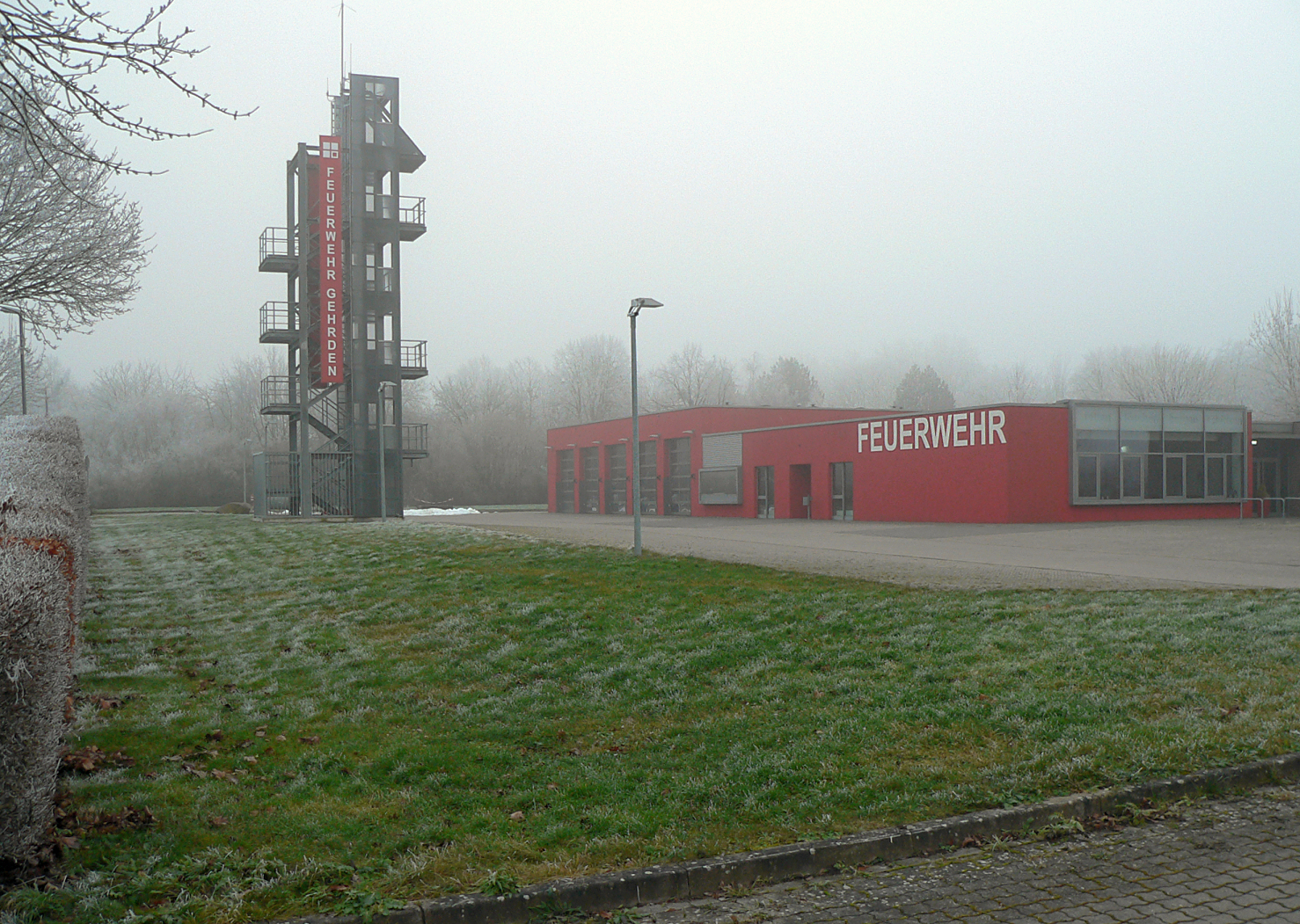
Feuerwehr Gehrden
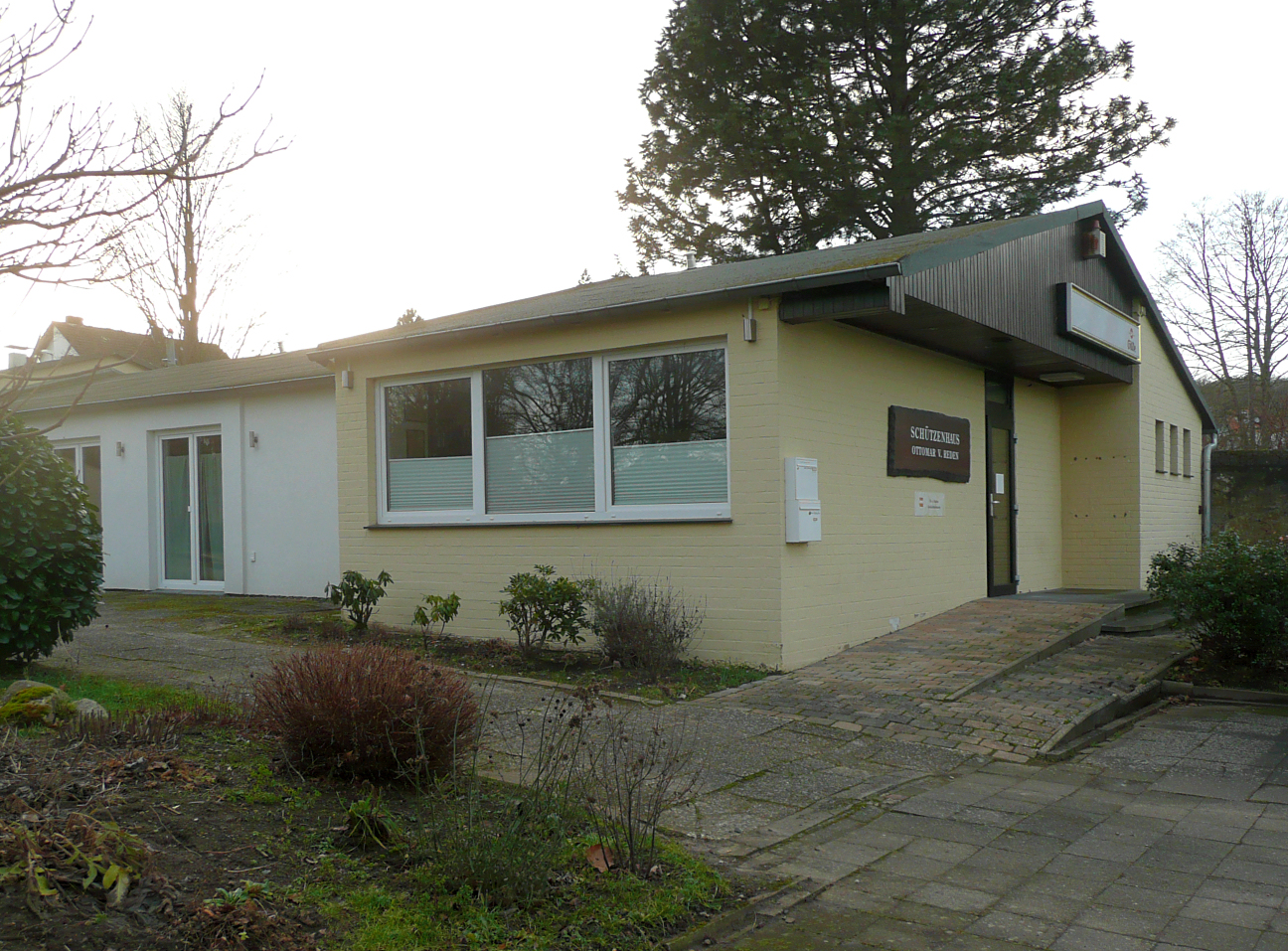
Schützenhaus Gehrden
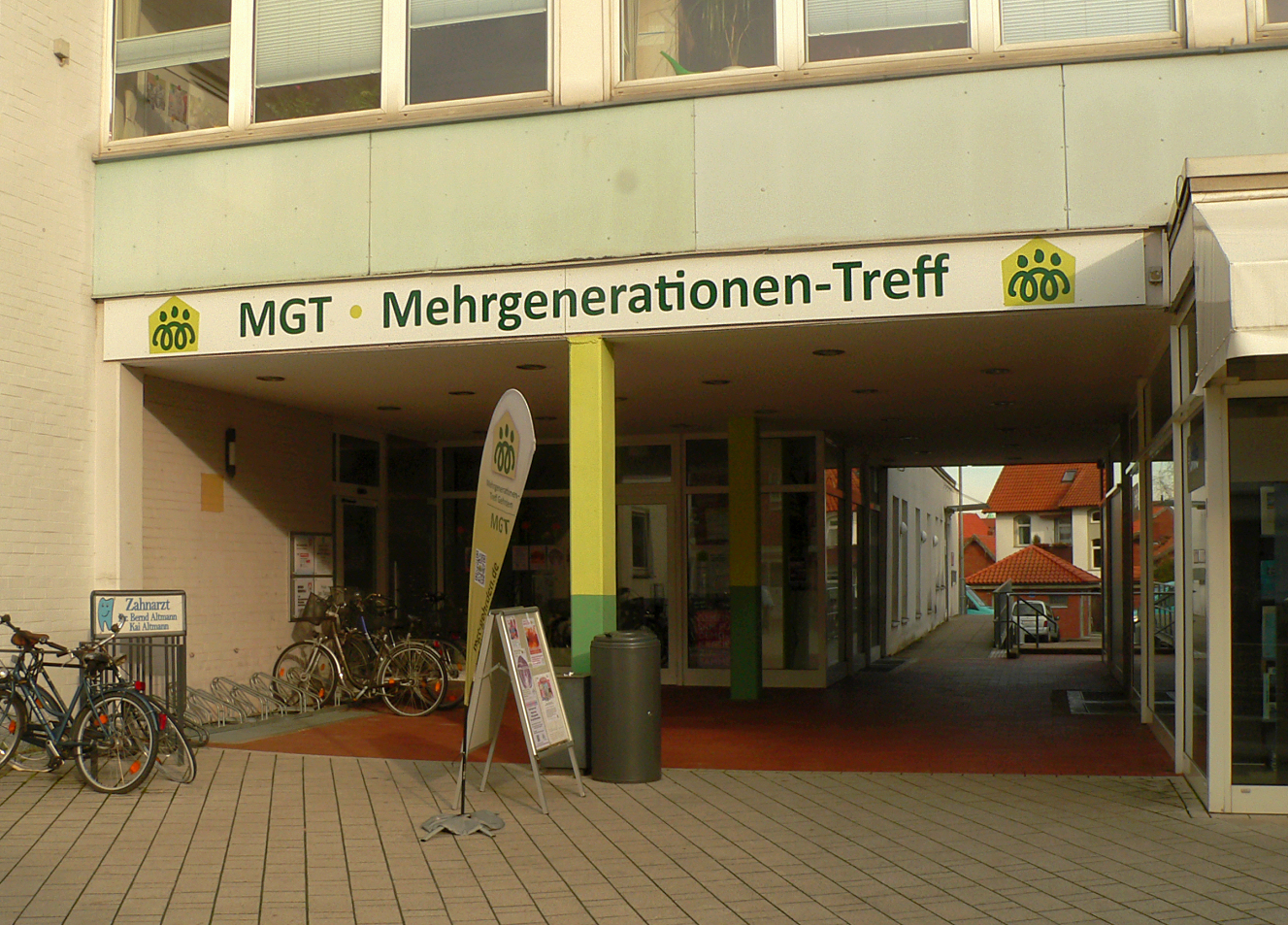
Mehrgenerationen-Treff Gehrden
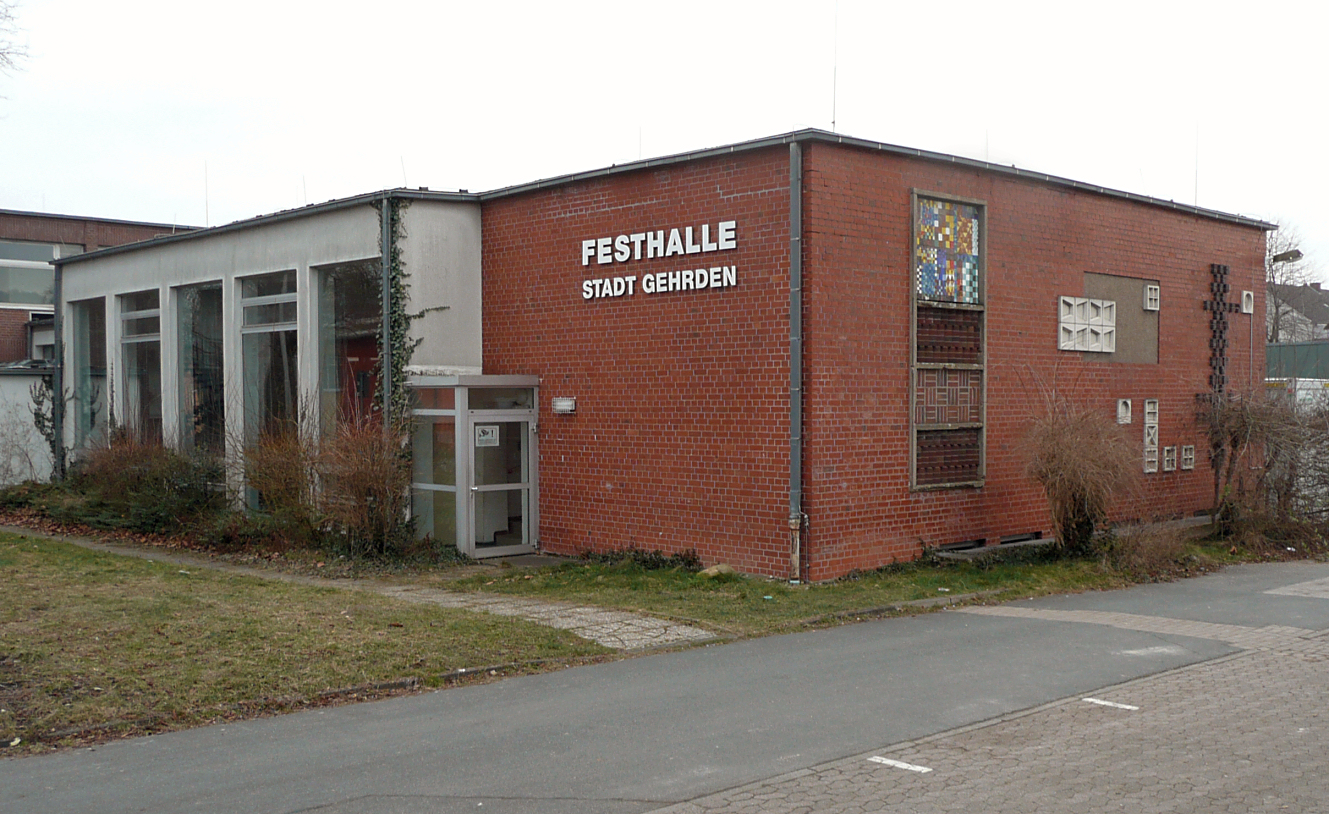
Festhalle Gehrden

### Stiftungen und Förderfonds
In Gehrden fördern mehrere Stiftungen kulturelle Projekte und Projekte im Bildungsbereich. Im Jahr 2023 wurde die Bürgerstiftung unter der Schirmherrschaft des Gehrdener Bürgermeisters gegründet. Ein Förderfonds zur Jugend- und Nachwuchsförderung wurde 2022 von der ortsansässigen Innenausbaufirma Germerott gegründet, der ab 2025 Schulprojekten vorbehalten ist.

### Sport
Im Jahr 1900 wurde der Sportverein Gehrden e. V. gegründet, der mit rund 2200 Mitgliedern (Stand 2025) der größte Gehrdener Verein und der sechstgrößte Sportverein der Region Hannover ist. Seine Fußballmannschaft ist im Burgbergstadion beheimatet und spielt in der Bezirksliga Hannover. Ferner verfügen die Stadtteile Lemmie, Leveste und Everloh über Sportanlagen, die von den lokalen Sportvereinen genutzt werden. Seit 1984 besteht der Tennis-Club Everloh e. V. im Gehrdener Stadtgebiet. 2011 wurde der 1. Golfclub Gehrden e. V.  gegründet, der das Ziel verfolgt, einen Golfplatz in Gehrden zu errichten. Mit 250 Mitgliedern (Stand 2014) zählt der Verein zu den größeren der Stadt. Im Ortskern befindet sich das städtische Delfi-Bad, ein kombiniertes Hallen- und Freibad mit integriertem Saunabereich.

## Wirtschaft und Infrastruktur

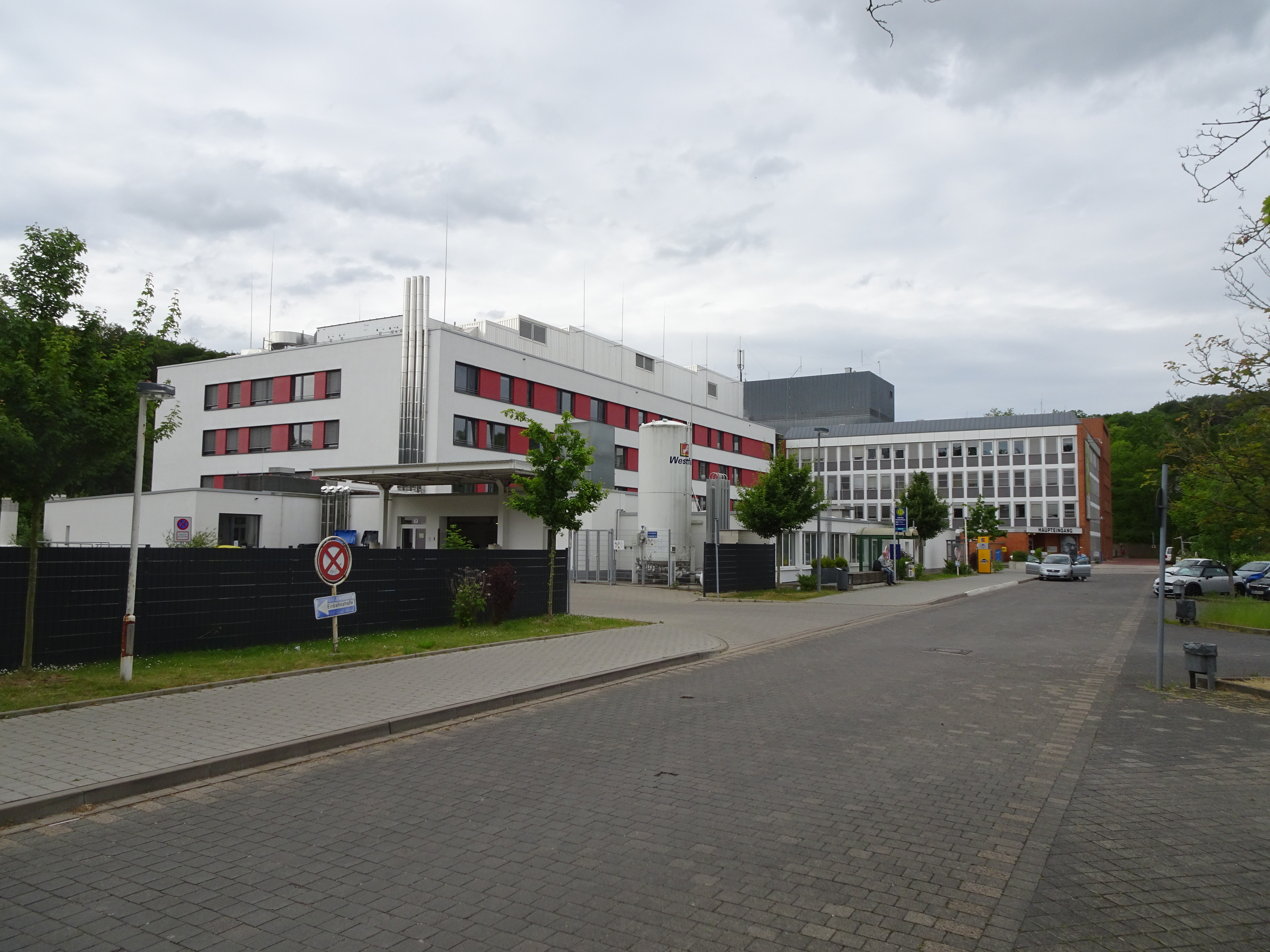
KRH Klinikum Robert Koch Gehrden

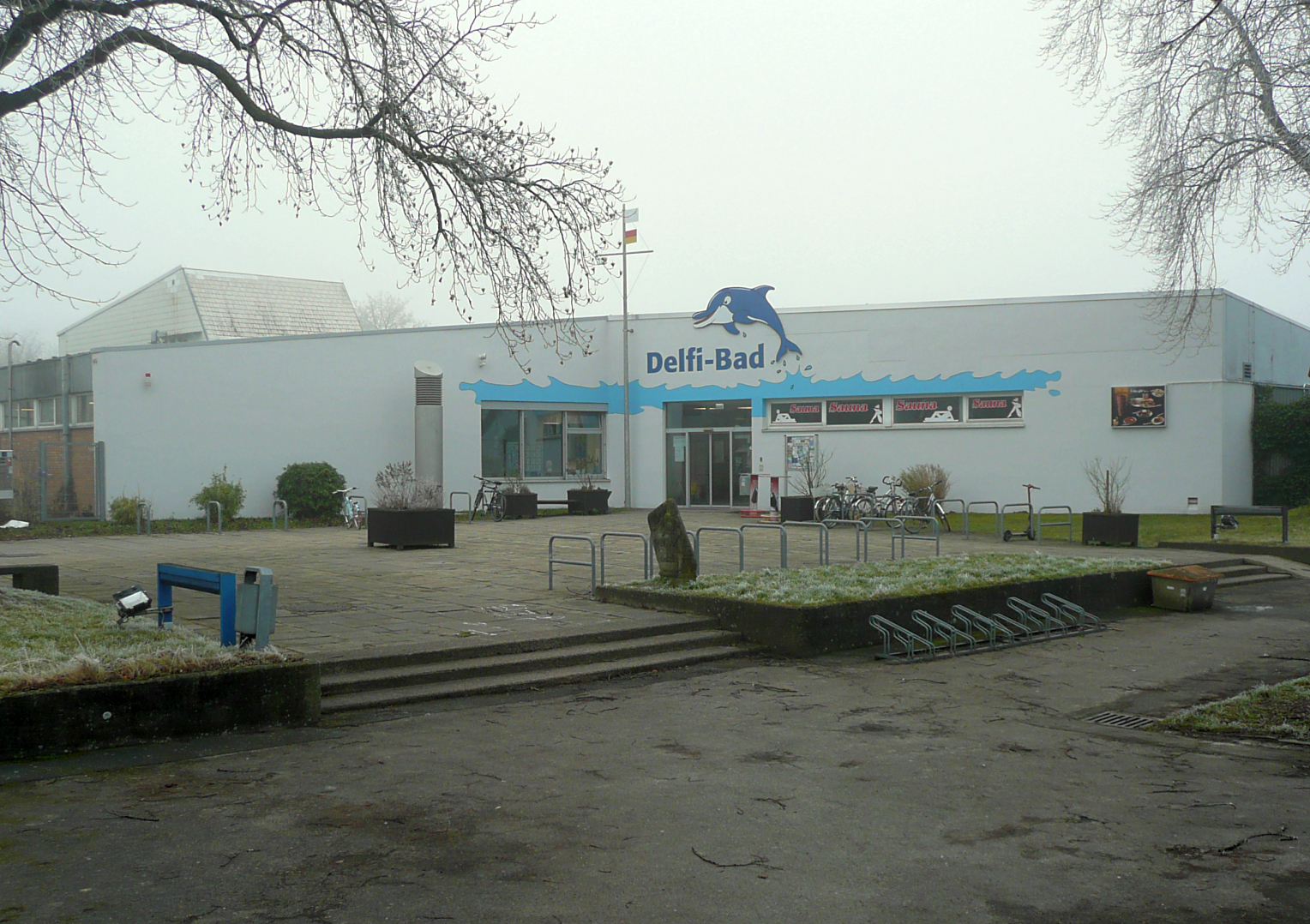
Das Delfi Bad, ein Hallen- und Freibad

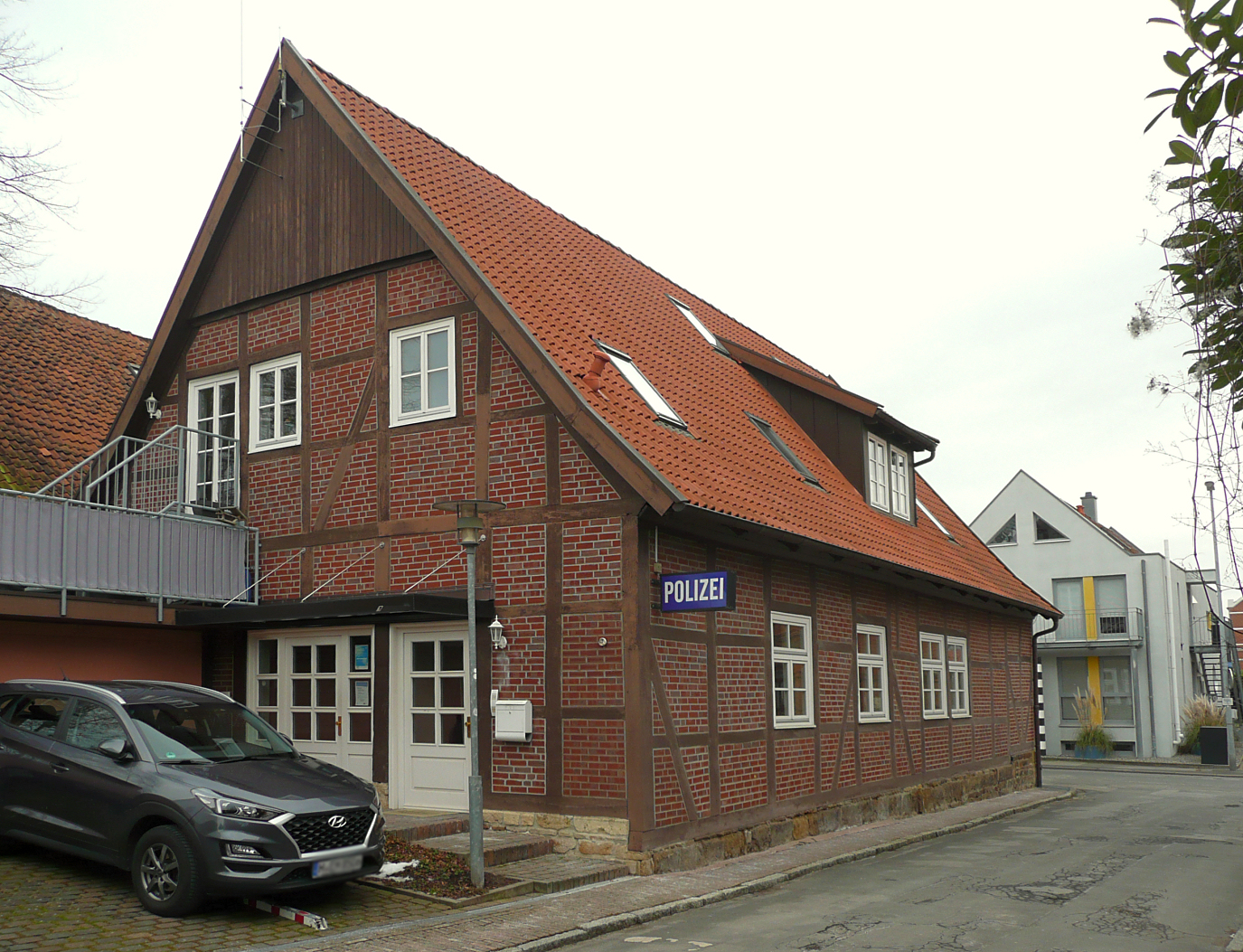
Polizeistation

In Gehrden besteht eine hohe Kaufkraft, die über dem Durchschnitt in der Region Hannover liegt. Das Kriminalitätsniveau ist niedrig. Die Kernstadt Gehrden stellt das Zentrum der Gemeinde dar und verfügt über öffentliche Einrichtungen wie die Stadtverwaltung, eine Polizeistation, eine Feuerwehr- und Rettungswache, einen ambulanten Pflegedienst in kommunaler Trägerschaft sowie Senioren- und Pflegezentren, Kindergärten, Schulen und Einrichtungen der Erwachsenenbildung, mehrere Museen, eine Stadtbibliothek, ein Krankenhaus sowie ambulante Facharztversorgung, ein Schwimmbad, die Zentralmensa Gehrden, Veranstaltungsorte wie den Bürgersaal und die Waldbühne als Freilichtbühne, Sportstätten, Multifunktionsplätze sowie ein Jugendzentrum, öffentliche Parkanlagen, eine Outdooranlage für Jugendliche (ab 2026) und Spielplätze für Kinder. Außerdem verfügt Gehrden über ein Glasfasernetz in allen Ortsteilen, öffentliche E-Ladestationen sowie mehrere WLAN-Hot Spots im Innenstadtbereich.

### Unternehmen
Gehrden war lange durch bäuerliche Landwirtschaft geprägt. Erst in der Mitte des 19. Jahrhunderts siedelten sich Industrie- und Gewerbebetriebe an. Dies war zuerst die Zuckerfabrik Neuwerk, die von 1857 bis 1930 in Betrieb war. Auf dem Gelände wurde später die „Vorwerk“-Teppichfabrik errichtet, die im Jahr 1985 nach Hameln verlegt und später abgerissen wurde. Von 1872 bis in die 1970er Jahre verarbeitete die Ziegelei Seemann die Ton- und Lehmvorkommen des Gehrdener Berges. Sie wurde später abgerissen.
Durch den Bau der Versorgungsleitung der Harzwasserwerke nach Bremen wurde Gehrden im Jahr 1934 mit einer zentralen Wasserversorgung versehen.
Mit Gehrden-Ost und Gehrden Bünteweg bestehen zwei größere Gewerbegebiete in Gehrden.
In Gehrden gibt es mehrere landwirtschaftliche Betriebe, die Feldfrüchte sowie Obst anbauen. Auch sind einzelne mittelständische Unternehmen ansässig. Gehrden verfügt über eine Wirtschaftsstruktur mit einem Schwerpunkt im Handel und Dienstleistungsbereich. Das KRH Klinikum Robert Koch Gehrden wurde 1964 eröffnet und ist als Schwerpunktversorger mit 800 Beschäftigten der größte Arbeitgeber. Bei der Stadt Gehrden arbeiten zudem über 300 Beschäftigte.

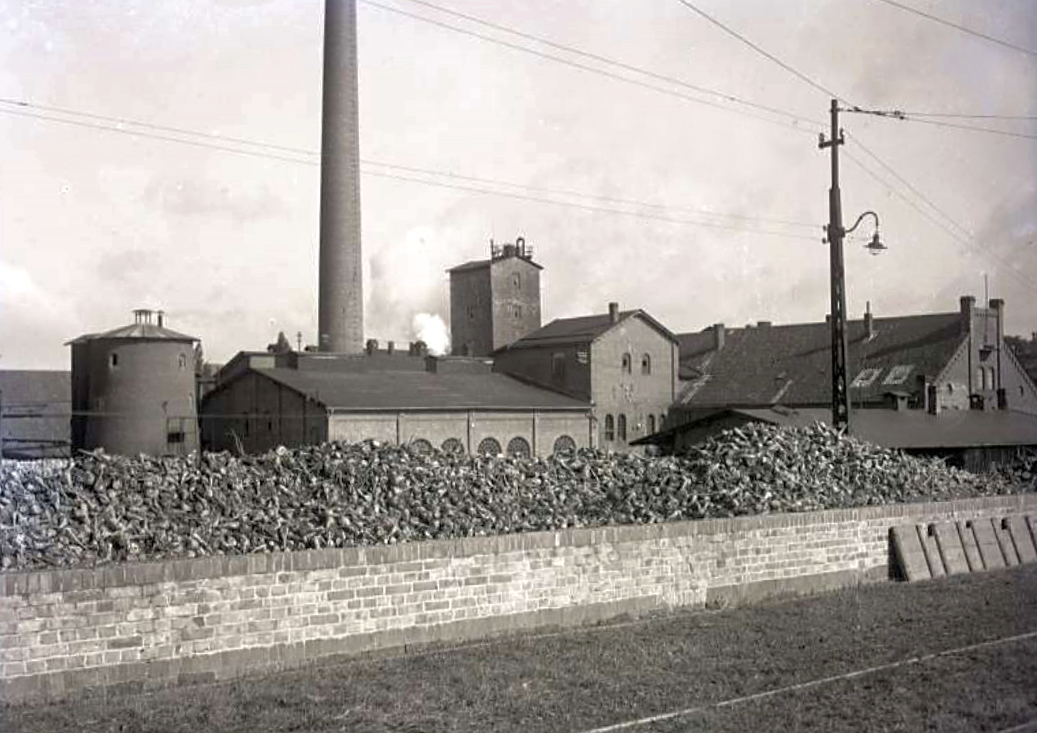
Frühere Zuckerfabrik Neuwerk um 1920, Foto: August Kageler
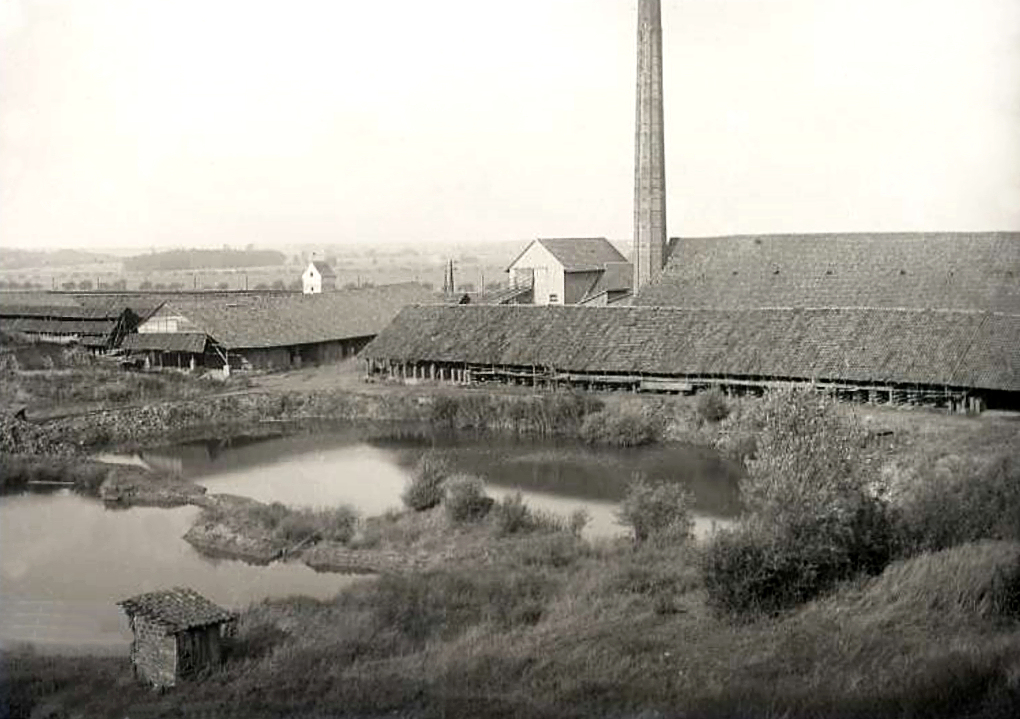
Frühere Ziegelei Seemann um 1930, Foto: August Kageler

### Bildung
In Gehrden bieten folgende Einrichtungen Betreuung und Bildung an:
- Es gibt acht städtische Kindertagesstätten und eine kirchliche mit insgesamt 78 Krippenplätzen, 421 Kindergartenplätzen und 60 Hortplätzen.
- In der Kernstadt gibt es die Grundschule Am Castrum mit rund 300 Schülern sowie die Grundschule Am Langen Feld mit rund 200 Schülern. Die Grundschule am Langen Feld wurde 2025 als 4-zügige Grundschule neu gebaut.[104]
- Am Osthang des Burgbergs liegt das Matthias-Claudius-Gymnasium mit gymnasialer Oberstufe und ca. 900 Schülern.
- Nahe dem Delfi-Bad, ein Hallen- und Freibad, befindet sich ab dem Schuljahr 2024/25 die Integrierte Gesamtschule Gehrden, die zuvor eine Oberschule mit angeschlossener Grundschule war. Sie ist die einzige IGS im Calenberger Land und bietet neben dem Matthias Claudius Gymnasium eine zweite Möglichkeit, das Abitur in Gehrden abzulegen.[105]
- Der Zweckverband Volkshochschule Calenberger Land ist eine Weiterbildungseinrichtung der Städte Barsinghausen, Gehrden, Ronnenberg, Seelze, Springe sowie der Gemeinde Wennigsen und betreibt in Gehrden in der ehemaligen „Roten Schule“ eine Geschäftsstelle mit Bildungsangeboten.
- Die Calenberger Musikschule hat ihren Sitz in Gehrden im Gebäude der Integrierten Gesamtschule Gehrden und unterrichtet rund 1000 Schüler aus Gehrden, Ronnenberg und Barsinghausen.
- Die Jugendpflege Gehrden bietet im Jugend-Pavillon Kindern und Jugendlichen Aktions- und Betreuungsprogramme an.
- Die Stadtbibliothek im Rathaus bietet Leseangebote für Jugendliche und Erwachsene.
- In der Innenstadt von Gehrden steht ein öffentlicher Bücherschrank.

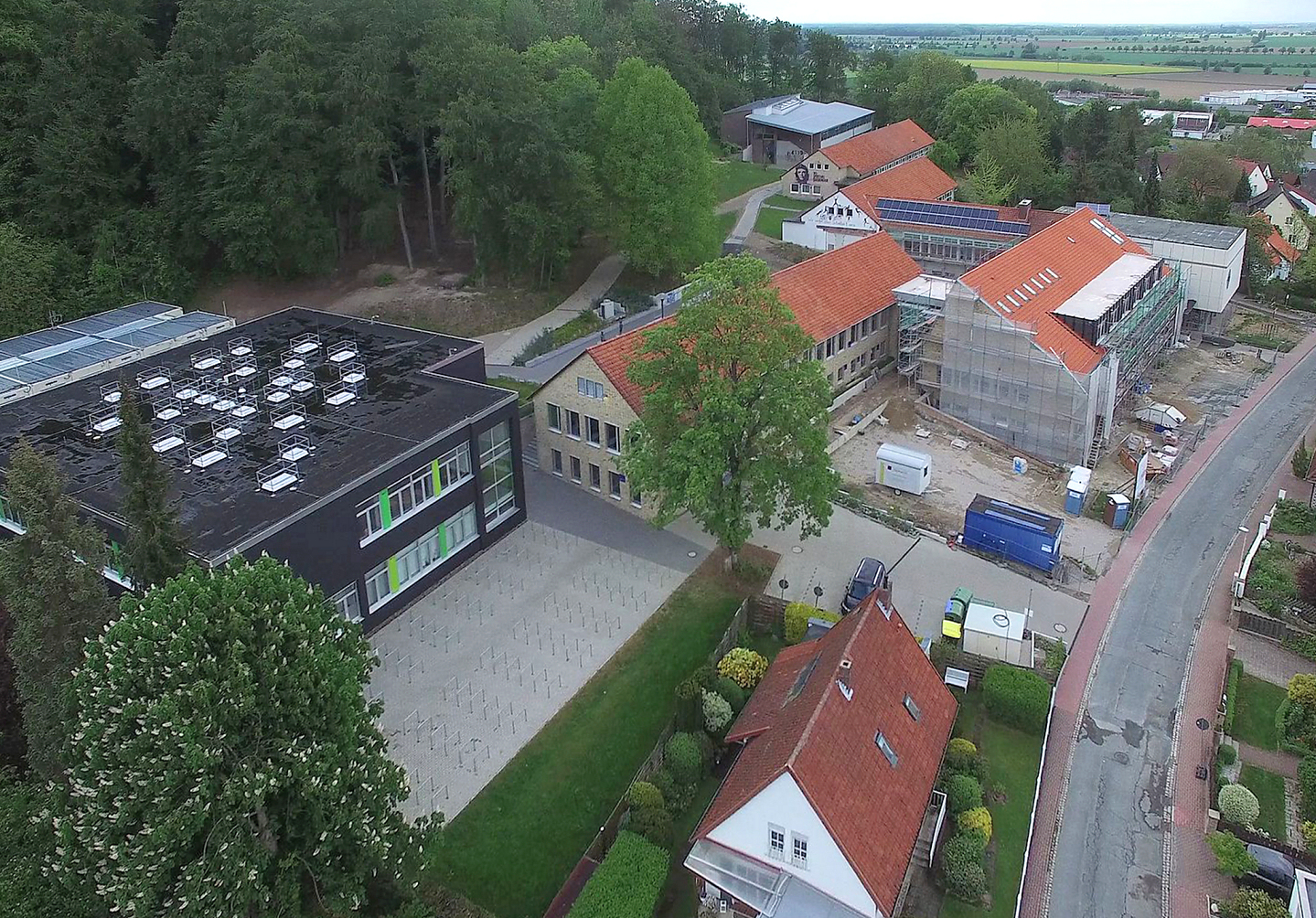
Matthias-Claudius-Gymnasium
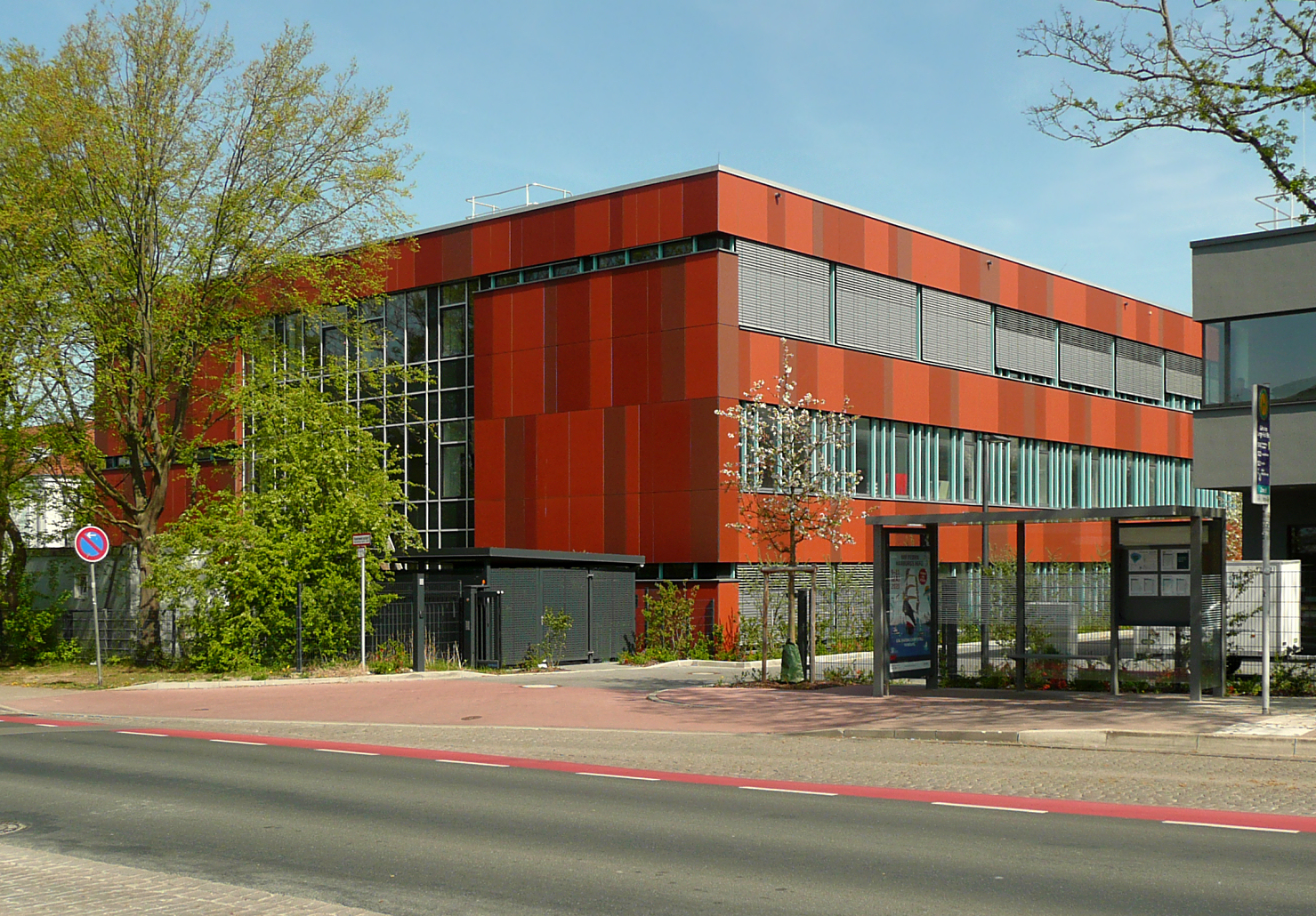
Integrierte Gesamtschule Gehrden
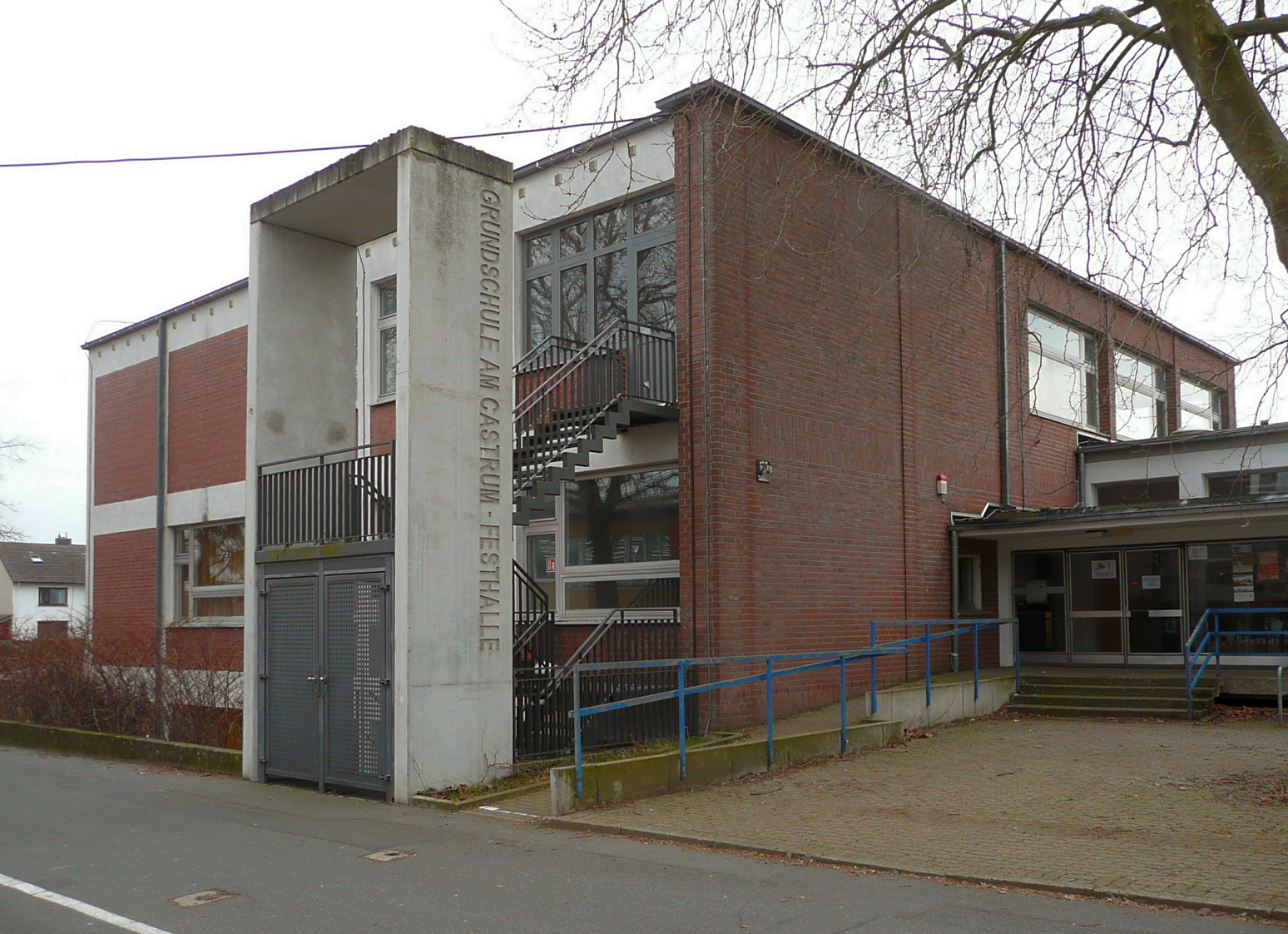
Grundschule am Castrum
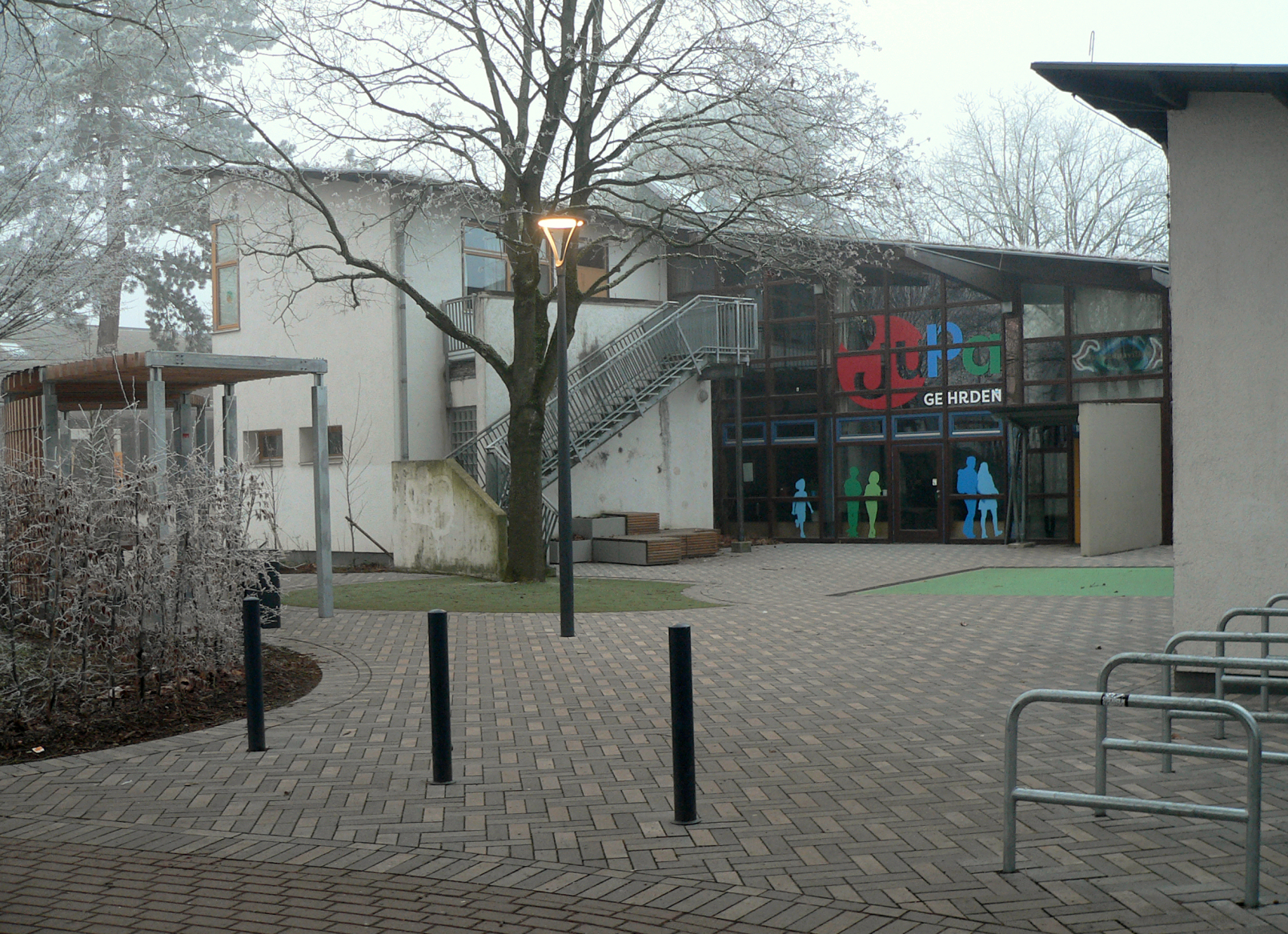
Jugend-Pavillon
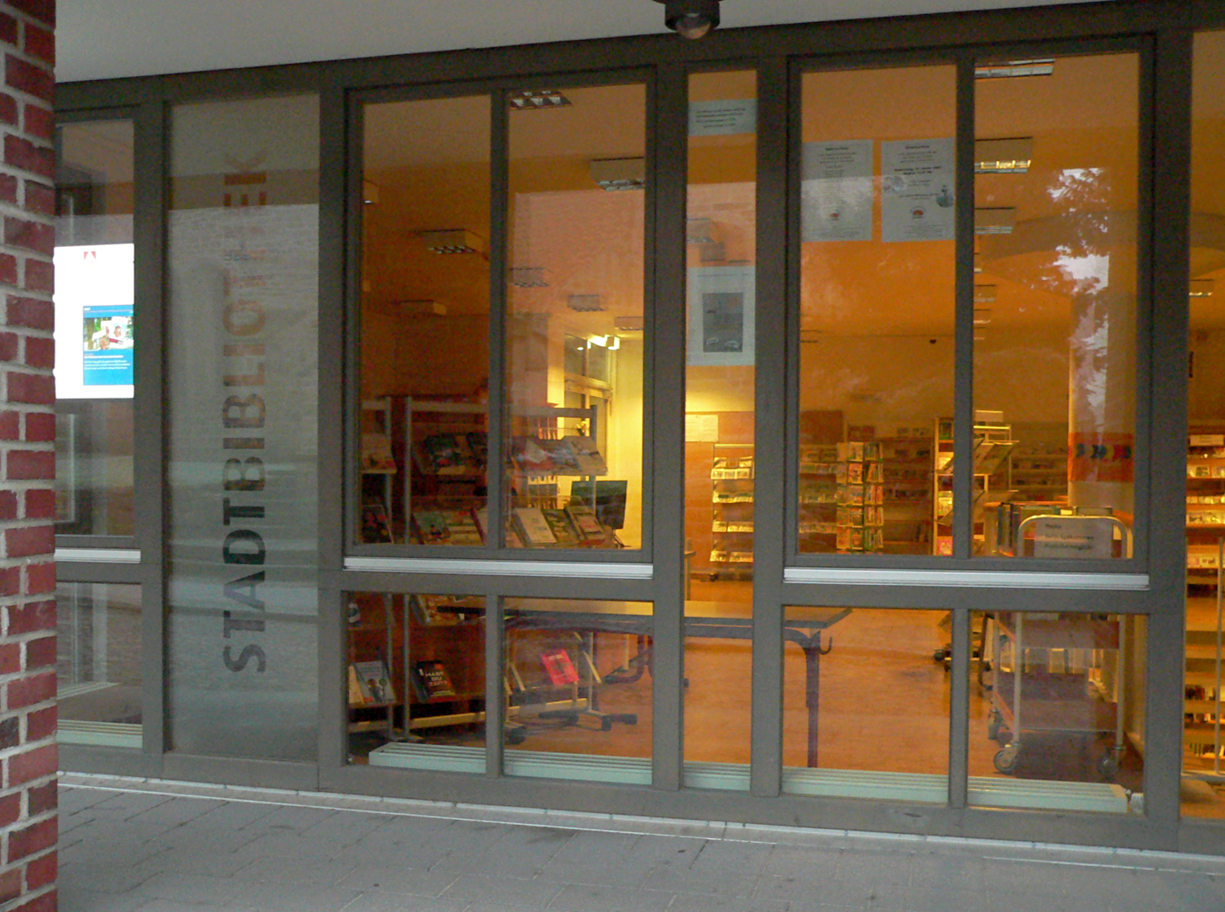
Stadtbibliothek im Rathaus
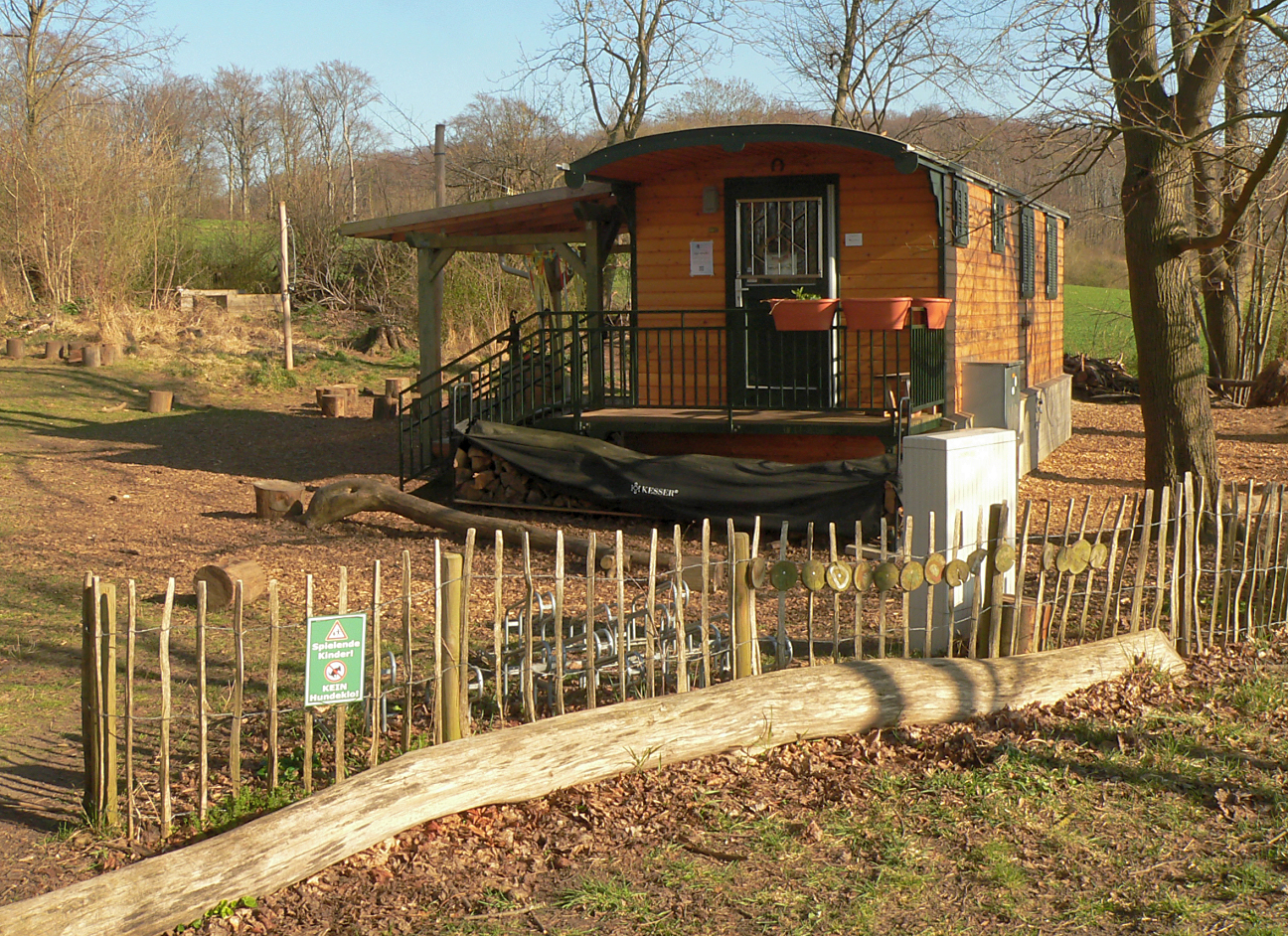
Waldkindergarten am Köthnerberg

### Verkehr

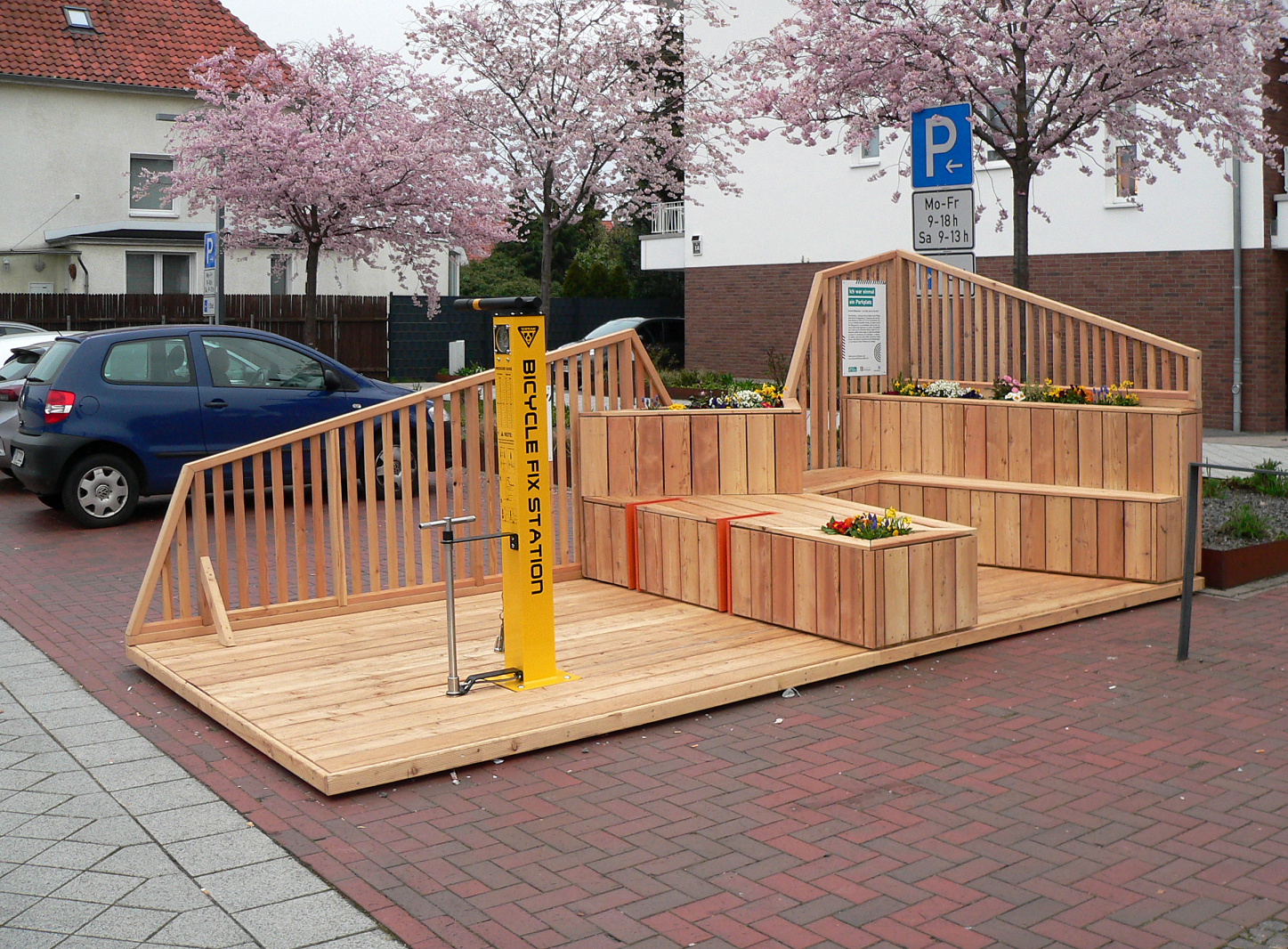
Parklet auf einem Parkplatz im Ortszentrum

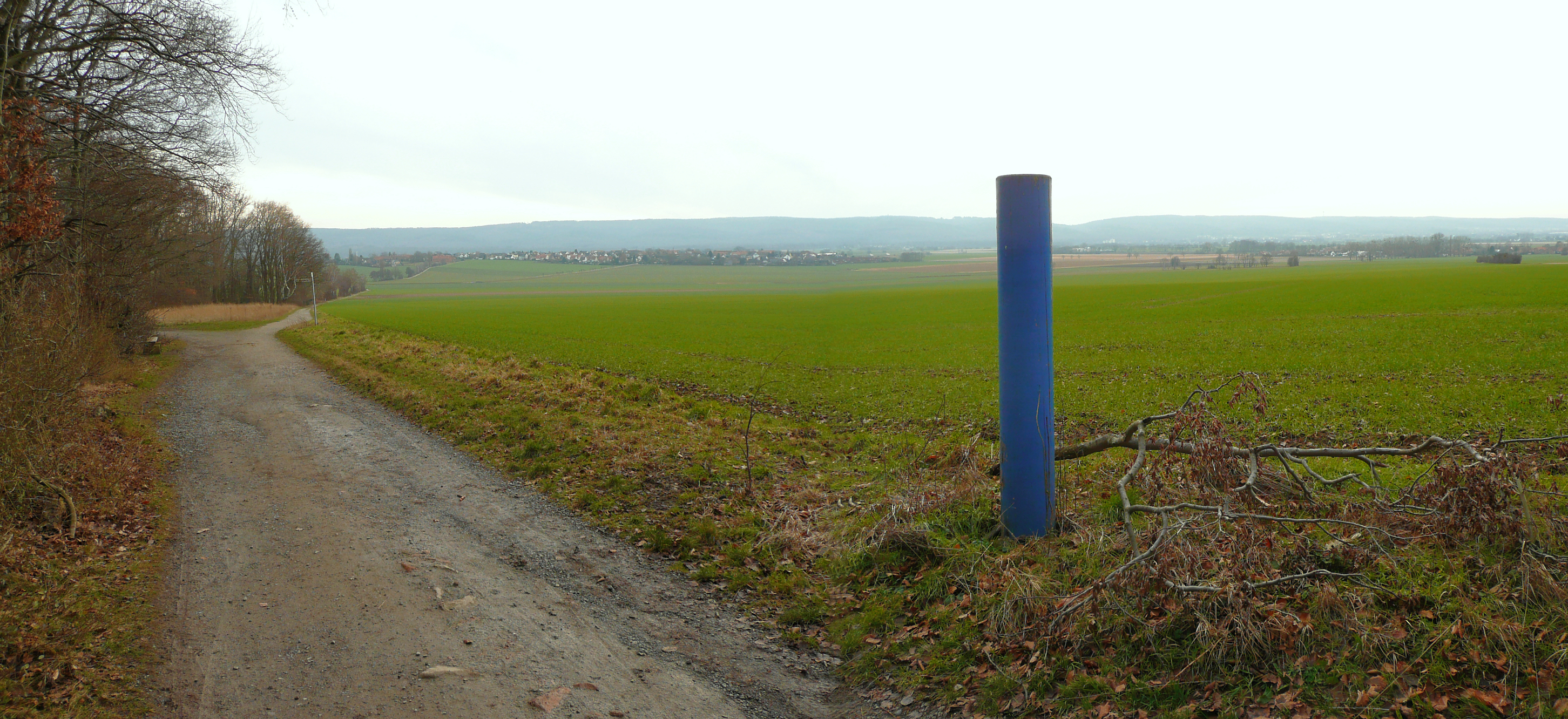
Markierung des Grünen Rings am Suerser Berg

Der mittelalterliche Hellweg von Minden nach Hildesheim führte durch das Stadtgebiet von Gehrden. Heute durchquert die Bundesstraße 65 das Stadtgebiet im Norden von Ost nach West, dabei führt die Straße durch die Orte Everloh und Ditterke. Wenige Kilometer östlich des Stadtgebiets führt die Bundesstraße B 217 vorbei.
1898 eröffnete die Straßenbahn Hannover AG (ab 1921: ÜSTRA) die Straßenbahnlinie 10 von Hannover nach Gehrden – ab 1899 auch bis Barsinghausen. In dem Zuge entstanden im Ortszentrum der Bahnhof Gehrden und das Bahnhofsrestaurant Gehrden. Der Bau der Straßenbahn hatte einen wirtschaftlichen Aufschwung zur Folge, da dadurch auch elektrischer Strom im Ort vorhanden war. Die Straßenbahn beförderte neben Passagieren auch Steinkohle, Gemüse und andere Güter aus Barsinghausen sowie Zucker aus der Zuckerfabrik Neuwerk nach Hannover. Die Personenbeförderung auf dem Streckenabschnitt nach Barsinghausen wurde am 27. Juli 1952 eingestellt, die Güterbeförderung am 30. November 1953. Am 3. Juli 1961 wurde auch die Strecke von Hannover nach Gehrden stillgelegt und durch Busverbindungen ersetzt. (siehe auch: Geschichte der Straßenbahn in Hannover)
Heute ist Gehrden mit Hannover durch die Buslinie 500 (sprintH) der ÜSTRA zum ZOB Hannover und dem Bahnhof Weetzen verbunden. Weitere lokale Buslinien führen von Gehrden ins Umland. Über den Bahnhof Weetzen und den Bahnhof Lemmie ist Gehrden durch die S-Bahn Hannover an Hannover und den Flughafen Hannover angebunden. Beide Bahnhöfe verfügen zudem über ein Park and Ride Angebot.
Gehrden ist als 22 km lange Außenschleife an den Rad- und Wanderweg Grüner Ring um Hannover angebunden. Gehrden ist auch in das Radwegenetz der Fahrradregion Hannover mit drei Routen eingebunden. Zudem führt mit dem Kansteinweg ein Fernwanderweg durch Gehrden.
Im Jahr 2023 wurde auf einem Parkplatz im Ortszentrum von Gehrden ein Parklet mit Fahrradservicestation aufgestellt. Es war die erste Anlage dieser Art in einer Kommune in der Region Hannover. Zudem ergänzt Carsharing das Mobilitätsangebot.

### Medien
Verschiedene Medien berichten über lokale Geschehnisse in Gehrden:
- Calenberger Zeitung als Regionalbeilage der HAZ und Neue Presse
- Calenberger Online News
- Burgbergblick
- Neue Deister Zeitung

### Tourismus und regionale Entwicklung
Gehrden ist aktiver Bestandteil der LEADER-Region Calenberger Land, einem Fördergebiet der Europäischen Union und arbeitet aktiv an der Entwicklung der Tourismusregion „Naturpark Deister und Calenberger Land“ mit. Die Region Calenberger Land, zu der Gehrden gehört, zeichnet sich durch die Kombination historischer Städte, Naherholungsgebiete und Kultur- und Freizeitmöglichkeiten aus. Ziel ist es, touristische Potentiale systematisch weiterzuentwickeln.

### Energie

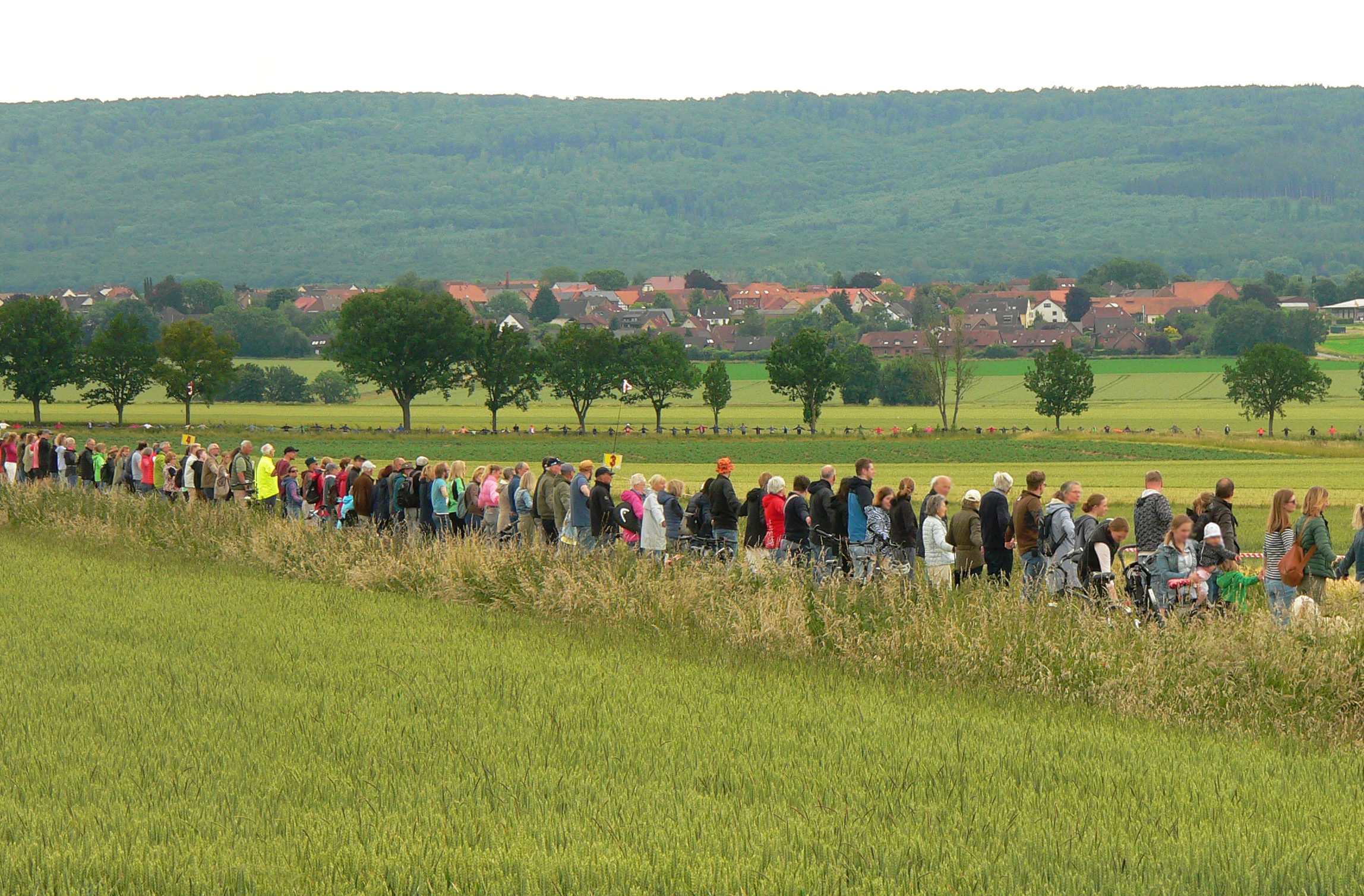
Menschenkette gegen den Bau eines Gleichstromdrehkreuzes, 2024

Etwa 65 % des lokal verbrauchten Stroms werden vor Ort regenerativ durch Biogas-, Photovoltaik- und
Windenergieanlagen produziert. Unter anderem gibt es acht Windenergieanlagen und zwei Biogasanlagen.
Im Zuge der Energiewende ist bis zum Jahr 2037 für den Stromnetzausbau die Verlegung von drei Stromtrassen als Hochspannungs-Gleichstrom-Übertragungs-Leitungen (HGÜ-Leitungen) vorgesehen, die das Gehrdener Gebiet als Erdkabel durchqueren. Östlich der Kernstadt soll der Suedlink verlaufen und westlich des Gehrdener Berges sind die parallel laufenden Trassen des Ost-West-Links (DC 40) und des Nord-West-Links (DC 41) geplant. Im Jahr 2024 wurde bekannt, dass im Näherungsbereich der Trassen DC 40 und DC 41 auf etwa 40 Hektar Fläche ein Gleichstromdrehkreuz, sogenannter Multiterminal-Hub, mit bis zu 30 Meter hohen Bauten entstehen soll. Im selben Jahr verabschiedete der Rat der Stadt Gehrden eine Resolution, um den Bau der Anlage im Trassennäherungsbereich am Gehrdener Berg zu verhindern. Gegen den möglichen Bau im dortigen Landschaftsschutzgebiet gründete sich eine Bürgerinitiative. Sie führte im Jahr 2024 mit fast 1500 Teilnehmern eine Menschenkette durch, mit der eine etwa 40 Hektar große Fläche im Bereich eines möglichen Standortes umschlossen wurde. 2024 kam es zu einer weiteren Aktion, bei der die Fläche mit über 1000 Fackeln markiert wurde. Der Vorhabensträger Tennet teilte mit, dass er für die Anlage Standorte zwischen Barsinghausen und dem Landkreis Hildesheim prüfe. Gehrden sei einer von acht möglichen Standorten. Mit der Bekanntgabe der Auswahl wird Mitte bis Ende 2025 gerechnet.

## Persönlichkeiten

### Ehrenbürger
- August Kageler (1877–1965), Lehrer, Autor und Heimatforscher[26]
- Ottomar von Reden (1888–1959), Bürgermeister[26]
- Heinrich Hische (1883–1965), Bürgermeister[26]
- Helmut Oberheide, Bürgermeister[26]
- Heinrich Berkefeld, Bürgermeister[26]
- Ernst Mittendorf, Ratsmitglied, Kreistags- und Regionsversammlungsmitglied[121]

### Söhne und Töchter der Stadt
- Friedrich Ulrich von Knigge (1618–1683), kaiserlicher Obrist, geboren in Leveste
- Bernhard Julius Dedekind (1691–1749), Goldschmied
- Albrecht Friedrich von Lenthe (1707–1779), deutscher Jurist
- Wilhelm Christian Friedrich Fraatz (1803–1878), lutherischer Theologe
- Werner von Siemens (1816–1892), geboren in Lenthe, Erfinder, Begründer der Elektrotechnik und Industrieller
- Ernst Remmers (1868–1937), Mitbegründer und erster Vorsitzender des Deutschen Beamtenbundes sowie Mitbegründer und Abgeordneter der DDP in der Weimarer Nationalversammlung
- Heinz Richter (1909–1971), Ingenieur und Autor
- Gertrud Knebusch (1924–2008), Politikerin (SPD)
- Hans Jürgen von Richthofen (1940–2018), geboren in Lenthe, Gutsbesitzer und Förderer der Kunst und Gartenkunst
- Hans-Joachim Frey (* 1965), Theaterintendant
- Astrid Schneider (* 1965), Architektin und Politikerin (Bündnis 90/Die Grünen), Mitglied im Abgeordnetenhaus Berlin
- Anja Jensen (* 1966), Künstlerin
- André Buron (* 1967), Journalist
- Almut van Niekerk (* 1967), evangelische Theologin
- Tim Pritlove (* 1967), Eventmanager, Medienkünstler und Mitglied des Chaos Computer Club
- Silke Klewin (* 1967), Historikerin
- Henning Schünhof (* 1967), Bürgermeister von Barsinghausen (SPD)
- Stefka Ammon (* 1970), bildende Künstlerin
- Wolfgang Kreißig (* 1970), Hochspringer
- Klaus Wannemacher (* 1972), Germanist, Theologe und Hochschullehrer
- Jan Philip Lange (* 1974), Filmproduzent
- Christian Haacke (* 1976), Radiomoderator
- Saskia Richter (1978–2015), Politikwissenschaftlerin
- Christian Pampel (* 1979), Volleyball-Nationalspieler
- Julian Kawohl (* 1979), Professor für Strategisches Management und Case Studies
- Nils Pfingsten-Reddig (* 1982), Fußballspieler
- Helge Schwarzer (* 1985), Leichtathlet, Hürdenläufer
- Jakob Nolte (* 1988), Schriftsteller
- Ryk (* 1989), Sänger, Komponist und Musikproduzent
- Julian Pahlke (* 1991), Seenotretter und Politiker (Grüne)
- Sabrina Hering-Pradler (* 1992), Kanutin, Weltmeisterin, Silbermedaillen-Gewinnerin bei Olympia
- Kristin Demann (* 1993), Fußballspielerin
- Niclas Füllkrug (* 1993), Spieler der deutschen Fußballmannschaft
- Hendrik Weydandt (* 1995), Fußballspieler
- Till Hermann (* 1996), Handballspieler
- Niklas Teichgräber (* 1996), Fußballspieler
- Jamie-Lee Kriewitz (* 1998), Popsängerin
- Grant-Leon Ranos (* 2003), armenisch-deutscher Fußballspieler

### Personen, die mit der Stadt in Verbindung stehen

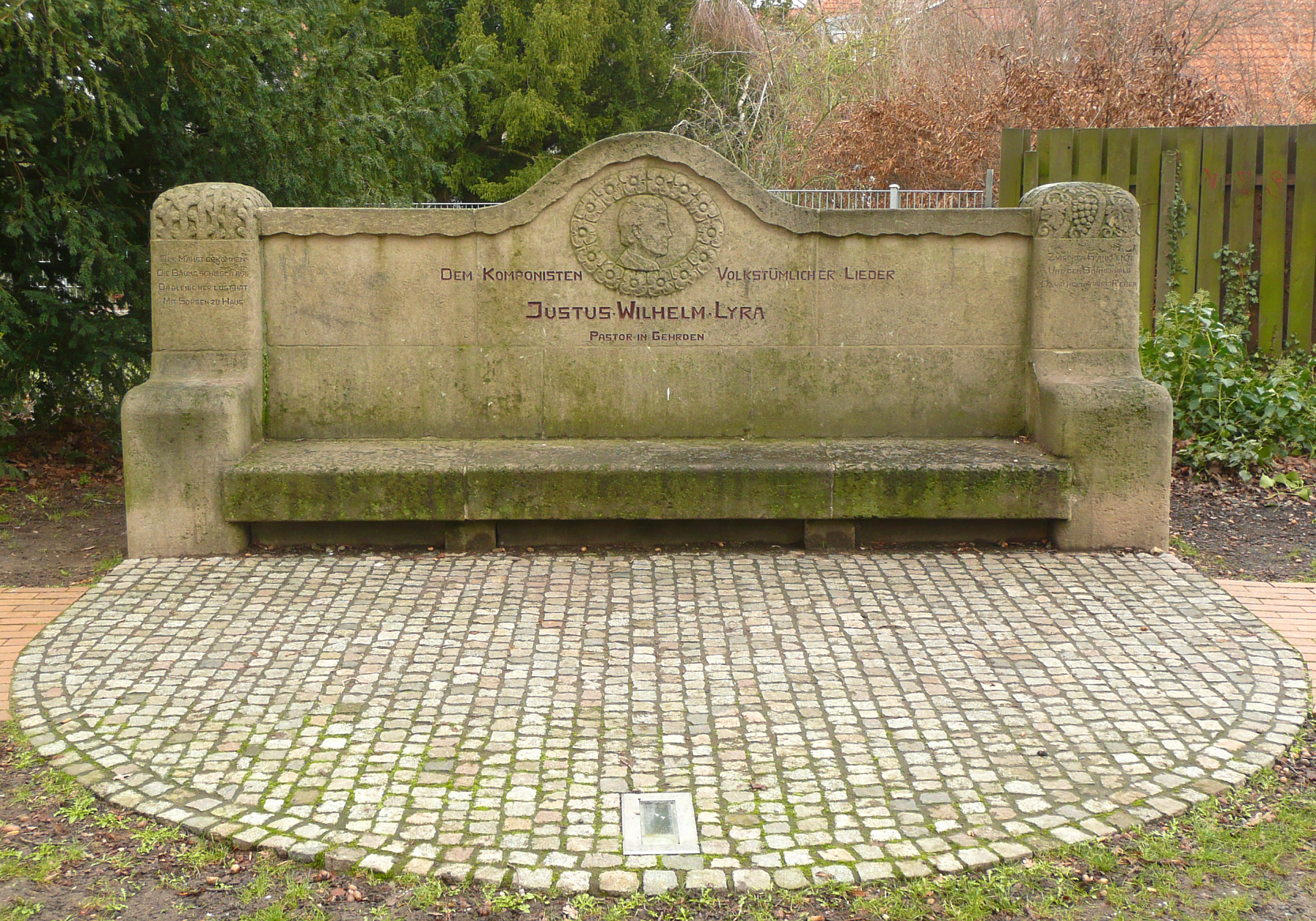
Die steinerne Lyra-Bank zur Erinnerung an Justus Wilhelm Lyra

- Justus Wilhelm Lyra (1822–1882), Pastor und Komponist, in Gehrden verstorben
- Carl Ludewig von Holle (1783–1815), deutscher Offizier, in Gehrden aufgewachsen und in der Schlacht bei Waterloo verstorben
- Rudolf Hase (1888–1967), Physiker und Lokalpolitiker (NSDAP), in Gehrden verstorben
- Hasso von Wedel (1898–1961), Offizier und Leiter der Wehrmachtpropaganda, in Gehrden verstorben
- Werner Osenberg (1900–1974), Materialwissenschaftler, wohnte seit den 1950er Jahren in Gehrden
- Jochen Gaues (* 1966), Bäcker, hatte einen Bäckereibetrieb in Gehrden
- Rolf Klein (1927–2018), Verwaltungsjurist, Präsident des Niedersächsischen Landesrechnungshofs in Hildesheim, wohnte in Gehrden
- Werner Lueg (1931–2014), Leichtathlet, Weltrekordler und Olympiadritter 1952, in Gehrden verstorben
- Gisela Wicke (* 1952), stellvertretende Bürgermeisterin, Naturschützerin, Trägerin des Bundesverdienstkreuzes, wohnt in Gehrden[122]
- Maria Schrader (* 1965), Schauspielerin und Regisseurin, besuchte das Matthias-Claudius-Gymnasium in Gehrden
- Marc Bator (* 1972), Nachrichtensprecher (ARD-Tagesschau und Sat.1), besuchte das Matthias-Claudius-Gymnasium Gehrden
- Sebastian Schunke (* 1973), Latin-Jazz-Pianist, Komponist und Jurist, verbrachte seine Kindheit in Gehrden
- Grischa Niermann (* 1975), Radrennfahrer, wohnt in Gehrden
- Bruno Fritzsche (* 1986), Filmproduzent und Regisseur, wuchs in Gehrden auf und besuchte das Matthias-Claudius-Gymnasium
- Kim Nina Ocker (* 1993), Autorin, wohnt in Gehrden[123]
- Arnim Bechmann (1943–2014), deutscher Wirtschaftswissenschaftler und Hochschullehrer, hat sein Abitur am Matthias Claudius Gymnasium abgelegt
- Dieter Mahlert, (1945–2019), deutscher Pädagoge und Politiker, ist in Gehrden aufgewachsen und in Gehrden zur Schule gegangen